# Liste der Biografien/Hoffm
Liste der Biografien |
Portal Biografien |
Personensuche
# |
A |
B |
C |
D |
E |
F |
G |
H |
I |
J |
K |
L |
M |
N |
O |
P |
Q |
R |
S |
T |
U |
V |
W |
X |
Y |
Z |
?
 
Ha |
Hd |
He |
Hi |
Hj |
Hk |
Hl |
Hm |
Hn |
Ho |
Hr |
Hs |
Ht |
Hu |
Hv |
Hw |
Hy
 
Hoa |
Hob |
Hoc |
Hod |
Hoe |
Hof |
Hog–Hok |
Hol |
Hom |
Hon |
Hoo |
Hop |
Hoq |
Hor |
Hos |
Hot |
Hou |
Hov |
How |
Hox |
Hoy |
Hoz
 
Hofa |
Hofb |
Hofd |
Hofe |
Hoff |
Hofg |
Hofh |
Hofi |
Hofk |
Hofl |
Hofm |
Hofn |
Hofp |
Hofr |
Hofs |
Hoft |
Hofv |
Hofw |
Hofz
 
Hoffa |
Hoffb |
Hoffd |
Hoffe |
Hoffg |
Hoffh |
Hoffi |
Hoffj |
Hoffk |
Hoffl |
Hoffm |
Hoffn |
Hoffo |
Hoffr |
Hoffs
Die Liste der Biografien führt alle Personen auf, die in der deutschsprachigen Wikipedia einen Artikel haben. Dieses ist eine Teilliste mit 1061 Einträgen von Personen, deren Namen mit den Buchstaben „Hoffm“ beginnt.

## Hoffm

### Hoffma

#### Hoffman
- Hoffman, Abbie (1936–1989), US-amerikanischer Sozial-Aktivist
- Hoffman, Abby (* 1947), kanadische Mittelstreckenläuferin und Sprinterin
- Hoffman, Al (1902–1960), US-amerikanischer Filmkomponist und Liedtexter
- Hoffman, Alan J. (1924–2021), US-amerikanischer Mathematiker
- Hoffman, Alejandro (* 1966), argentinischer Schachspieler
- Hoffman, Alex, US-amerikanischer Jazzmusiker (Tenorsaxophon)
- Hoffman, Alice (* 1952), amerikanische SchriftstellerinAlice Hoffman (* 1952)

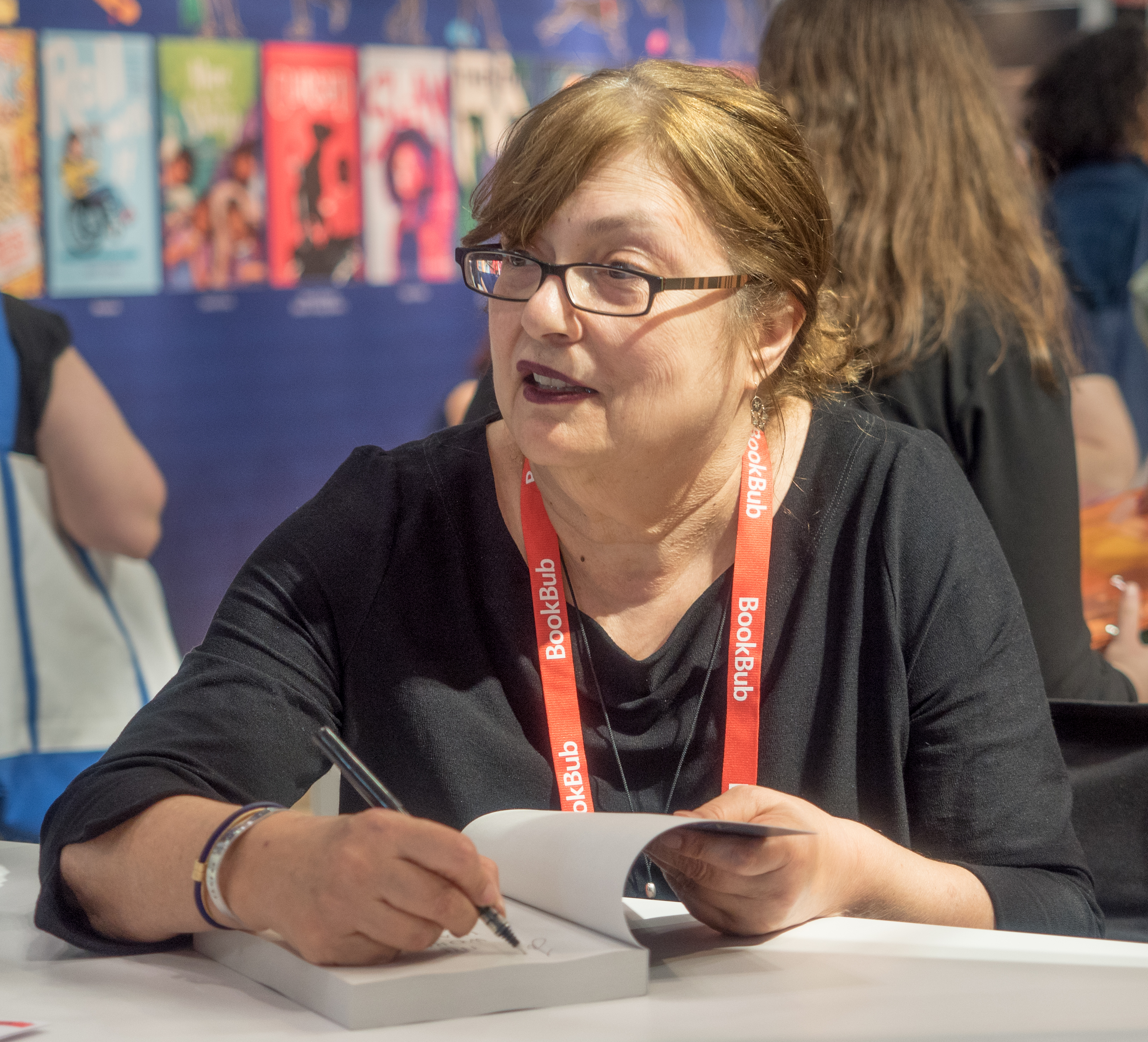
Alice Hoffman (* 1952)

- Hoffman, Amos (* 1970), israelischer Jazz-Gitarrist
- Hoffman, Antony, südafrikanischer Regisseur
- Hoffman, Basil (1938–2021), US-amerikanischer Schauspieler
- Hoffman, Ben (* 1983), US-amerikanischer Triathlet
- Hoffman, Bill (1902–1994), US-amerikanischer American-Football-Spieler
- Hoffman, Brian M. (* 1941), US-amerikanischer Biochemiker
- Hoffman, Calvin (1906–1986), amerikanischer Journalist, Presse-Agent und Schriftsteller
- Hoffman, Carl Henry (1896–1980), US-amerikanischer Politiker
- Hoffman, Charles Fenno (1806–1884), amerikanischer Schriftsteller und Publizist
- Hoffman, Chris (* 1981), simbabwischer Schauspieler und Synchronsprecher

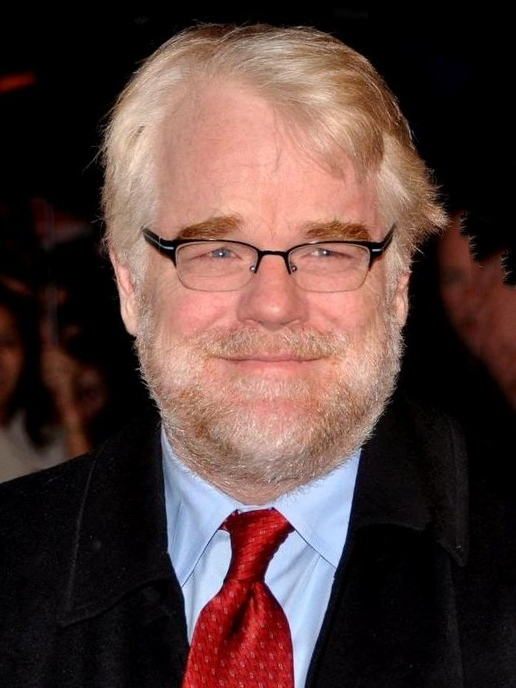
Philip Seymour Hoffman (1967–2014)

- Hoffman, Clare (1875–1967), US-amerikanischer Politiker
- Hoffman, Cooper (* 2003), US-amerikanischer Schauspieler
- Hoffman, Dan (* 1999), israelischer Eishockeyspieler
- Hoffman, Darleane C. (* 1926), US-amerikanische Chemikerin
- Hoffman, David Allen (* 1944), US-amerikanischer Mathematiker
- Hoffman, Donald D. (* 1955), US-amerikanischer Kognitionspsychologe und Autor
- Hoffman, Donald J. (* 1952), US-amerikanischer Offizier, General der US Air Force
- Hoffman, Dustin (* 1937), US-amerikanischer Schauspieler, Filmregisseur und FilmproduzentDustin Hoffman (* 1937)

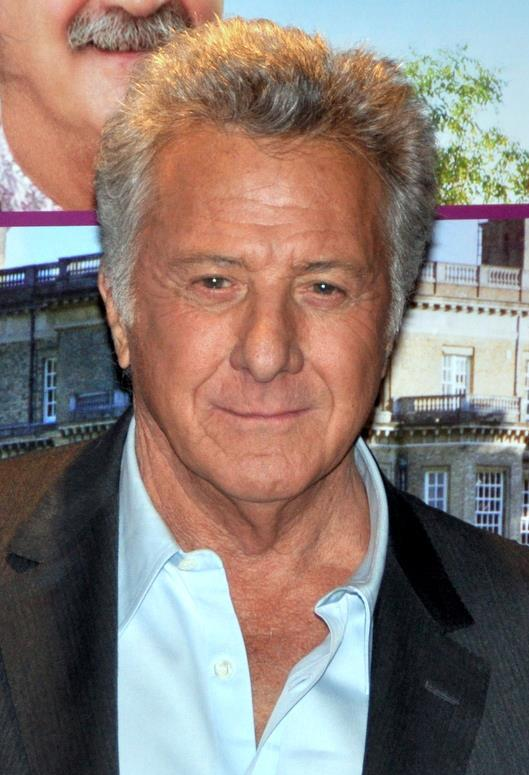
Dustin Hoffman (* 1937)

- Hoffman, Edward Joseph (1942–2004), US-amerikanischer Wissenschaftler
- Hoffman, Elad (* 1985), israelischer Basketballspieler
- Hoffman, Elisha Albright (1839–1929), US-amerikanischer evangelisch-presbyterianischer Pastor und Kirchenlieddichter
- Hoffman, Elizabeth (1926–2023), US-amerikanische Film- und Theaterschauspielerin
- Hoffman, Elizabeth (* 1946), US-amerikanische Ökonomin und Wirtschaftshistorikerin
- Hoffman, Elmer J. (1899–1976), US-amerikanischer Politiker
- Hoffman, Eva (* 1945), US-amerikanische Schriftstellerin
- Hoffman, François-Benoît (1760–1828), französischer Dramatiker, Librettist und Journalist
- Hoffman, Gall, deutscher Drucker und Verfasser der Frühen Neuzeit
- Hoffman, George H. (1838–1922), US-amerikanischer Politiker
- Hoffman, Gertrude (1871–1968), Schauspielerin deutscher Abstammung
- Hoffman, Gertrude (1885–1966), US-amerikanische Tänzerin und Choreographin
- Hoffman, Gordy (* 1965), US-amerikanischer Drehbuchautor und Filmregisseur
- Hoffman, Grace (1921–2008), US-amerikanische Opernsängerin
- Hoffman, Gregg (1963–2005), US-amerikanischer Filmproduzent
- Hoffman, Harold G. (1896–1954), US-amerikanischer Politiker (Republikanische Partei)
- Hoffman, Henry William (1825–1895), US-amerikanischer Politiker
- Hoffman, Hugh F. T. (1896–1951), US-amerikanischer Offizier, Generalmajor der US-Army
- Hoffman, Jake (* 1981), US-amerikanischer Schauspieler
- Hoffman, James Robert (1932–2003), US-amerikanischer Geistlicher, katholischer Bischof
- Hoffman, Jan (1906–1995), polnischer Pianist und Musikpädagoge
- Hoffman, Jane (1911–2004), US-amerikanische Schauspielerin
- Hoffman, Jason (* 1989), australischer Fußballspieler
- Hoffman, Jean (* 1893), belgischer Wasserballspieler
- Hoffman, Jeannie (1930–2008), amerikanische Jazzmusikerin (Piano, Gesang, Komposition)
- Hoffman, Jeffrey A. (* 1944), US-amerikanischer Astronaut
- Hoffman, Jerzy (* 1932), polnischer FilmregisseurJerzy Hoffman (* 1932)

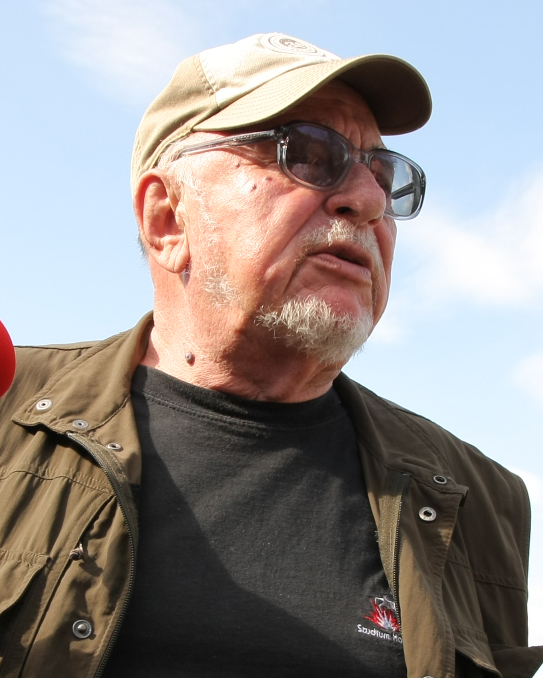
Jerzy Hoffman (* 1932)

- Hoffman, Jilliane (* 1967), US-amerikanische Autorin
- Hoffman, Joanna (* 1955), US-amerikanische Marketing-Managerin
- Hoffman, John, Filmproduzent und Filmregisseur von Dokumentarfilmen
- Hoffman, John Thompson (1828–1888), US-amerikanischer Politiker
- Hoffman, Josiah Ogden (1766–1837), US-amerikanischer Jurist und Politiker
- Hoffman, Josiah Ogden (1793–1856), US-amerikanischer Jurist und Politiker
- Hoffman, Julia Christiansen (1856–1934), US-amerikanische Künstlerin und Kunstmäzenin
- Hoffman, Karol Boromeusz (1798–1875), polnischer Jurist und Schriftsteller
- Hoffman, Kathy, US-amerikanische Politikerin
- Hoffman, Kenneth (1930–2008), US-amerikanischer Mathematiker
- Hoffman, Lauren (* 1999), philippinisch-US-amerikanische Leichtathletin
- Hoffman, Lee (1932–2007), amerikanische Autorin
- Hoffman, Leigh (* 2000), australischer Radrennfahrer
- Hoffman, Linda, US-amerikanische Schauspielerin
- Hoffman, Lynn (1924–2017), US-amerikanische Sozialarbeiterin, Psychotherapeutin und Familientherapeutin
- Hoffman, Madison (* 2000), australische Skirennläuferin
- Hoffman, Malvina (1885–1966), amerikanische Bildhauerin
- Hoffman, Marion (* 1949), australische Sprinterin
- Hoffman, Mary (* 1945), englische Kinderbuchautorin
- Hoffman, Mat (* 1972), US-amerikanischer BMX-Fahrer
- Hoffman, Max (1904–1981), austroamerikanischer Autohändler für Importfahrzeuge
- Hoffman, Michael (1787–1848), US-amerikanischer Jurist und Politiker
- Hoffman, Michael (* 1955), US-amerikanischer Komponist, Hochschullehrer und Jazzgitarrist
- Hoffman, Michael (* 1956), US-amerikanischer Filmregisseur, Drehbuchautor und Filmproduzent
- Hoffman, Mike (* 1989), kanadischer Eishockeyspieler
- Hoffman, Myn M. (1883–1951), US-amerikanische Militärperson, Krankenschwester
- Hoffman, Nicholas von (1929–2018), US-amerikanischer Journalist und Buchautor
- Hoffman, Nina Kiriki (* 1955), US-amerikanische Fantasy-Schriftstellerin
- Hoffman, Noah (* 1989), US-amerikanischer Skilangläufer
- Hoffman, Nolan (* 1985), südafrikanischer Radrennfahrer
- Hoffman, Omer, belgischer Turner
- Hoffman, Paul (* 1946), US-amerikanischer Ruderer
- Hoffman, Paul (1952–2010), US-amerikanischer Philosoph und Philosophiehistoriker
- Hoffman, Paul (* 1953), englischer Autor und Drehbuchautor
- Hoffman, Paul (* 1955), eswatinischer Gewichtheber
- Hoffman, Paul F. (* 1941), kanadischer Geologe
- Hoffman, Peter (* 1969), US-amerikanisch-dänischer Basketballtrainer und -spieler
- Hoffman, Philip Seymour (1967–2014), US-amerikanischer SchauspielerPhilip Seymour Hoffman (1967–2014)
- Hoffman, Reid (* 1967), US-amerikanischer Unternehmer und Autor
- Hoffman, Richard L. (1927–2012), US-amerikanischer Zoologe
- Hoffman, Richard W. (1893–1975), US-amerikanischer Politiker
- Hoffman, Rick (* 1970), US-amerikanischer SchauspielerRick Hoffman (* 1970)

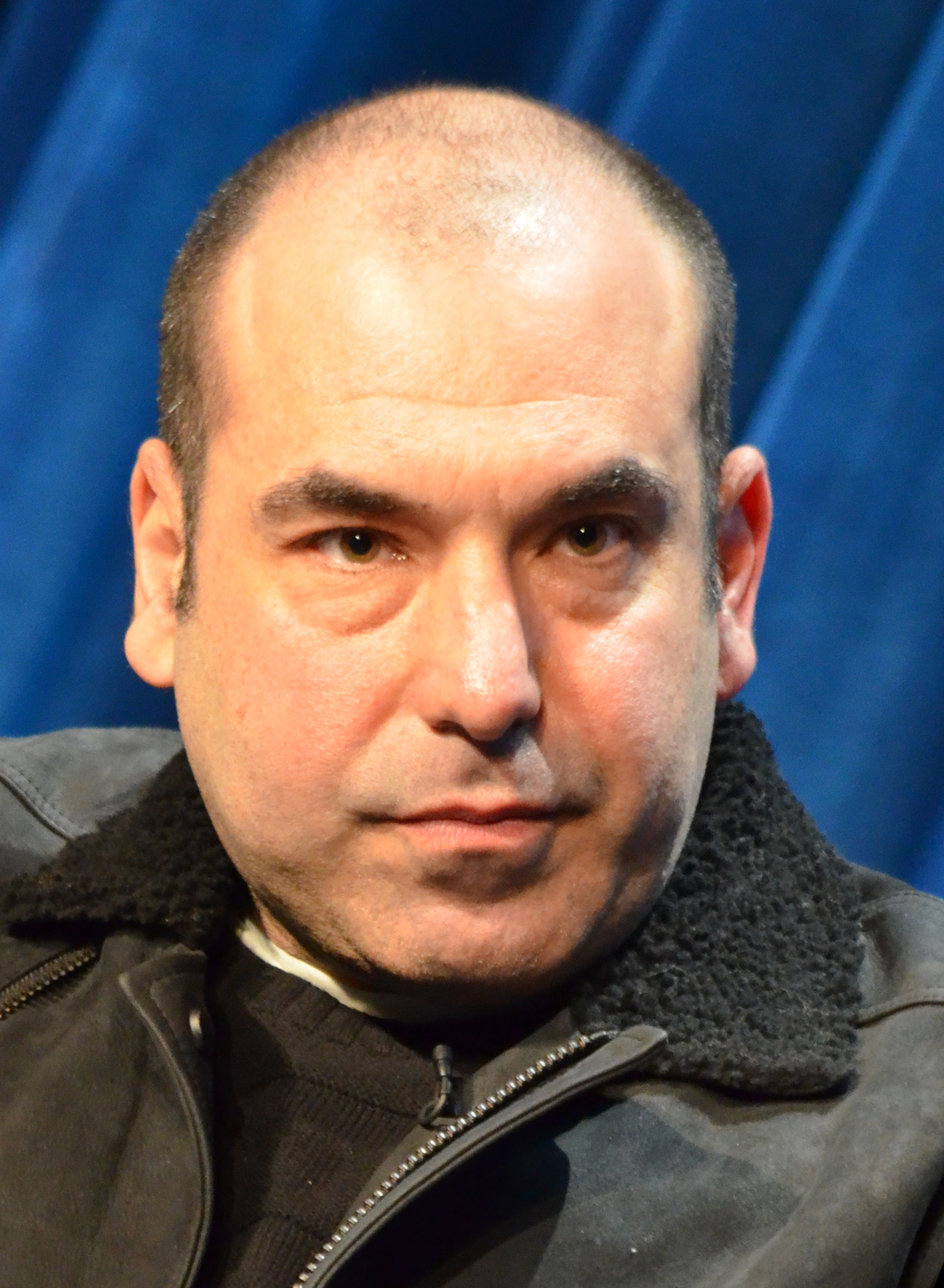
Rick Hoffman (* 1970)

- Hoffman, Robert (* 1985), US-amerikanischer Tänzer, Schauspieler und Choreograf
- Hoffman, Samuel (1903–1967), US-amerikanischer Musiker und Mediziner
- Hoffman, Scott (* 1961), US-amerikanischer Rock-Schlagzeuger und Perkussionist
- Hoffman, Susan (* 1938), US-amerikanische Schauspielerin
- Hoffman, Sylvia (* 1938), deutsche Autorin und Fernsehregisseurin
- Hoffman, Sylvia (* 1989), US-amerikanische Bobfahrerin
- Hoffman, Thom (* 1957), niederländischer Schauspieler
- Hoffman, Trevor (* 1967), US-amerikanischer Baseballspieler
- Hoffman, Tristan (* 1970), niederländischer Radrennfahrer
- Hoffman, William (1925–2009), US-amerikanischer Schriftsteller

##### Hoffmann

###### Hoffmann L
- Hoffmann Lachnit, Francisco (1902–1981), chilenischer Mediziner, Hochschullehrer, Physiologe

###### Hoffmann M
- Hoffmann Mazzi, Sylvio (1908–1991), brasilianischer Fußballnationalspieler

###### Hoffmann V
- Hoffmann von Fallersleben, August Heinrich (1798–1874), deutscher Dichter und Germanist, Verfasser des „Lieds der Deutschen“August Heinrich Hoffmann von Fallersleben (1798–1874)

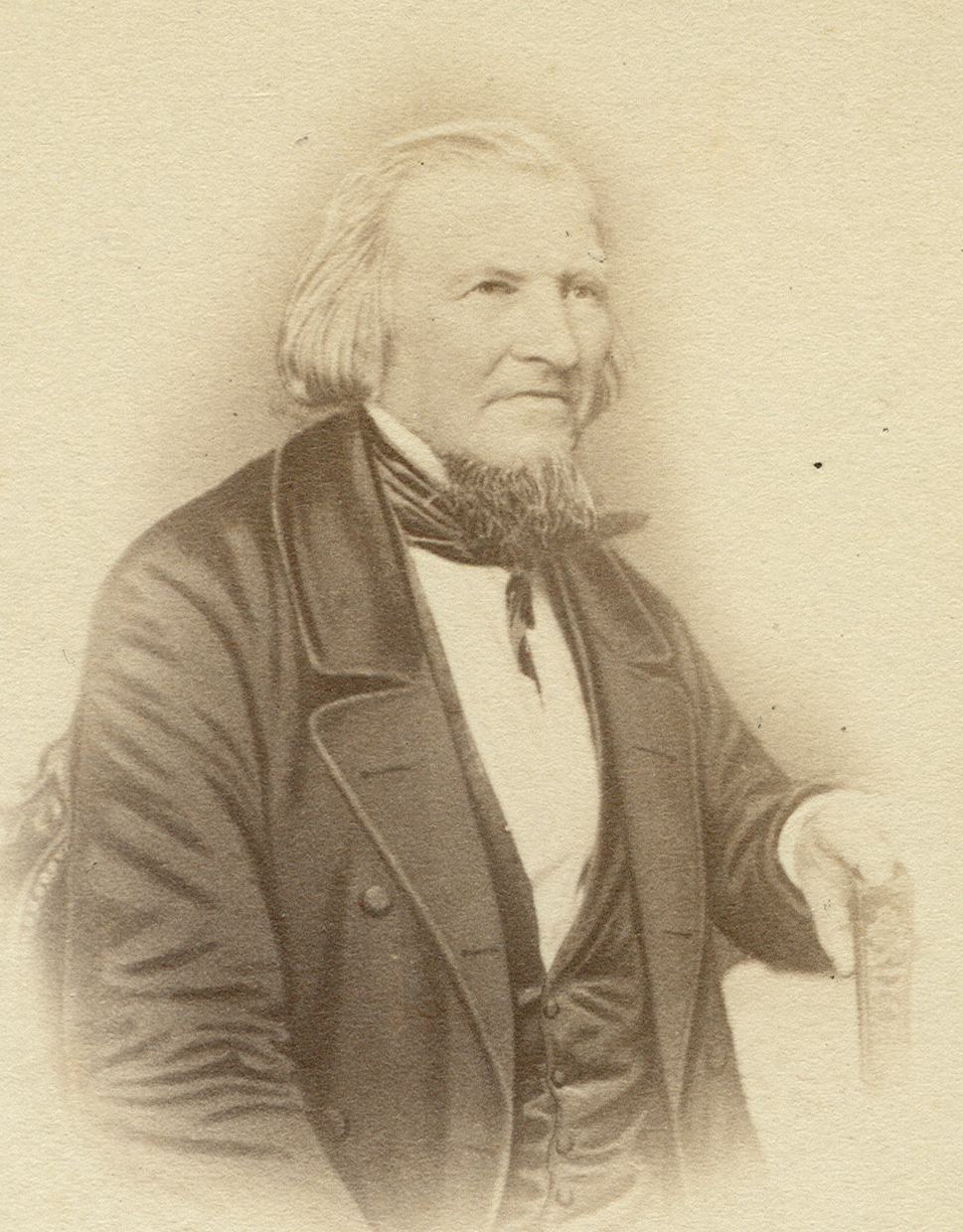
August Heinrich Hoffmann von Fallersleben (1798–1874)

- Hoffmann von Hoffmannswaldau, Christian († 1679), deutsch-schlesischer Lyriker und Epigrammatiker, Politiker und Diplomat
- Hoffmann von Löwenfeld, Hartmann Samuel (1653–1709), deutscher Generalmajor
- Hoffmann von Vestenhof, August (1848–1922), österreichischer Kunstmaler, Illustrator, Bildhauer und Schriftsteller wohnhaft in München
- Hoffmann von Waldau, Otto (1898–1943), deutscher General der Flieger im Zweiten Weltkrieg
- Hoffmann von Wendheim, Philipp (1798–1875), k.k Generalmajor

###### Hoffmann Z
- Hoffmann Zschocher, Petra (* 1946), deutsche Biochemikerin

###### Hoffmann, A
- Hoffmann, Adele (1920–2013), deutsche Schauspielerin und Radiomoderatorin des Bayerischen Rundfunks
- Hoffmann, Adolf (1822–1909), österreichischer Mediziner
- Hoffmann, Adolf (1826–1883), deutscher Landrat und Mitglied des Preußischen Abgeordnetenhauses
- Hoffmann, Adolf (1904–1944), deutscher SS-Offizier
- Hoffmann, Adolf (* 1941), deutscher Architekt und Bauforscher
- Hoffmann, Adolf Peter (1906–1982), deutscher Film- und Theaterschauspieler
- Hoffmann, Adolph (1835–1899), deutscher Jurist und Politiker (DFP), MdR
- Hoffmann, Adolph (1858–1930), deutscher Politiker (SAPD, SPD, USPD), MdR, Schriftsteller, Verleger
- Hoffmann, Adriana (1940–2022), chilenische Botanikerin, Umweltschützerin und Autorin
- Hoffmann, Agnes (1860–1913), deutsche Lehrerin und Schriftstellerin
- Hoffmann, Albert († 1894), deutscher Journalist und Autor, Chefredakteur der Papier-Zeitung
- Hoffmann, Albert (1907–1972), deutscher Kaufmann und Politiker (NSDAP), MdR, Gauleiter
- Hoffmann, Albert (* 1945), österreichischer Maler
- Hoffmann, Albert (* 1955), südafrikanischer Jurist, Richter am Internationalen Seegerichtshof, Hamburg
- Hoffmann, Albin (1831–1894), deutscher Pfarrer und Politiker
- Hoffmann, Albrecht (* 1941), deutscher Hochschullehrer und Fachhistoriker
- Hoffmann, Alexander (1879–1946), deutscher Betriebswirt und Hochschullehrer
- Hoffmann, Alexander (1947–2024), deutscher Sachbuchautor und Schriftsteller
- Hoffmann, Alexander (* 1975), deutscher Politiker (CSU), MdBAlexander Hoffmann (* 1975)

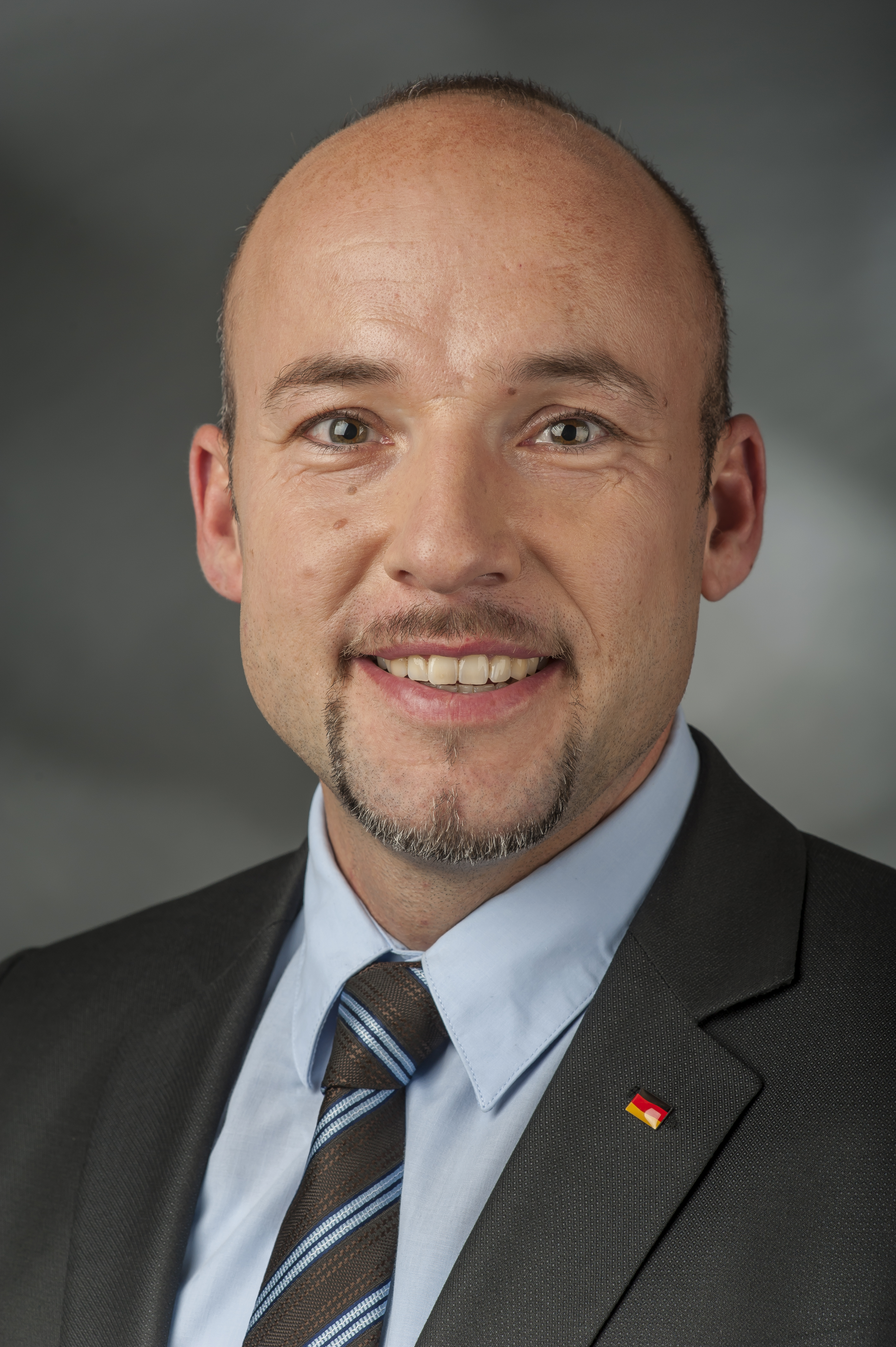
Alexander Hoffmann (* 1975)

- Hoffmann, Alexander von (* 1974), deutscher Hochschullehrer
- Hoffmann, Alfred (1898–1987), deutscher Maler
- Hoffmann, Alfred (1904–1983), österreichischer Wirtschaftshistoriker
- Hoffmann, Alfred (1911–1997), deutscher Hochschullehrer und Sinologe
- Hoffmann, Alfred (1914–1983), deutscher Eishockeytorwart
- Hoffmann, Alfred (1918–1995), deutscher Fußballspieler und -trainer
- Hoffmann, Alfred (* 1958), deutscher römisch-katholischer Geistlicher, Generalvikar und Dompropst des Bistums Görlitz
- Hoffmann, Alice (* 1951), deutsche Schauspielerin und KomikerinAlice Hoffmann (* 1951)

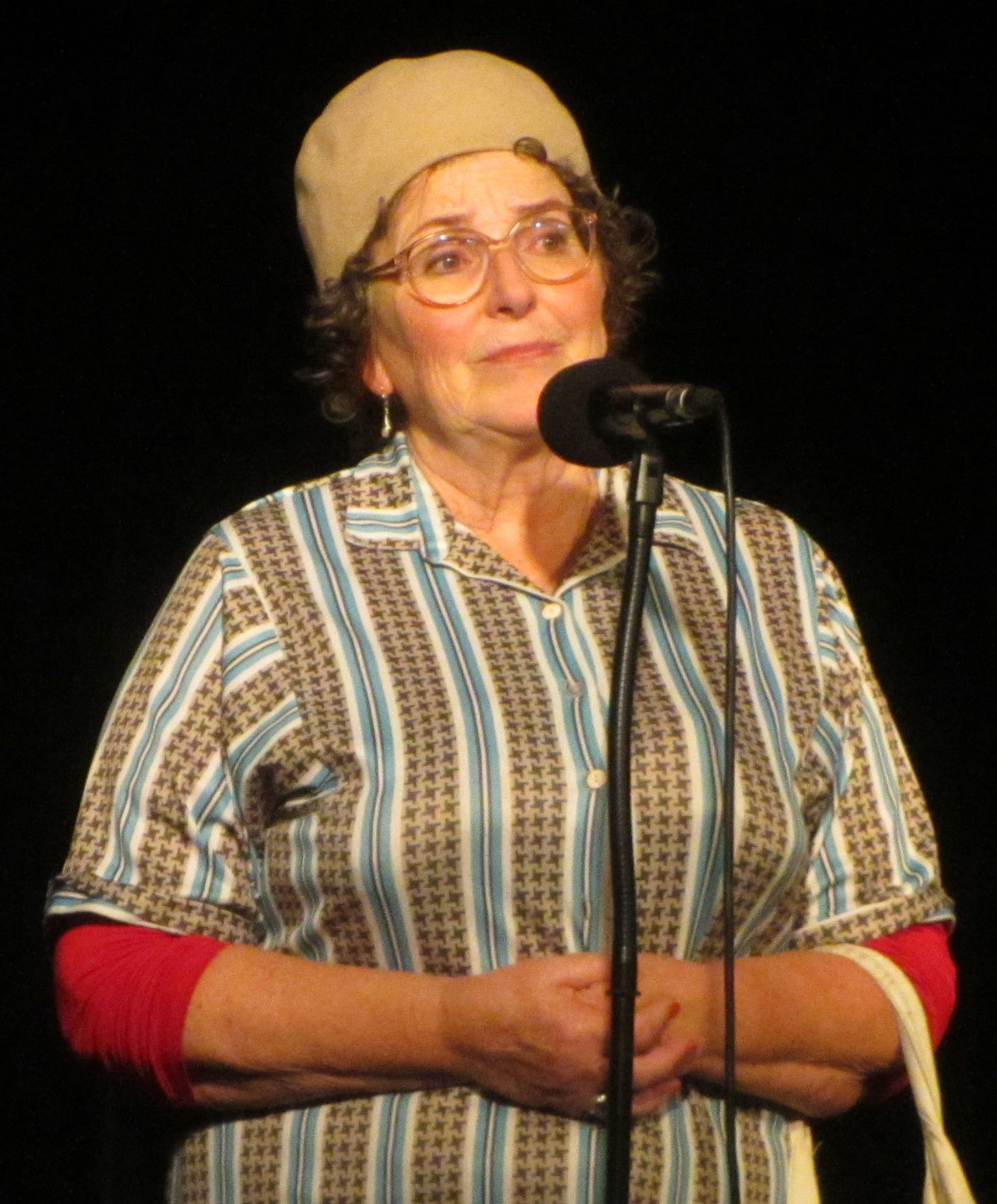
Alice Hoffmann (* 1951)

- Hoffmann, Ambrosi (* 1977), Schweizer Skirennfahrer
- Hoffmann, André (* 1926), luxemburgischer Radrennfahrer
- Hoffmann, André (* 1961), deutscher Eisschnellläufer
- Hoffmann, André (* 1993), deutscher Fußballspieler
- Hoffmann, Andrea (* 1984), deutsche Sängerin
- Hoffmann, Andrea C. (* 1973), deutsche Journalistin und Autorin
- Hoffmann, Andreas, deutscher römisch-katholischer Kirchenhistoriker
- Hoffmann, Andreas (* 1960), deutscher Politiker (CDU), MdL a. D.
- Hoffmann, Andreas (* 1971), deutscher Kulturmanager und Klassischer Archäologe
- Hoffmann, Andreas (* 1982), deutscher Politiker (Bündnis 90/Die Grünen)
- Hoffmann, Andreas Gottlieb (1796–1864), deutscher Theologe und Orientalist
- Hoffmann, Anette (* 1971), dänische Handballspielerin
- Hoffmann, Angela (* 1957), deutsche Schriftstellerin
- Hoffmann, Anna, deutsche Filmmanagerin
- Hoffmann, Anna (* 1864), Opernsängerin (Alt)
- Hoffmann, Anna (* 1971), deutsche Schriftstellerin
- Hoffmann, Anna (* 1980), kasachstandeutsche Filmregisseurin und Drehbuchautorin
- Hoffmann, Anna (* 2000), US-amerikanische Skispringerin
- Hoffmann, Annie (* 1984), deutsche ModeratorinAnnie Hoffmann (* 1984)

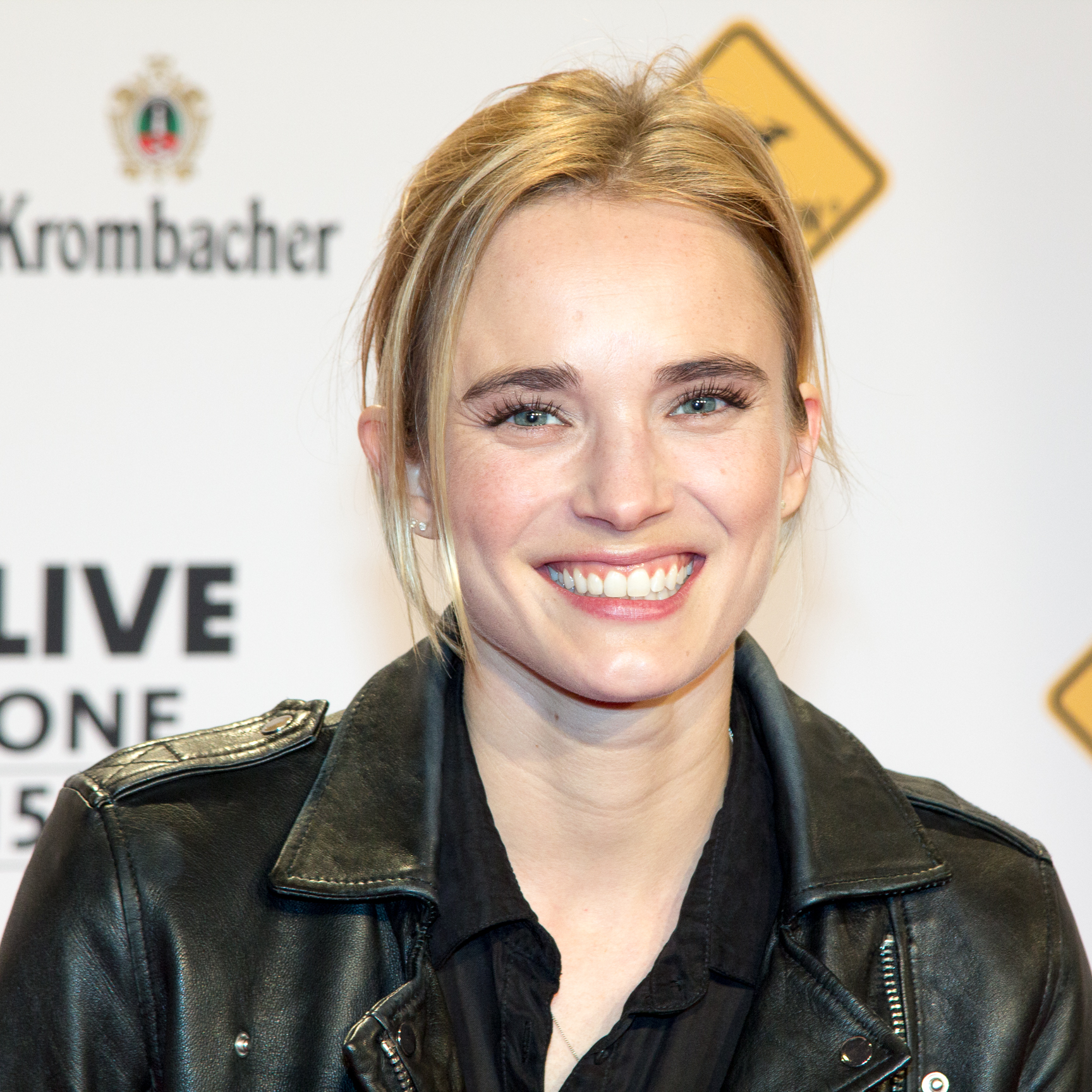
Annie Hoffmann (* 1984)

- Hoffmann, Ansberta (1903–1945), deutsche Steyler Missionsschwester und Märtyrin
- Hoffmann, Anton (1863–1938), deutscher Maler, Illustrator, Heereskundler und Hochschullehrer
- Hoffmann, Anton (1897–1937), deutsch-russischer römisch-katholischer Geistlicher und Märtyrer
- Hoffmann, Antonina (1842–1897), polnische Schauspielerin
- Hoffmann, Anya (* 1965), deutsche Schauspielerin
- Hoffmann, Arne (* 1969), deutscher Medienwissenschaftler, Journalist und Buchautor
- Hoffmann, Arthur (1855–1936), deutscher Generaloberarzt und Geheimer Sanitätsrat
- Hoffmann, Arthur (1857–1927), Schweizer Politiker (FDP)
- Hoffmann, Arthur (1887–1932), deutscher Leichtathlet
- Hoffmann, Arthur (1889–1964), deutscher nationalsozialistischer Philosoph und Hochschullehrer
- Hoffmann, Arthur (1900–1945), deutscher Widerstandskämpfer im Zweiten Weltkrieg
- Hoffmann, Artur (1902–1990), deutscher Politiker (CDU)
- Hoffmann, Artur (1902–1975), deutscher Politiker (SPD), MdA
- Hoffmann, August (1802–1878), deutscher Kaufmann, Spediteur und Politiker
- Hoffmann, August (1810–1872), deutscher Kupferstecher der Düsseldorfer Malerschule
- Hoffmann, August Martin (1924–1985), deutscher Bildhauer
- Hoffmann, Auguste (1902–1989), deutsche Medizinerin und Sportfunktionärin

###### Hoffmann, B
- Hoffmann, Banesh (1906–1986), britischer Mathematiker und Physiker
- Hoffmann, Baptist (1863–1937), deutscher Opernsänger (Bariton)
- Hoffmann, Benedikt (* 1985), deutscher LeichtathletBenedikt Hoffmann (* 1985)

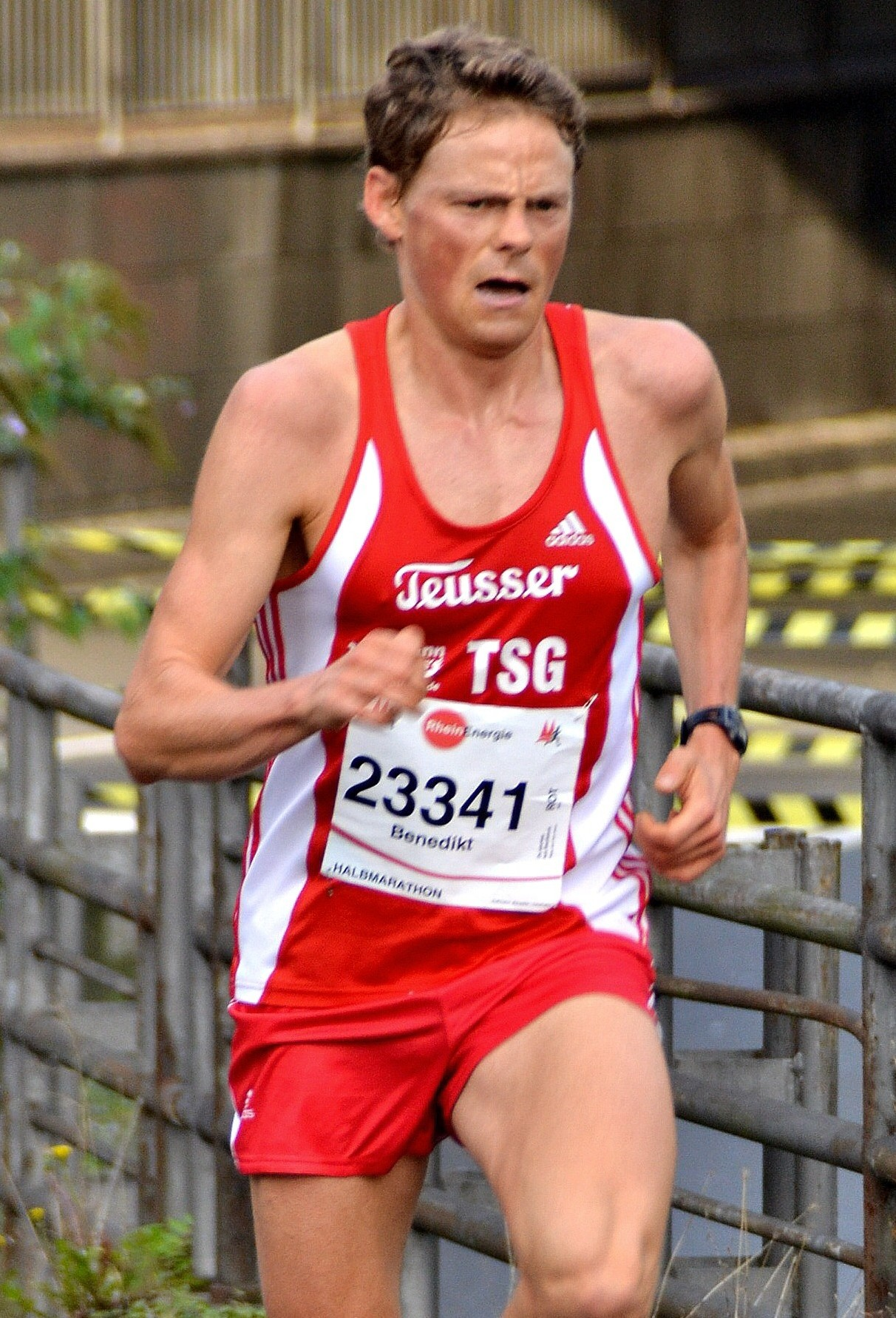
Benedikt Hoffmann (* 1985)

- Hoffmann, Benjamin Gottlob (1748–1818), deutscher Buchhändler und Verleger
- Hoffmann, Benno (1919–2005), deutscher Ballettmeister, Synchronsprecher und Schauspieler
- Hoffmann, Bernd, deutscher Poolbillardspieler
- Hoffmann, Bernd (1935–2010), deutscher Schauspieler und Theaterregisseur
- Hoffmann, Bernd (* 1946), deutscher Fußballspieler
- Hoffmann, Bernd (* 1953), deutscher Jazzjournalist und Jazzhistoriker
- Hoffmann, Bernd (* 1963), deutscher Fußballfunktionär
- Hoffmann, Bernd Franco (* 1961), deutscher Autor
- Hoffmann, Bernd von (1941–2011), deutscher Rechtswissenschaftler
- Hoffmann, Bernhard (1871–1958), Landtagsabgeordneter Waldeck
- Hoffmann, Bernhard (1919–2017), deutscher Politiker (SPD)
- Hoffmann, Bernhard (* 1967), deutscher Volleyball- und Beachvolleyballspieler
- Hoffmann, Bernward (1945–2015), deutscher Hochschullehrer und Bibliothekar
- Hoffmann, Bernward (* 1955), deutscher Erziehungswissenschaftler
- Hoffmann, Bert (* 1966), deutscher Politikwissenschaftler
- Hoffmann, Bertha (1816–1892), deutsche Schriftstellerin
- Hoffmann, Bettina (1945–1997), deutsche Archäometrikerin, Keramikforscherin
- Hoffmann, Bettina (* 1959), deutsche Gambistin, Barockcellistin und Musikwissenschaftlerin
- Hoffmann, Bettina (* 1960), deutsche Politikerin (Bündnis 90/Die Grünen), MdBBettina Hoffmann (* 1960)

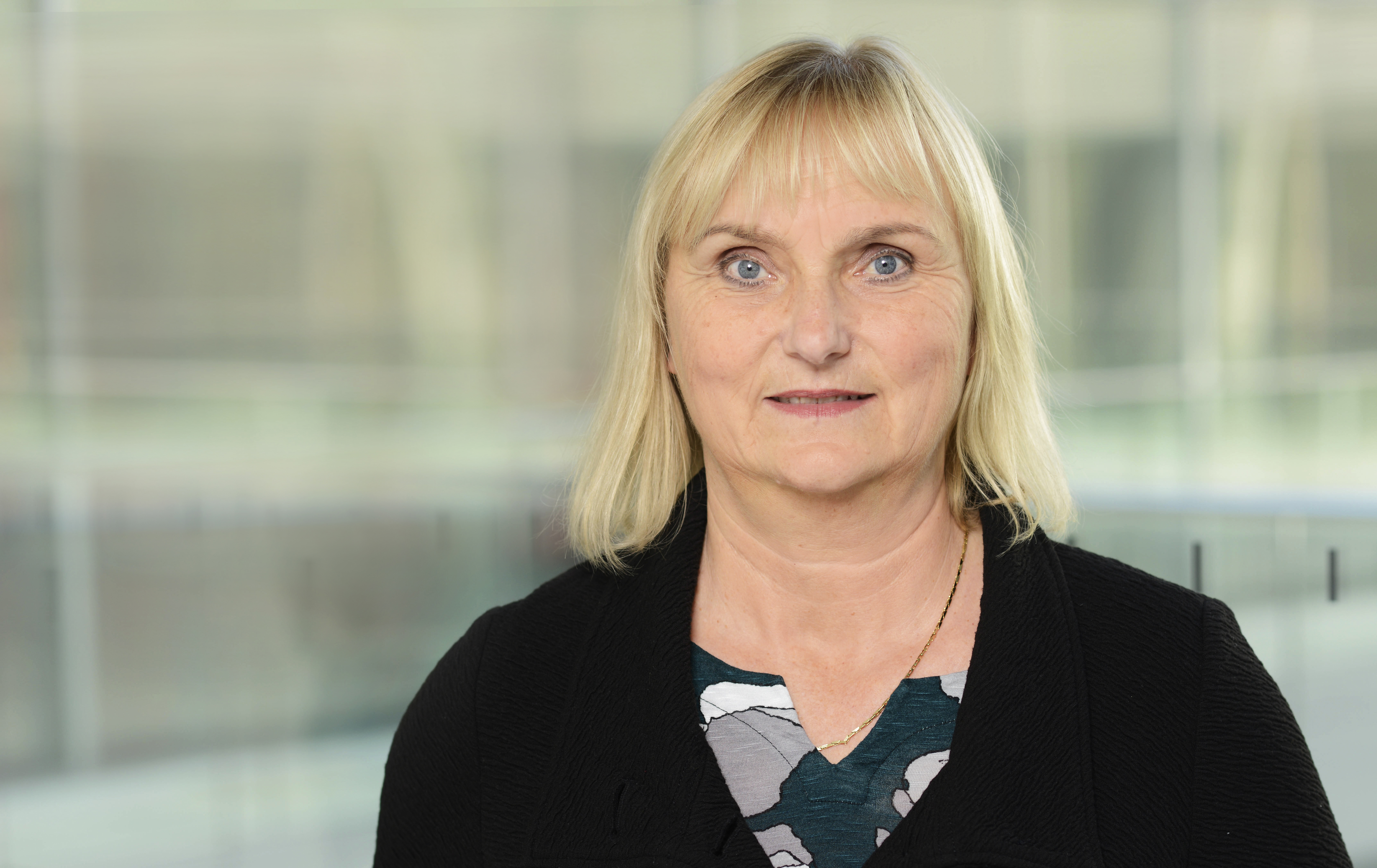
Bettina Hoffmann (* 1960)

- Hoffmann, Bolko (1937–2007), deutscher Politiker (Pro DM), Herausgeber der Börsenzeitschrift Effecten Spiegel
- Hoffmann, Brigitte (* 1943), deutsche Tennisspielerin
- Hoffmann, Brit, deutsche Handballspielerin
- Hoffmann, Bruno (1913–1991), deutscher Instrumentenentwickler und Glasmusiker

###### Hoffmann, C
- Hoffmann, Camill (1878–1944), böhmisch-tschechoslowakischer Schriftsteller, Journalist, Diplomat
- Hoffmann, Carl (1795–1878), deutscher evangelischer Theologe und Abgeordneter der Kurhessischen Ständeversammlung
- Hoffmann, Carl (1802–1883), deutscher Verleger, Druckereibesitzer und Buchhändler
- Hoffmann, Carl (1836–1903), deutscher evangelischer Geistlicher und Superintendent
- Hoffmann, Carl (1885–1947), deutscher Kameramann und Regisseur
- Hoffmann, Carl (1923–2001), deutscher Flottillenadmiral der Bundesmarine
- Hoffmann, Carl Christoph von (1735–1801), preußischer Geheimrat und Kanzler der Halleschen Universität
- Hoffmann, Carl Friedrich (1925–2007), deutscher Afrikanist
- Hoffmann, Carl Heinrich Ludwig (1807–1881), deutscher Hochschullehrer für Finanz-, Polizei- und württembergisches Verwaltungsrecht
- Hoffmann, Carl Johann (1819–1874), deutscher Jurist und Politiker, MdR
- Hoffmann, Carl Josef (1925–2017), deutscher Bildhauer
- Hoffmann, Carl Julius Adolph Hugo (1801–1843), deutscher Komponist der Klassik
- Hoffmann, Carl Wilhelm (1810–1895), deutscher Architekt und preußischer Baubeamter
- Hoffmann, Carlos (1936–2013), chilenischer Fußballspieler
- Hoffmann, Carola (* 1962), deutsche Hockeyspielerin
- Hoffmann, Carolina (* 1992), deutsche Schauspielerin
- Hoffmann, Caspar (* 2007), deutscher Schauspieler
- Hoffmann, Christa (1924–2000), deutsche Textilgestalterin
- Hoffmann, Christel (* 1936), deutsche Theaterwissenschaftlerin und -pädagogin
- Hoffmann, Christel (1949–2018), deutsche Politikerin (SPD), MdL
- Hoffmann, Christhard (* 1952), deutscher Historiker
- Hoffmann, Christiaan Karel (1844–1903), niederländischer Arzt und Zoologe
- Hoffmann, Christian (1634–1674), deutscher Lehrdichter und Rhetoriker
- Hoffmann, Christian (* 1974), österreichischer SkilangläuferChristian Hoffmann (* 1974)

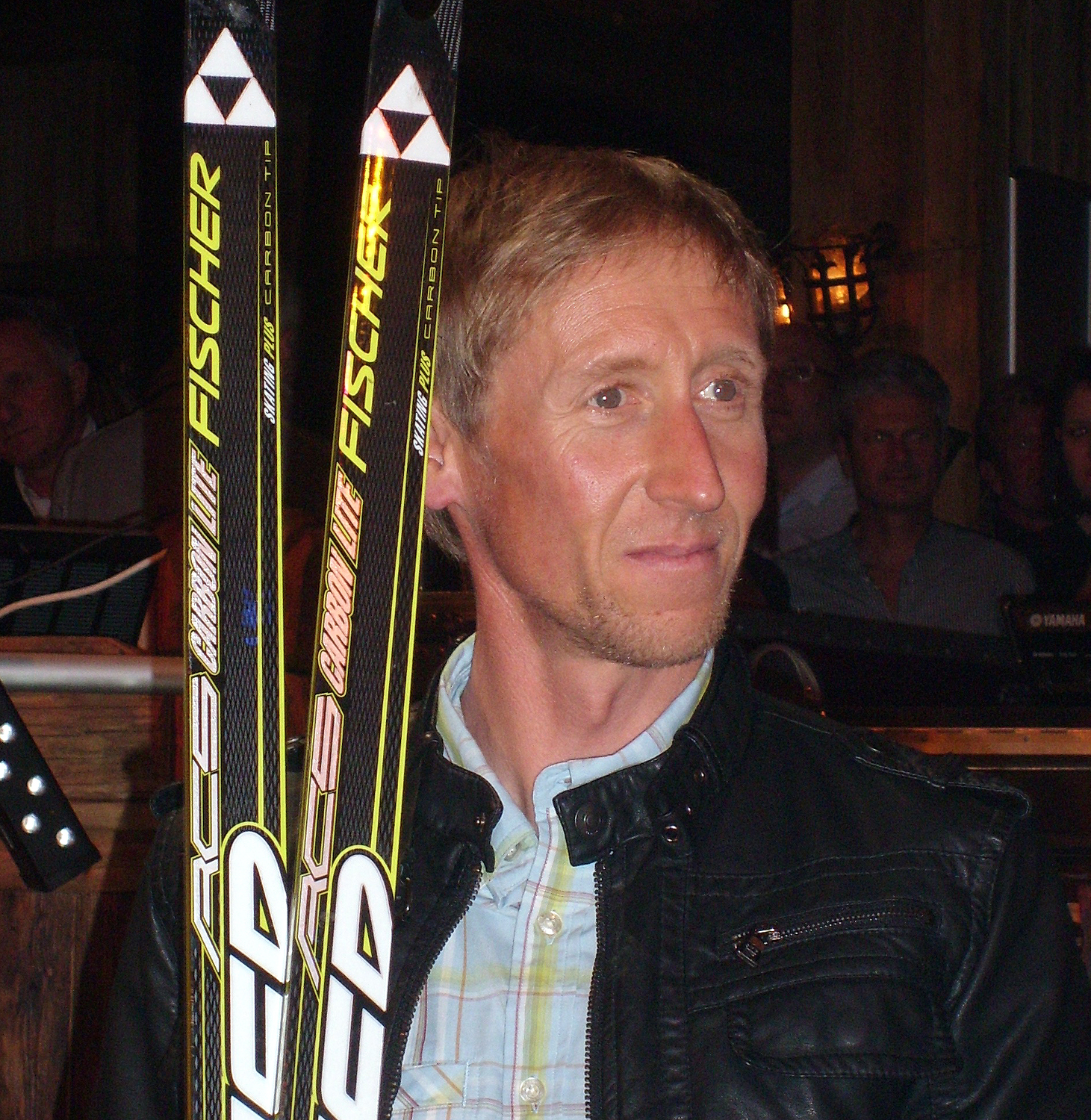
Christian Hoffmann (* 1974)

- Hoffmann, Christian (* 1987), deutscher Basketballspieler
- Hoffmann, Christian August Siegfried (1760–1813), Mineraloge, Edelstein-Inspektor und Administrator der akademischen Mineralienniederlage in Freiberg
- Hoffmann, Christian Friedrich (1762–1820), deutscher Mathematiker, Erzieher der „Wiedischen Prinzen“ und Pionier der provinzialrömischen Archäologie
- Hoffmann, Christian Gottfried (1692–1735), deutscher Rechtswissenschaftler und Historiker
- Hoffmann, Christian Gotthold (* 1713), deutscher Wissenschaftler
- Hoffmann, Christiane (* 1967), deutsche Journalistin, Korrespondentin und BuchautorinChristiane Hoffmann (* 1967)

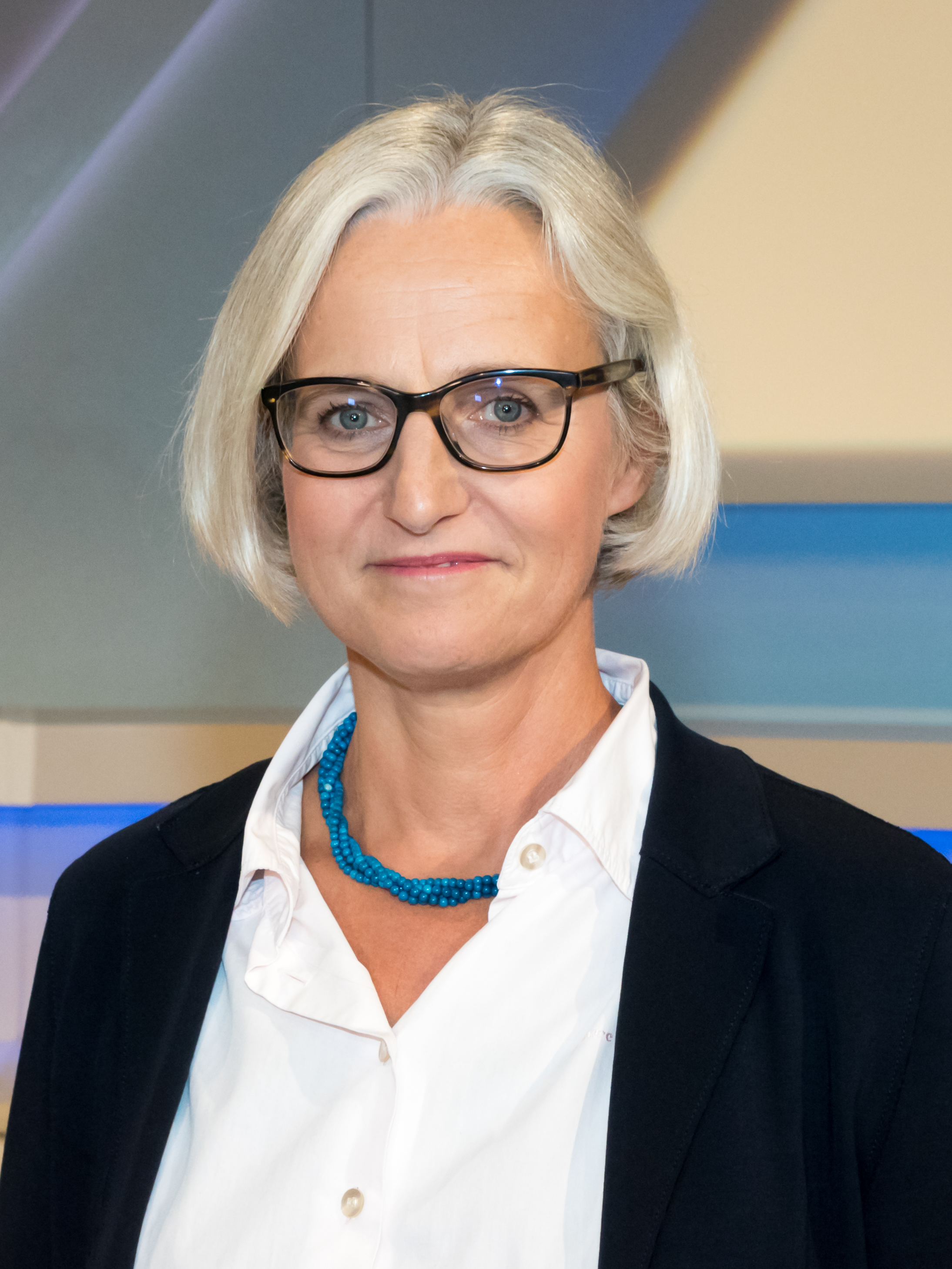
Christiane Hoffmann (* 1967)

- Hoffmann, Christiane (* 1968), deutsche Gesellschaftsjournalistin und Moderatorin
- Hoffmann, Christine Wenona (* 1986), deutsche evangelische Theologin
- Hoffmann, Christoph (1802–1859), großherzoglich hessischer Landrat
- Hoffmann, Christoph (1815–1885), Stifter der deutschen Tempelgesellschaft
- Hoffmann, Christoph (* 1957), deutscher Forstwissenschaftler und Politiker (FDP), MdB
- Hoffmann, Christoph (* 1963), Schweizer Wissenschaftsforscher
- Hoffmann, Christoph Jens (* 1983), deutscher Journalist, Fernsehmoderator, Redakteur und Nachrichtensprecher
- Hoffmann, Christoph Ludwig (1721–1807), deutscher Arzt, Gesundheitsreformer und Erfinder
- Hoffmann, Christoph Ludwig († 1797), Hofgerichtsadvokat in Königsberg und Vater von E. T. A. Hoffmann
- Hoffmann, Claas (* 1967), deutscher Autor
- Hoffmann, Claudia (* 1997), deutsche Fußballtorhüterin
- Hoffmann, Claus-Wilhelm (1932–2025), deutscher Jurist und Politiker (CDU)
- Hoffmann, Cosmas (* 1965), deutscher Benediktiner, Abt der Abtei Königsmünster in Meschede
- Hoffmann, Curt (1897–1961), deutscher Politiker (FDP), MdL, MdB
- Hoffmann, Curt (1898–1959), deutscher Botaniker

###### Hoffmann, D
- Hoffmann, Daniel (1695–1752), deutscher Hochschullehrer, Professor der Anatomie in Tübingen
- Hoffmann, Daniel (* 1959), deutscher Literaturwissenschaftler und Schriftsteller
- Hoffmann, Daniel (* 1971), deutscher Fußballspieler und -trainer
- Hoffmann, Daniela (* 1963), deutsche Schauspielerin, Synchronsprecherin
- Hoffmann, Danne (* 1968), deutsche Schauspielerin
- Hoffmann, David (1843–1921), jüdischer Gelehrter
- Hoffmann, David (* 1980), deutscher BodybuilderDavid Hoffmann (* 1980)

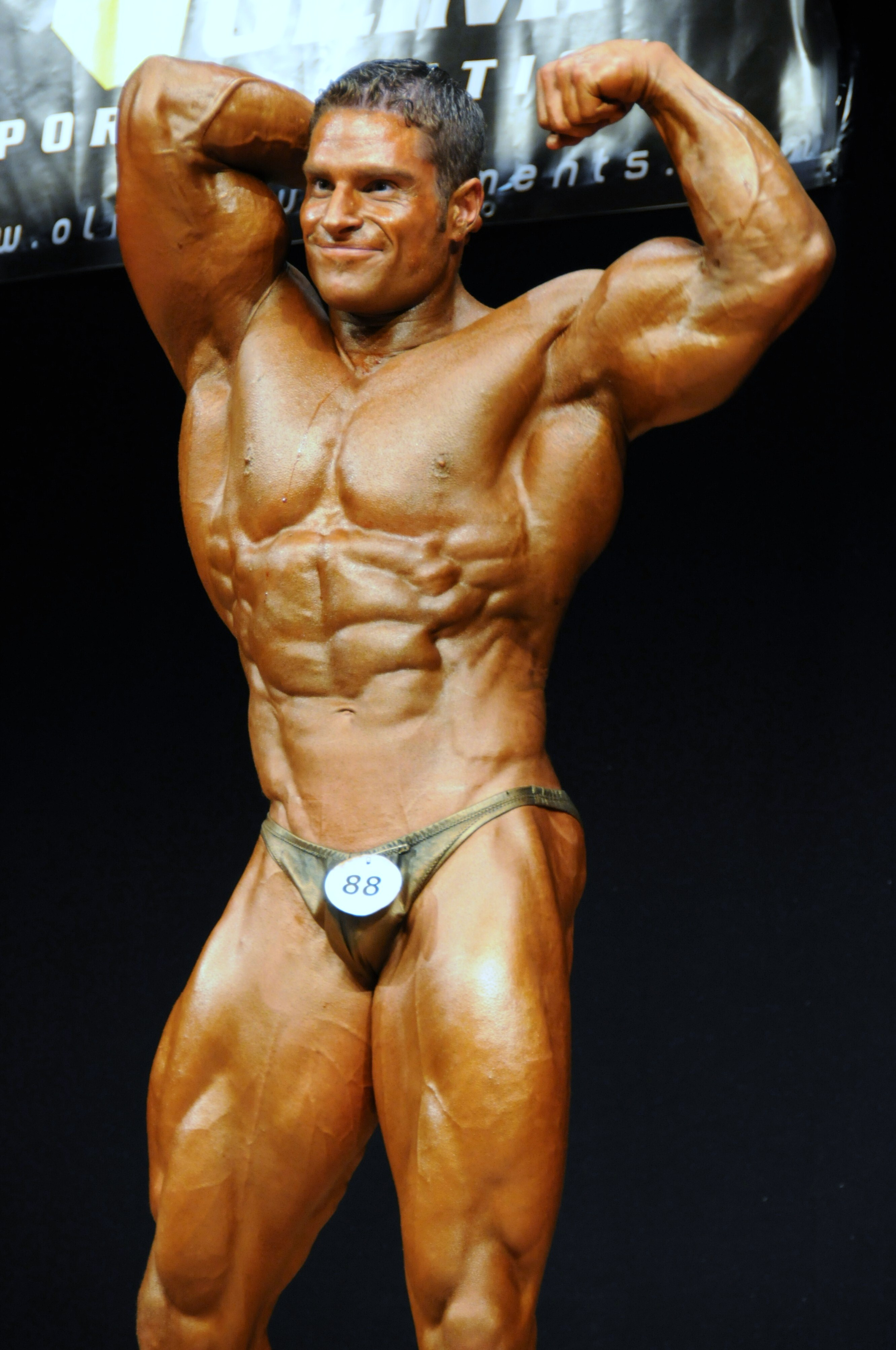
David Hoffmann (* 1980)

- Hoffmann, David Marc (* 1959), Schweizer Germanist, Steiner- und Nietzsche-Experte
- Hoffmann, Deborah (* 1947), US-amerikanische Filmregisseurin und Filmeditorin
- Hoffmann, Detlef (1940–2013), deutscher Kunsthistoriker
- Hoffmann, Dierk (* 1963), deutscher Historiker
- Hoffmann, Dieter (1934–2005), deutscher Politiker (SPD), MdA
- Hoffmann, Dieter (1934–2024), deutscher Lyriker, Essayist und Kunstautor
- Hoffmann, Dieter (* 1939), deutscher Sparkassenkaufmann und Verbandsfunktionär
- Hoffmann, Dieter (1941–2016), deutscher Leichtathlet und Olympiateilnehmer
- Hoffmann, Dieter (* 1948), deutscher Wissenschaftshistoriker v. a. Physikhistoriker
- Hoffmann, Dieter (* 1950), deutscher Kernphysiker
- Hoffmann, Dieter (* 1962), deutscher Literaturwissenschaftler, Autor und Verleger
- Hoffmann, Diethelm (1935–2021), deutscher Architekt und Hochschullehrer
- Hoffmann, Diethelm (* 1953), deutscher Fußballspieler
- Hoffmann, Dietmar (* 1955), deutscher Fußballspieler
- Hoffmann, Dietrich (* 1929), Schweizer Althistoriker
- Hoffmann, Dietrich (1934–2023), deutscher Erziehungswissenschaftler und Hochschullehrer
- Hoffmann, Dirk (* 1972), deutscher InformatikerDirk Hoffmann (* 1972)

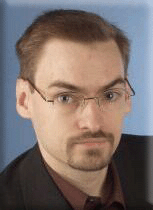
Dirk Hoffmann (* 1972)

- Hoffmann, Dolores (* 1937), estnische Glasmalerin und Restauratorin

###### Hoffmann, E
- Hoffmann, E. T. A. (1776–1822), deutscher Schriftsteller der Romantik, Jurist, Komponist, Musikkritiker, Zeichner und KarikaturistE. T. A. Hoffmann (1776–1822)

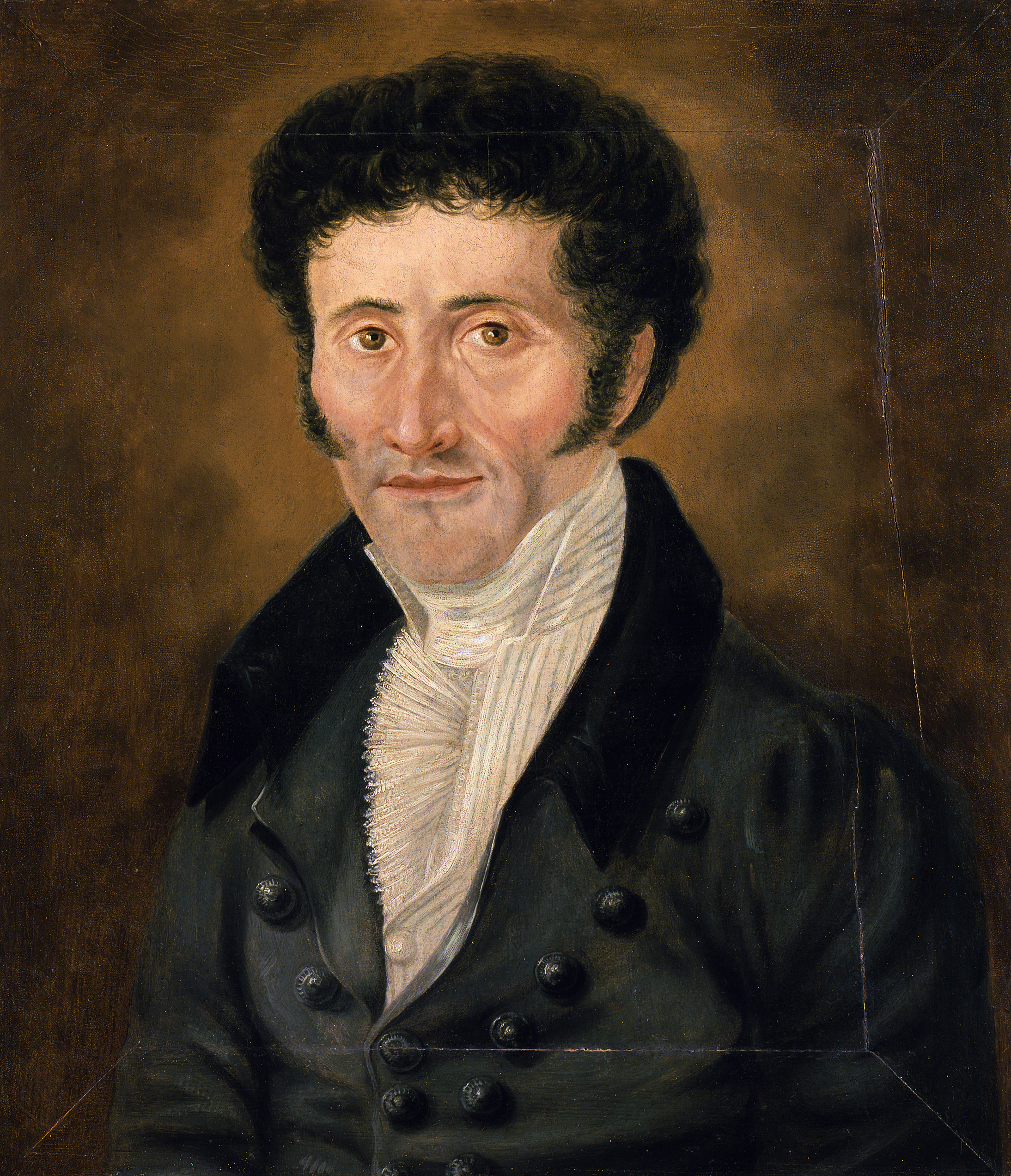
E. T. A. Hoffmann (1776–1822)

- Hoffmann, Eberhard (1878–1940), Abt von Marienstatt (1918 bis 1936)
- Hoffmann, Ecki (* 1955), deutscher Schauspieler, Sänger und Gedichte-Deklamator
- Hoffmann, Edgar, deutscher Fußballtrainer
- Hoffmann, Edgar (1957–2021), deutscher Slawist
- Hoffmann, Edith (1888–1945), ungarische Kunsthistorikerin und Kustodin des Szépművészeti Múzeums
- Hoffmann, Edith (1907–2016), tschechoslowakisch-britisch-israelische Kunstkritikerin und Kunsthistorikerin
- Hoffmann, Edith (1929–2025), deutsche Prähistorikerin
- Hoffmann, Edmund (1907–1974), deutscher Beamter, Stadtobersekretär in Aalen und Mitbegründer des Bundes der Vertriebenen
- Hoffmann, Eduard (1824–1909), Mitglied des Kurhessischen Kommunallandtags
- Hoffmann, Eduard (1832–1894), deutscher Unternehmer
- Hoffmann, Eduard (1892–1980), Schweizer Unternehmer
- Hoffmann, Eduard (* 1956), deutscher Sportjournalist
- Hoffmann, Eileen (* 1984), deutsche Hockeyspielerin
- Hoffmann, Ekke (* 1943), deutscher Handballtrainer
- Hoffmann, Elfriede (1926–2010), deutsche Gewerkschafterin, Politikerin (SPD)
- Hoffmann, Elisabeth († 1676), Opfer der Hexenprozesse in Idstein
- Hoffmann, Elisabeth (1914–1973), deutsche Künstlerin
- Hoffmann, Elvira (* 1941), deutsche Autorin und Journalistin
- Hoffmann, Emanuel (1825–1900), österreichischer Klassischer Philologe
- Hoffmann, Emanuel (1896–1932), Schweizer Mäzen
- Hoffmann, Emil (1845–1901), deutscher Architekt, preußischer Baubeamter und Hochschullehrer
- Hoffmann, Emil Adolf (1879–1963), Schweizer Komponist
- Hoffmann, Ephraim Gottlob (1738–1787), lutherischer Pfarrer von Lemberg
- Hoffmann, Eric (* 1984), luxemburgischer Fußballspieler
- Hoffmann, Eric (* 1989), deutscher Handballspieler
- Hoffmann, Erich (1868–1959), deutscher Dermatologe und Immunologe
- Hoffmann, Erich (1871–1945), deutscher Jurist, Verwaltungsbeamter und Politiker
- Hoffmann, Erich (1904–1989), deutscher Agrarwissenschaftler
- Hoffmann, Erich (1906–1959), deutscher Politiker (KPD), MdHB
- Hoffmann, Erich (1910–1967), deutscher freischaffender Künstler im Bereich Monumental- und Architekturbildhauerei
- Hoffmann, Erich (1912–1990), deutscher Radrennfahrer
- Hoffmann, Erich (1926–2005), deutscher Historiker
- Hoffmann, Erich (* 1932), deutscher Fußballtorwart
- Hoffmann, Erik (* 1952), österreichischer Maler
- Hoffmann, Erik (* 1981), namibischer Radsportler
- Hoffmann, Erika (1902–1995), deutsche Fröbelforscherin, Pädagogin der Kleinkinderziehung, Professorin für Kleinkind- und Grundschulpädagogik, Schulleiterin, Fachpublizistin
- Hoffmann, Ernst (1840–1889), Administrator sowie Großdechant der Grafschaft Glatz und Generalvikar des Erzbistums Prag in Preußen
- Hoffmann, Ernst (1880–1952), deutscher Philosoph
- Hoffmann, Ernst (1881–1935), deutscher Verwaltungsjurist und Politiker (DVP), MdPl
- Hoffmann, Ernst (1909–1984), deutscher Politiker (SED)
- Hoffmann, Ernst (1912–2003), deutscher Philosoph und Historiker in der DDR
- Hoffmann, Ernst (1928–2016), deutscher Komponist, Posaunist, Dirigent, Arrangeur und Musiklehrer
- Hoffmann, Ernst (* 1949), österreichischer Architekt
- Hoffmann, Ernst Emil (1785–1847), deutscher Unternehmer und Politiker
- Hoffmann, Ernst Paul (1891–1944), österreichischer Psychoanalytiker
- Hoffmann, Erwin (1940–2009), deutscher Fußballspieler
- Hoffmann, Eugen (1892–1955), deutscher Bildhauer und Grafiker
- Hoffmann, Eugen Ferdinand (1885–1971), deutscher Schriftsteller
- Hoffmann, Ewald Alexander (1838–1899), Generaldirektor der Königlich-Sächsischen Staatseisenbahnen

###### Hoffmann, F
- Hoffmann, Fabian (* 1964), deutscher Jurist und Richter am Bundesgerichtshof
- Hoffmann, Falk (* 1952), deutscher Wasserspringer
- Hoffmann, Felix (1868–1946), deutscher Chemiker und ApothekerFelix Hoffmann (1868–1946)

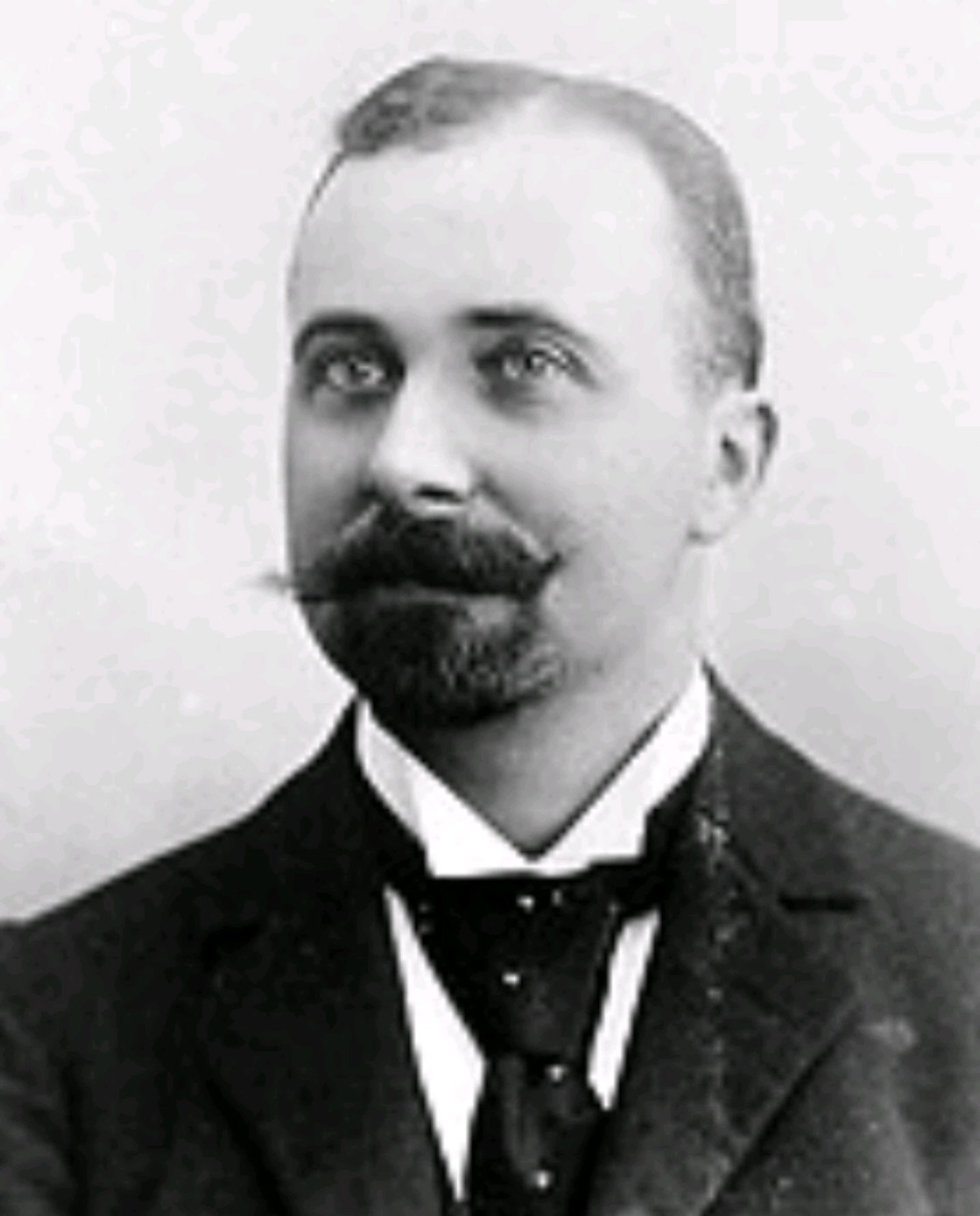
Felix Hoffmann (1868–1946)

- Hoffmann, Felix (1896–1968), deutscher Heimatforscher
- Hoffmann, Felix (1911–1975), Schweizer Grafiker und Künstler
- Hoffmann, Felix (1929–2016), Schweizer Fotograf und Geschäftsinhaber
- Hoffmann, Felix (* 1972), deutscher Kunst- und Fotohistoriker, Kulturwissenschaftler, Gründungsdirektor und Ausstellungsmacher
- Hoffmann, Felix (* 1989), deutscher Basketballspieler
- Hoffmann, Felix (* 1997), deutscher Skispringer
- Hoffmann, Ferdinand Bernhard von (1731–1802), Kanzler des Fürstentums Lippe
- Hoffmann, Fernand (1929–2000), luxemburgischer Pädagoge, Schriftsteller und Sprachwissenschaftler
- Hoffmann, Flora (1931–2013), deutsche Hörspielregisseurin
- Hoffmann, Florence von (1891–1977), deutsche Politikerin (CDU), MdL
- Hoffmann, Florian (* 1972), deutscher Politik- und Rechtswissenschaftler
- Hoffmann, Florian (* 1978), deutscher Schauspieler und Synchronsprecher
- Hoffmann, Francis (1822–1903), US-amerikanischer Politiker
- Hoffmann, Frank (1938–2022), deutsch-österreichischer SchauspielerFrank Hoffmann (1938–2022)

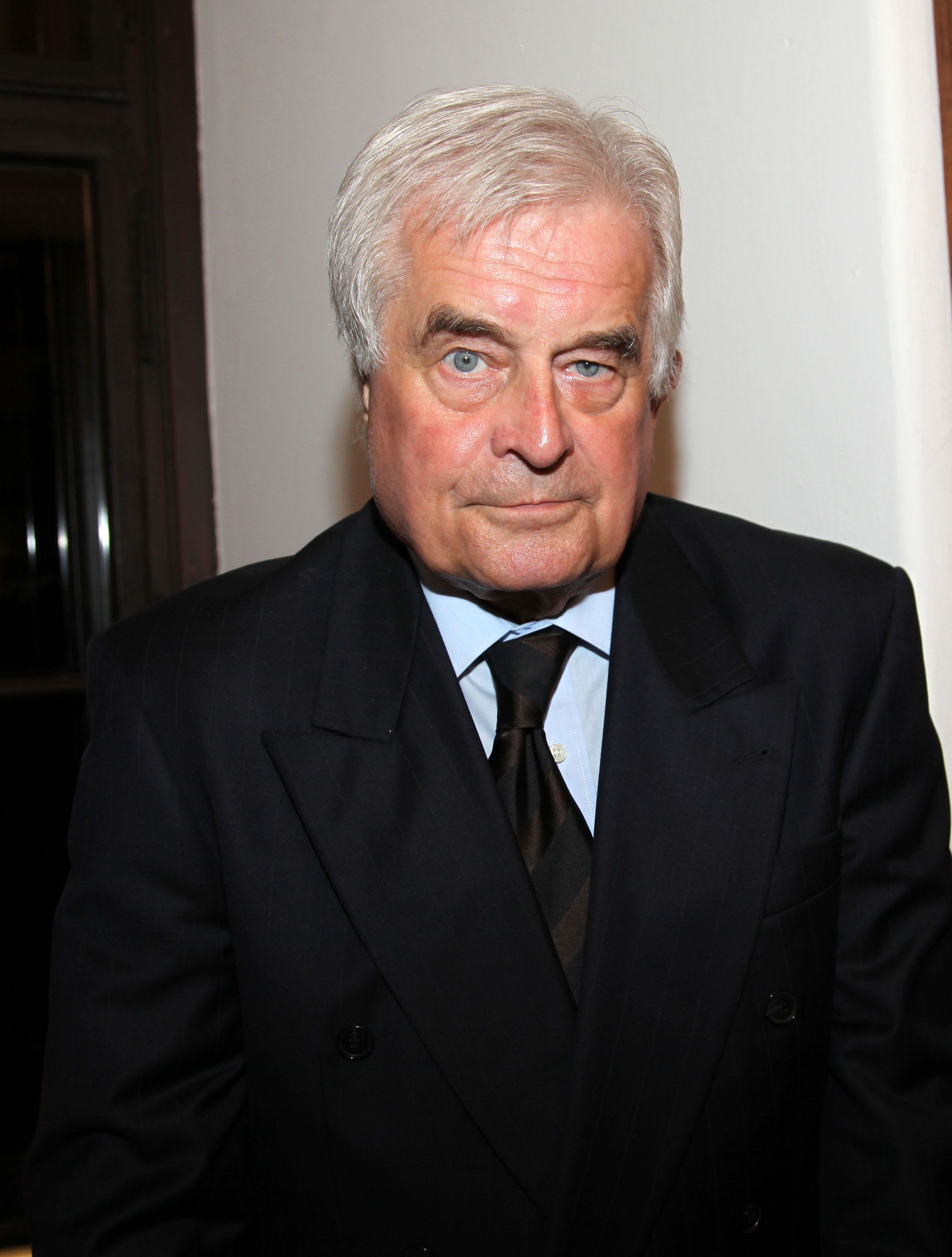
Frank Hoffmann (1938–2022)

- Hoffmann, Frank (* 1954), luxemburgischer Regisseur und Intendant der Ruhrfestspiele in Recklinghausen
- Hoffmann, Frank (* 1959), deutscher Politiker (Die Linke), MdL
- Hoffmann, Frank (* 1966), deutscher Manager
- Hoffmann, Frank Friedrich (* 1970), deutscher Organist und Kirchenmusiker
- Hoffmann, Franz (1804–1881), deutscher philosophischer Schriftsteller
- Hoffmann, Franz (1811–1871), deutscher Lehrer, evangelischer Geistlicher und Politiker
- Hoffmann, Franz (1814–1882), deutscher Jugend- und Volksschriftsteller sowie Buchhändler
- Hoffmann, Franz (1844–1920), deutscher Bauunternehmer
- Hoffmann, Franz (1872–1946), österreichischer Militärkapellmeister und Komponist
- Hoffmann, Franz (1881–1948), deutscher Architekt
- Hoffmann, Franz (1884–1951), deutscher Architekt
- Hoffmann, Franz (1889–1971), deutscher Verwaltungsjurist, Landrat in Ostpreußen
- Hoffmann, Franz Jakob (1851–1903), deutscher Landschaftsmaler
- Hoffmann, Franz Josef (1915–1992), deutscher Diplomat
- Hoffmann, Frederic de (1924–1989), US-amerikanischer Physiker
- Hoffmann, Freia (* 1945), deutsche Musikwissenschaftlerin
- Hoffmann, Friedel (1912–1997), sozialistische Politikerin (FDJ, SED), MdV und FDJ-Funktionärin
- Hoffmann, Friedhelm (* 1966), deutscher Ägyptologe
- Hoffmann, Friedrich (1660–1742), deutscher MedizinerFriedrich Hoffmann (1660–1742)

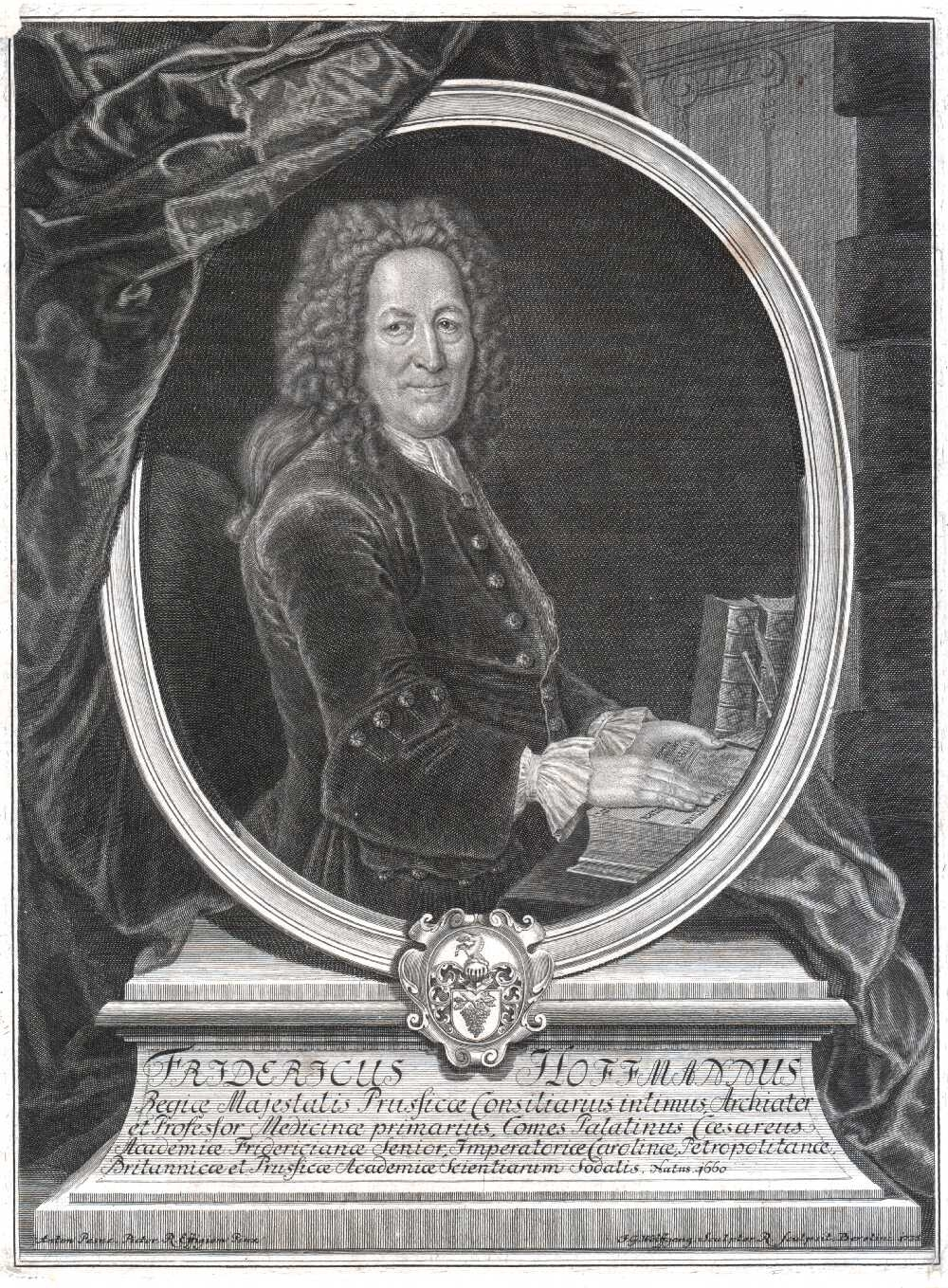
Friedrich Hoffmann (1660–1742)

- Hoffmann, Friedrich (1795–1879), badischer Kriegsminister
- Hoffmann, Friedrich (1797–1836), deutscher Geologe und Vulkanologe
- Hoffmann, Friedrich (1820–1863), deutscher Psychiater
- Hoffmann, Friedrich (1875–1951), deutscher Richter und Verwaltungsjurist; letzter Kurator der Albertus-Universität
- Hoffmann, Friedrich (1880–1963), deutscher Wirtschaftswissenschaftler
- Hoffmann, Friedrich (1902–1976), österreichischer Gewerkschafter und Politiker (SPÖ), Abgeordneter zum Nationalrat
- Hoffmann, Friedrich Albin (1843–1924), deutscher Anatom und Internist
- Hoffmann, Friedrich Christoph (1708–1758), evangelischer Pfarrer und Großvater von E. T. A. Hoffmann
- Hoffmann, Friedrich der Ältere (1626–1675), deutscher Arzt
- Hoffmann, Friedrich Eduard (1818–1900), deutscher Baumeister und Erfinder
- Hoffmann, Friedrich Moritz (1818–1882), deutscher Reichsgerichtsrat und Richter am Reichsoberhandelsgericht
- Hoffmann, Frithjof (1931–2012), deutscher Theaterschauspieler und Sänger
- Hoffmann, Fritz (1907–1942), deutscher Arbeiterfunktionär und Widerstandskämpfer gegen den Nationalsozialismus
- Hoffmann, Fritz (1908–2000), deutscher Politiker (CDU), MdL
- Hoffmann, Fritz (1913–2007), deutscher römisch-katholischer Geistlicher, Fundamentaltheologe und Philosoph
- Hoffmann, Fritz (1932–2016), deutscher Schachkomponist

###### Hoffmann, G
- Hoffmann, Gabriele (1926–2019), deutsche Schauspielerin
- Hoffmann, Gabriele (* 1942), deutsche Schriftstellerin und Journalistin
- Hoffmann, Gabriele (* 1954), deutsche Wahrsagerin und Astrologin
- Hoffmann, Gaby (* 1982), US-amerikanische SchauspielerinGaby Hoffmann (* 1982)

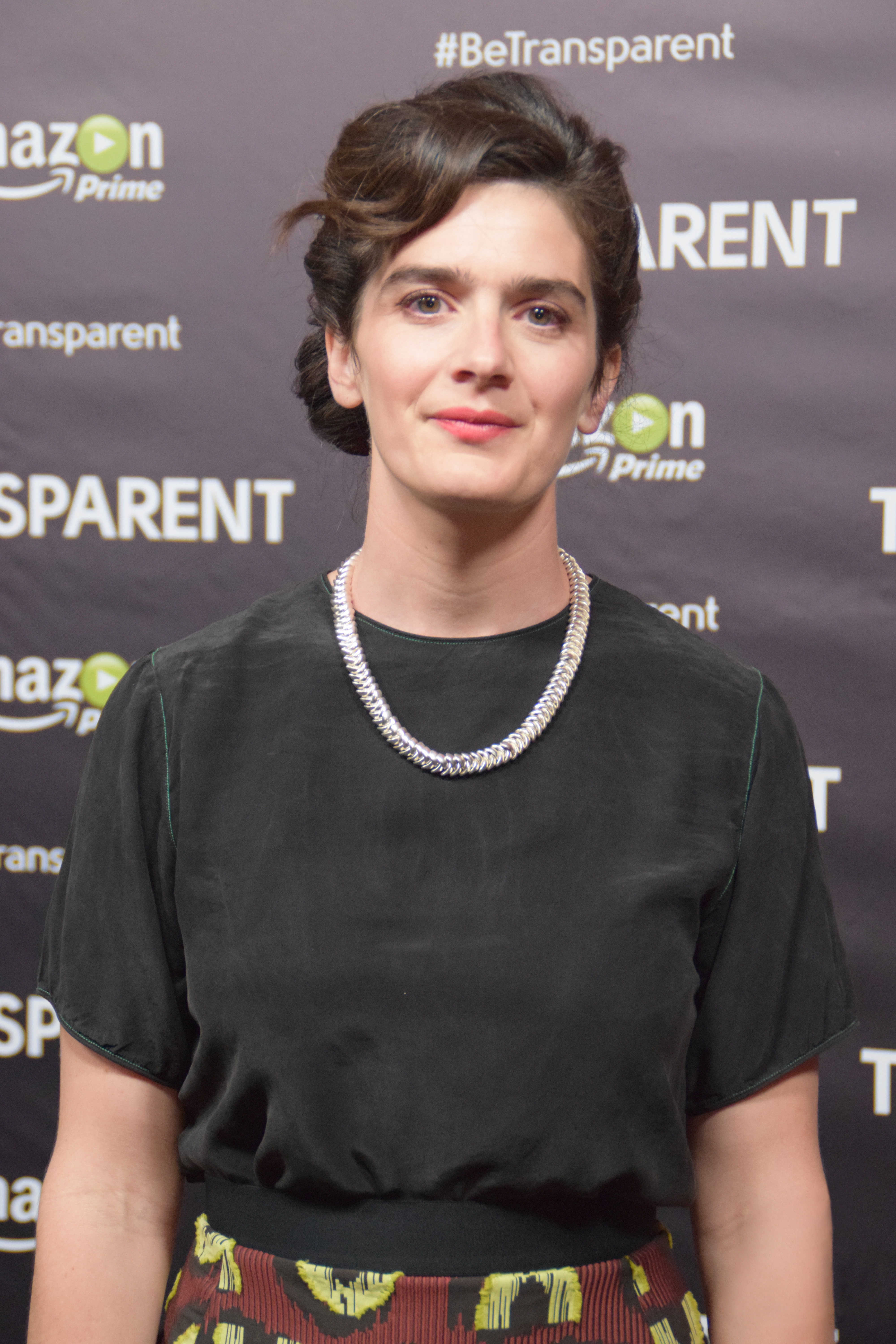
Gaby Hoffmann (* 1982)

- Hoffmann, Georg (1845–1933), deutscher Orientalist
- Hoffmann, Georg (* 1858), deutscher Verwaltungsjurist und Landrat des Kreises Beckum (1892–1896)
- Hoffmann, Georg (1880–1947), deutscher Schwimmer und Wasserspringer
- Hoffmann, Georg (1900–1963), deutscher Schriftsteller, Ornithologe, Naturfotograf
- Hoffmann, Georg (1902–1988), deutscher evangelischer Theologe sowie Hochschullehrer
- Hoffmann, Georg (* 1979), österreichischer Historiker
- Hoffmann, Georg Christian (1627–1693), Bürgermeister von Heilbronn
- Hoffmann, Georg Franz (1760–1826), deutscher Botaniker
- Hoffmann, Georg Friedrich († 1848), deutscher Mediziner und Fachschriftsteller
- Hoffmann, Georg Friedrich (* 1957), deutscher Facharzt für Pädiatrie
- Hoffmann, Georg Heinrich (1797–1868), deutscher Mathematiker, Feuerwerker, Artillerist, Lehrer, Zeichner und Lithograph
- Hoffmann, Georg Theodor (1848–1919), deutscher Reichsgerichtsrat
- Hoffmann, Gerd Wilhelm (1930–2014), deutscher Wärmetechniker und Energiewirtschaftler
- Hoffmann, Gerd-Rüdiger (* 1952), deutscher Politiker (PDS, Die Linke), MdL Brandenburg, inoffizieller Mitarbeiter der DDR-Staatssicherheit
- Hoffmann, Gerhard (* 1690), deutscher Komponist und Bläser
- Hoffmann, Gerhard (1880–1945), deutscher Physiker
- Hoffmann, Gerhard (1887–1939), deutscher Biologe, Sozial- und Kulturwissenschaftler, Schriftsteller und Verleger
- Hoffmann, Gerhard (1887–1969), deutscher General der Flakartillerie im Zweiten Weltkrieg
- Hoffmann, Gerhard (1898–1955), deutscher Musiker, Arrangeur und Orchesterleiter
- Hoffmann, Gerhard (1908–1996), deutscher Jurist und SS-Führer
- Hoffmann, Gerhard (1917–2009), deutscher Rechtswissenschaftler
- Hoffmann, Gerhard (1931–2018), deutscher Anglist, Amerikanist und Hochschullehrer
- Hoffmann, Gerhard (* 1941), deutscher Arabist und Historiker
- Hoffmann, Gerhard (* 1944), deutscher Pädagoge, Offizier und Sachbuchautor
- Hoffmann, Germaine (1930–2024), luxemburgische bildende Künstlerin
- Hoffmann, Gert (* 1946), deutscher Verwaltungsjurist und Politiker (CDU), Regierungspräsident in Dessau, Oberbürgermeister von Braunschweig
- Hoffmann, Gert Günther (1929–1997), deutscher Schauspieler und Synchronsprecher
- Hoffmann, Giovanna (* 1998), deutsche FußballspielerinGiovanna Hoffmann (* 1998)

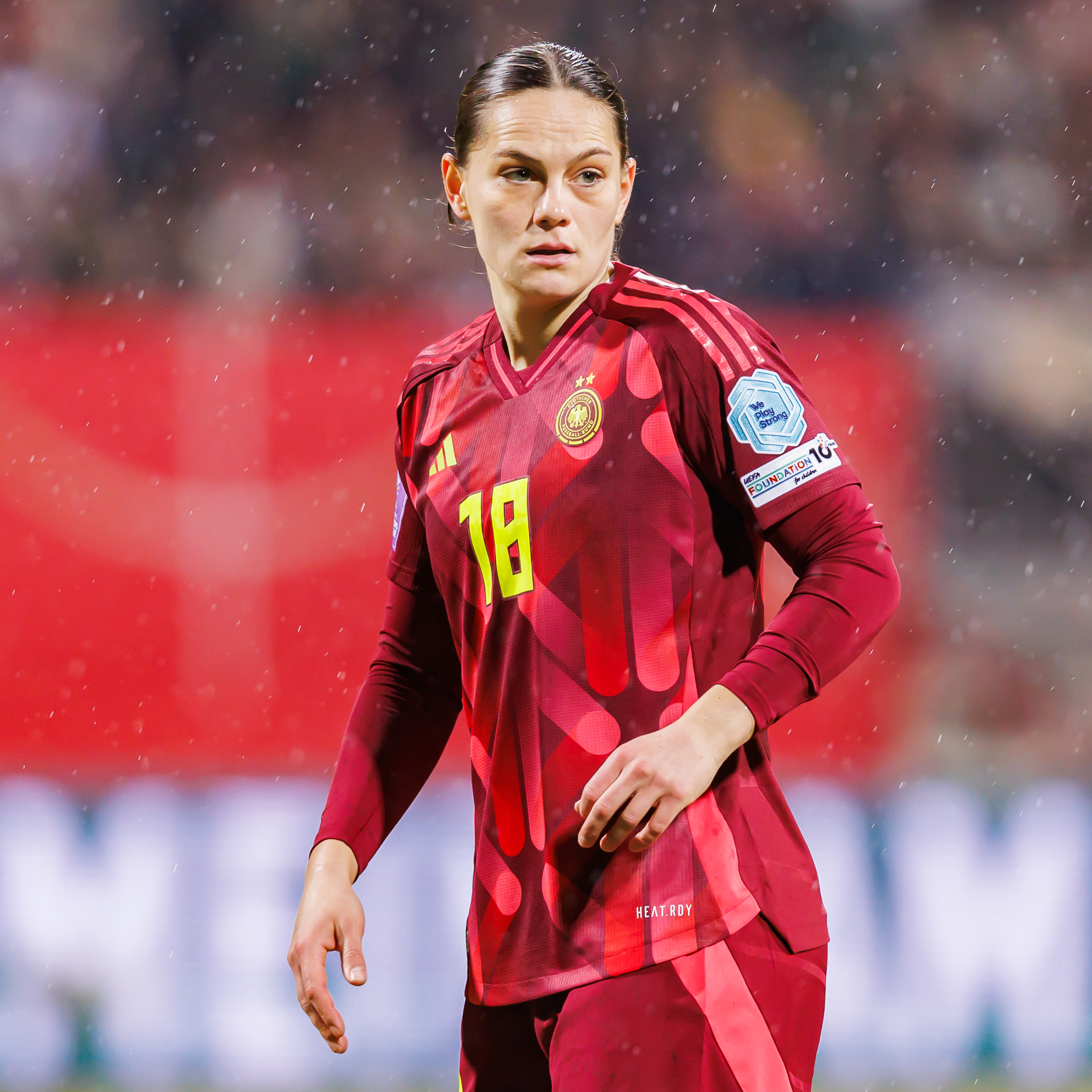
Giovanna Hoffmann (* 1998)

- Hoffmann, Giovanni, Mandolinist und Komponist
- Hoffmann, Gisela (* 1963), deutsche Künstlerin
- Hoffmann, Giselher W. (1958–2016), namibischer deutschsprachiger Schriftsteller
- Hoffmann, Gleisi (* 1965), brasilianische Rechtsanwältin und PolitikerinGleisi Hoffmann (* 1965)

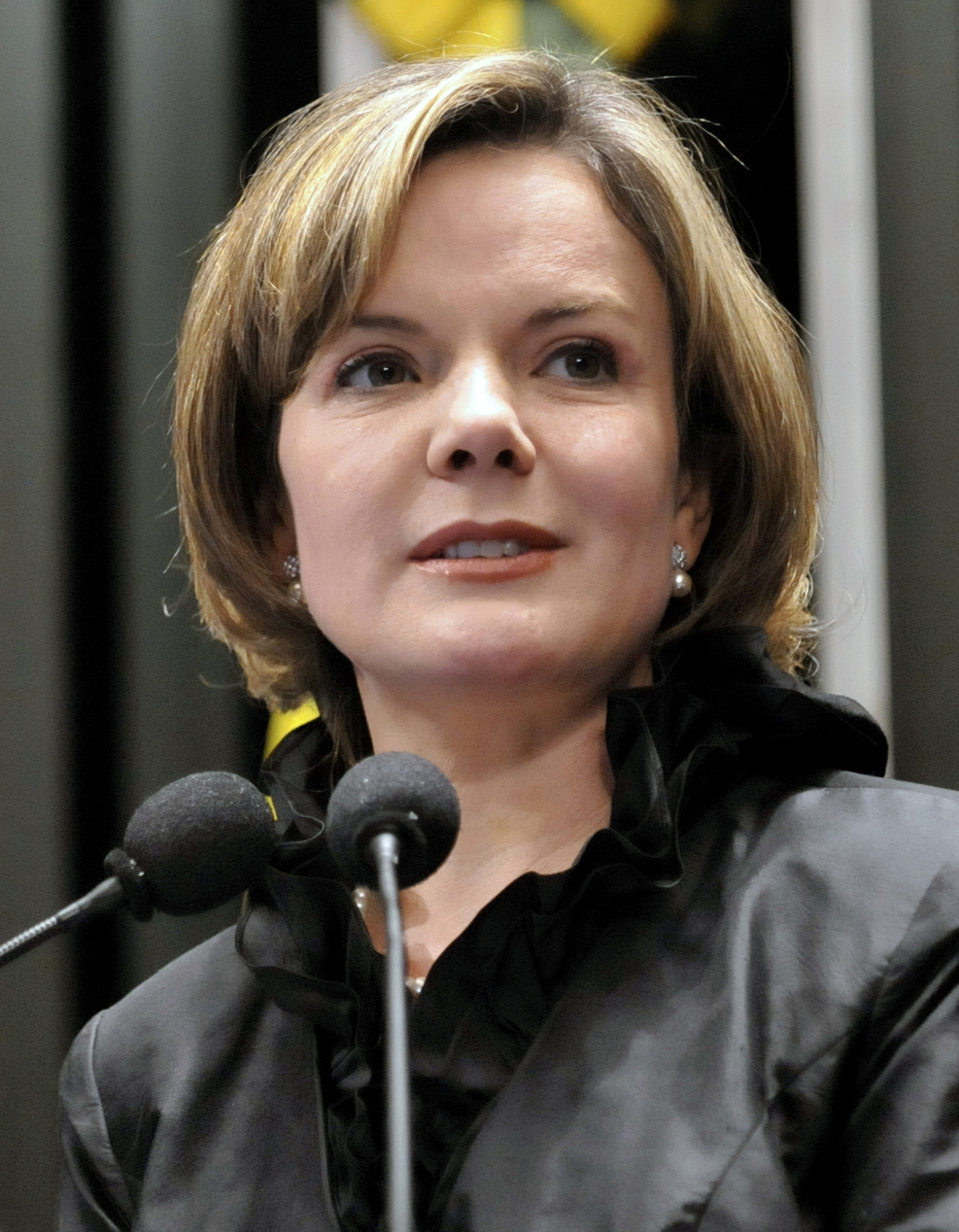
Gleisi Hoffmann (* 1965)

- Hoffmann, Gordon (* 1978), deutscher Politiker (CDU), MdL
- Hoffmann, Gottfried (1658–1712), deutscher evangelischer Lehrer und Kirchenliederdichter
- Hoffmann, Gottfried (1669–1728), deutscher lutherischer Theologe sowie Professor und Rektor an der Universität Tübingen
- Hoffmann, Gottfried (1930–2016), deutscher lutherischer Theologe
- Hoffmann, Gottfried Daniel (1719–1780), deutscher Rechtswissenschaftler und Hochschullehrer
- Hoffmann, Gottfried Eberhard (* 1760), deutscher Verwaltungsjurist
- Hoffmann, Gottfried Ernst (1898–1978), deutscher Archivar
- Hoffmann, Gottlieb Wilhelm (1771–1846), deutscher Bürgermeister und Pietist
- Hoffmann, Gregor (* 1970), deutscher Politiker (CDU), MdA
- Hoffmann, Guido (* 1960), deutscher Spieleautor und Illustrator
- Hoffmann, Guido (* 1964), deutscher Schlagersänger
- Hoffmann, Guido (* 1965), deutscher Fußballspieler
- Hoffmann, Günter (1923–1993), deutscher Maler, Textilgestalter und Pädagoge
- Hoffmann, Günter, deutscher Tischtennisspieler
- Hoffmann, Günter (1934–2024), deutscher Fußballspieler und Fußballtrainer
- Hoffmann, Günter (* 1939), deutscher Radrennfahrer
- Hoffmann, Günter (* 1944), deutscher Schauspieler und TonassistentGünter Hoffmann (* 1944)

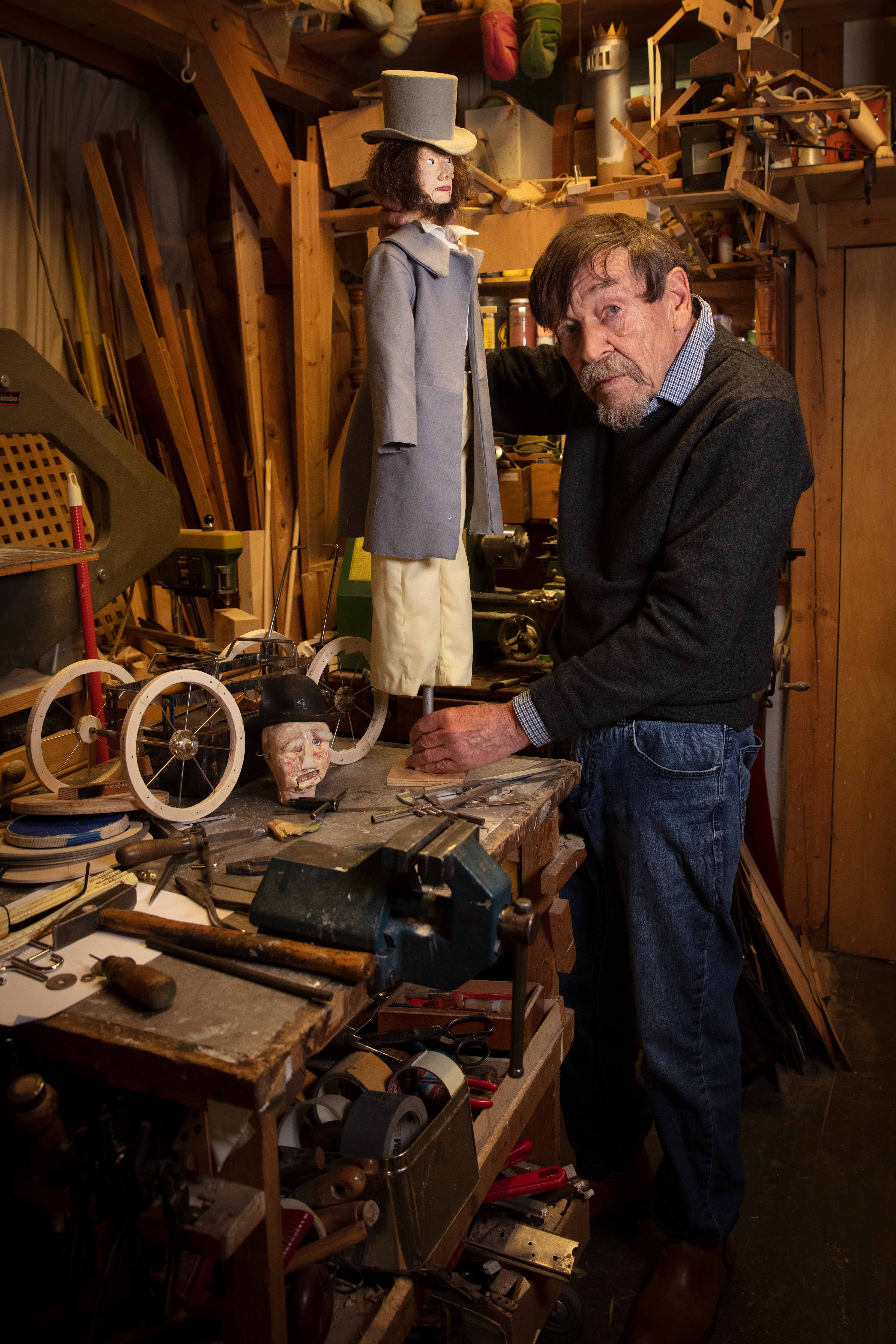
Günter Hoffmann (* 1944)

- Hoffmann, Günter (* 1947), deutscher Orgelbaumeister und Restaurator
- Hoffmann, Gunter (* 1948), deutscher Radrennfahrer
- Hoffmann, Günther (1911–1986), deutscher Autor und Intendant
- Hoffmann, Günther (1951–1984), deutscher Schlagersänger
- Hoffmann, Gustav (1806–1872), Landtagsabgeordneter Großherzogtum Hessen
- Hoffmann, Gustav (1872–1935), deutscher Kinderschuhfabrikant
- Hoffmann, Gustav (1875–1952), deutscher evangelischer Pfarrer, Historiker und württembergischer Kirchenhistoriker
- Hoffmann, Gustav Kurt (1891–1965), deutscher Schauspieler und Regisseur

###### Hoffmann, H
- Hoffmann, Hajo (1945–2024), deutscher Politiker (SPD), MdB, MdEP
- Hoffmann, Hajo (1958–2015), deutscher Jazzmusiker
- Hoffmann, Hannes (1918–1988), österreichischer Operettensänger und Besitzer des Künstlertreffs „Gutruf“
- Hoffmann, Hanns (1930–2014), deutscher Architekt
- Hoffmann, Hans, deutscher Maler und Grafiker
- Hoffmann, Hans (1848–1909), deutscher Schriftsteller
- Hoffmann, Hans (1880–1949), hessischer Politiker (Zentrum)
- Hoffmann, Hans (1888–1955), Schweizer Kunsthistoriker
- Hoffmann, Hans (1893–1952), deutscher Jurist und Politiker (SPD), MdL
- Hoffmann, Hans (1896–1947), deutscher Zoologe
- Hoffmann, Hans (1902–1949), deutscher Tenor und Musikdirektor
- Hoffmann, Hans (1904–1995), deutscher Architekt
- Hoffmann, Hans (1915–2005), deutscher Politiker (SPD), Bürgermeister von Neckarsulm (1955–1967) und Oberbürgermeister von Heilbronn (1967–1983)
- Höffmann, Hans (* 1953), deutscher Reiseveranstalter
- Hoffmann, Hans Peter (* 1957), deutscher Sinologe, Schriftsteller und Übersetzer
- Hoffmann, Hans Ruprecht († 1616), deutscher Bildhauer- und Steinmetzmeister
- Hoffmann, Hans Wilhelm (1754–1813), deutscher Jurist und Leiter des Kriegskollegiums
- Hoffmann, Hans-Christoph (* 1935), deutscher Denkmalpfleger, Leiter des Landesamtes für Denkmalpflege Bremen
- Hoffmann, Hans-Detlef (* 1947), deutscher lutherischer Theologe
- Hoffmann, Hans-Joachim (1929–1994), deutscher Politiker (SED), MdV, Minister für Kultur der DDR
- Hoffmann, Hartmut (1930–2016), deutscher Historiker
- Hoffmann, Hartmut (* 1943), deutscher Fußballspieler
- Hoffmann, Hedwig (1863–1925), deutsche Theaterschauspielerin
- Hoffmann, Hedwig (1863–1940), deutsche Politikerin (DNVP), MdR
- Hoffmann, Heike (* 1963), deutsche Fußballspielerin
- Hoffmann, Heiko (* 1935), deutscher Politiker (CDU), MdL
- Hoffmann, Heiner (1915–1945), deutscher Radrennfahrer
- Hoffmann, Heinrich (1809–1894), deutscher Psychiater und Autor
- Hoffmann, Heinrich (1848–1918), deutscher Lehrer und Sagensammler
- Hoffmann, Heinrich (1859–1933), deutscher Kunstmaler
- Hoffmann, Heinrich (1869–1932), deutscher Sportschütze
- Hoffmann, Heinrich (1874–1951), deutscher evangelisch-reformierter Theologe und Hochschullehrer
- Hoffmann, Heinrich (1878–1969), deutscher Generalmajor im Zweiten Weltkrieg
- Hoffmann, Heinrich (1885–1957), deutscher Politiker, MdR und Leibfotograf Adolf HitlersHeinrich Hoffmann (1885–1957)

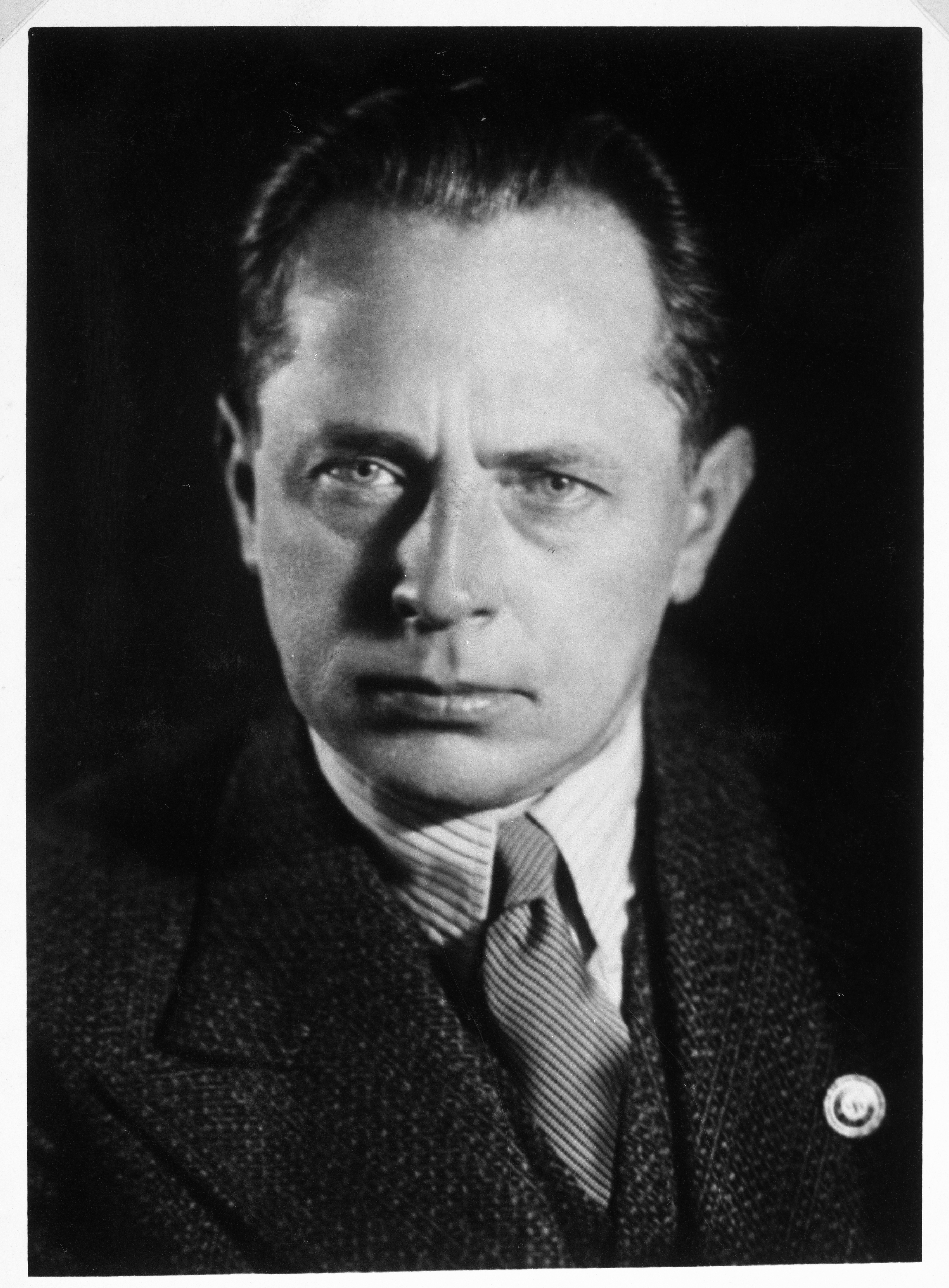
Heinrich Hoffmann (1885–1957)

- Hoffmann, Heinrich (1893–1967), deutscher Generalmajor im Zweiten Weltkrieg
- Hoffmann, Heinrich (1899–1979), deutscher Politiker, Parteifunktionär (SPD, SED), MdV
- Hoffmann, Heinrich (1910–1998), deutscher Marineoffizier
- Hoffmann, Heinrich (* 1913), deutscher Jagdpilot
- Hoffmann, Heinrich Adolf Valentin (1814–1896), deutscher Landschaftsmaler
- Hoffmann, Heinrich Anton (1770–1842), deutscher Violinist und Komponist
- Hoffmann, Heinrich Paul (1856–1914), deutscher Baumeister und Parlamentarier
- Hoffmann, Heinrich Salomon (1794–1852), deutscher Drogist und Unternehmer
- Hoffmann, Heinz (1910–1985), deutscher Politiker (SED), MdV, Verteidigungsminister der DDRHeinz Hoffmann (1910–1985)

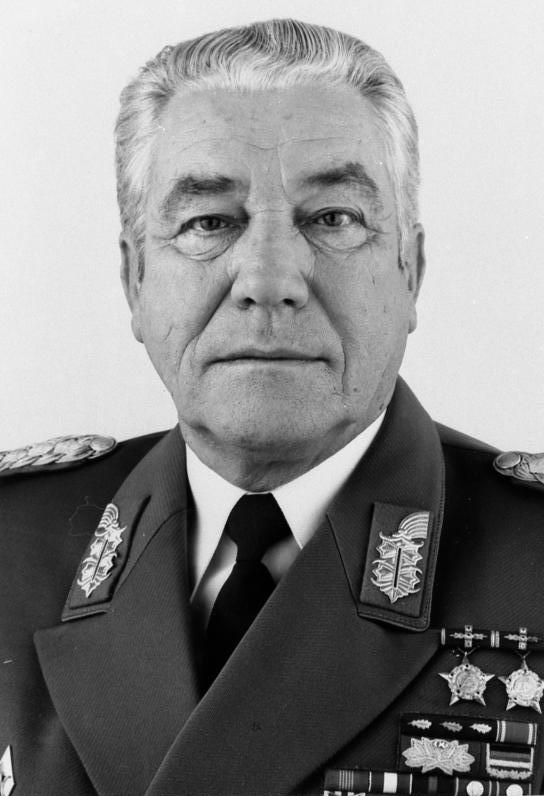
Heinz Hoffmann (1910–1985)

- Hoffmann, Heinz (1914–2008), deutscher Schwimmtrainer
- Hoffmann, Heinz (* 1921), deutscher Gewerkschafter und Diplomat; Botschafter der DDR
- Hoffmann, Heinz (1923–1999), deutsch-amerikanischer Mediziner, Pädagoge und Ingenieur
- Hoffmann, Heinz (1930–2013), deutscher Politiker (SPD), MdL
- Hoffmann, Heinz (1954–2020), deutscher Politiker (Die Linke)
- Hoffmann, Heinz Hugo (1906–1989), deutscher Jurist
- Hoffmann, Heinz-Rudolf (1931–1978), deutscher Pädagoge und Politiker (CDU der DDR) und Abgeordneter der Volkskammer der DDR
- Hoffmann, Helen (* 2002), deutsche Skilangläuferin
- Hoffmann, Helga (* 1937), deutsche Leichtathletin und Olympiateilnehmerin
- Hoffmann, Helga von (1933–2005), deutsche Politikerin (SPD), Abgeordnete der Hamburgischen Bürgerschaft
- Hoffmann, Hella, deutsche Schönheitskönigin sowie Fotomodell
- Hoffmann, Hellmut (* 1951), deutscher Diplomat
- Hoffmann, Helmut (1912–1992), deutscher Tibetologe
- Hoffmann, Helmut (* 1956), deutscher Komiker und Kabarettist
- Hoffmann, Helmuth (1919–2010), deutscher Tischtennisspieler
- Hoffmann, Henri Alfred Bernardin (1909–1979), französischer Bischof
- Hoffmann, Herbert (1896–1975), deutscher Politiker (SPD, FDP/DVP), MdL Württemberg-Baden
- Hoffmann, Herbert (1912–1992), deutscher DBD-Funktionär, Mdl MdV
- Hoffmann, Herbert (1919–2010), deutscher Tätowierer und FotografHerbert Hoffmann (1919–2010)

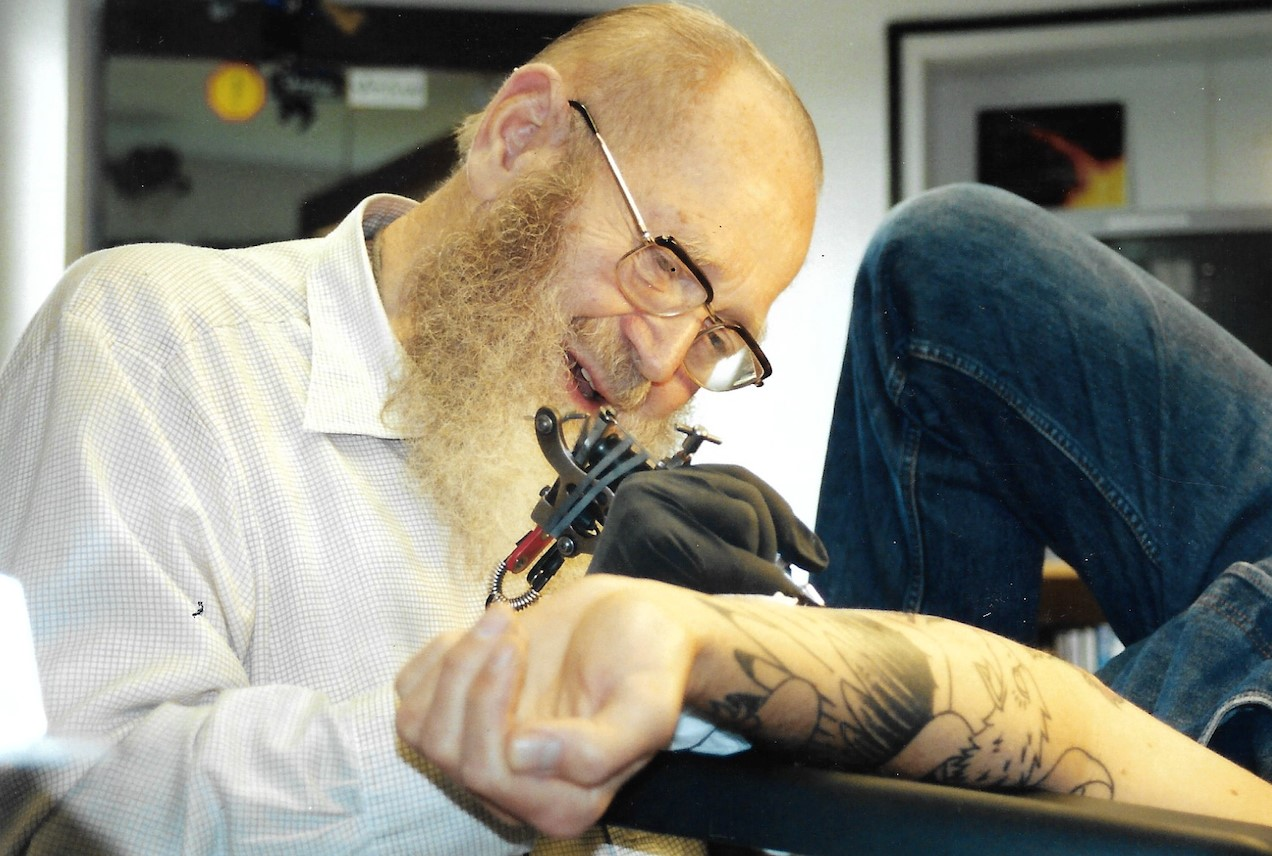
Herbert Hoffmann (1919–2010)

- Hoffmann, Herbert (1930–2012), US-amerikanischer Archäologe
- Hoffmann, Herbert Manfred (1930–2018), deutscher Organist und Kirchenmusiker
- Hoffmann, Hermann (1819–1891), deutscher Botaniker
- Hoffmann, Hermann (1864–1937), deutscher römisch-katholischer Philosoph
- Hoffmann, Hermann (1878–1972), deutscher römisch-katholischer Priester und Theologe
- Hoffmann, Hermann (1880–1945), deutscher Reichsgerichtsrat
- Hoffmann, Hermann (1891–1944), deutscher Psychiater und Hochschullehrer; Rektor in Tübingen
- Hoffmann, Hermann (1924–2012), deutscher Internist und Hochschulprofessor
- Hoffmann, Hermann (1928–1997), deutscher Hörfunkmoderator, Musiker und Komiker
- Hoffmann, Hermann Theodor (1836–1902), deutscher Oberbürgermeister, MdR, MdHH
- Hoffmann, Hermine (1857–1945), deutsche Gönnerin Adolf Hitlers
- Hoffmann, Hilmar (1925–2018), deutscher Kulturschaffender und -funktionärHilmar Hoffmann (1925–2018)

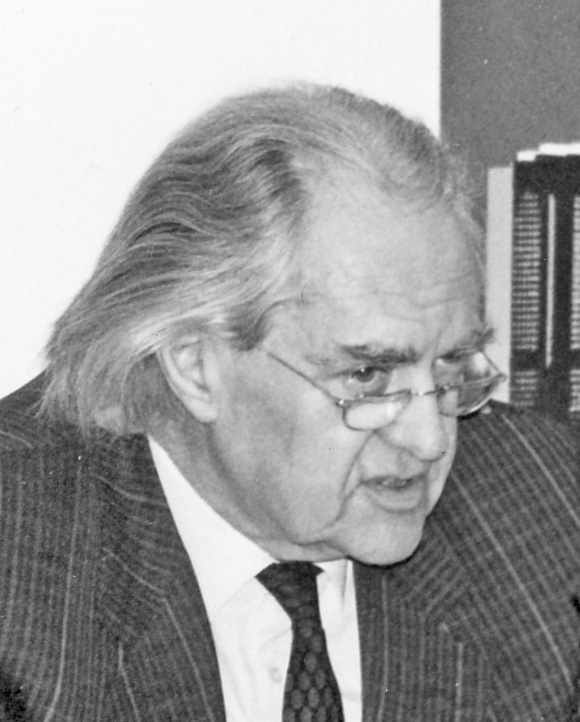
Hilmar Hoffmann (1925–2018)

- Hoffmann, Hilmar (* 1961), deutscher Pädagoge
- Hoffmann, Holger (* 1958), deutscher Sänger und Komponist
- Hoffmann, Horst (1922–1993), deutscher Fußballspieler
- Hoffmann, Horst (1927–2005), deutscher Publizist
- Hoffmann, Horst (* 1935), deutscher Fußballspieler
- Hoffmann, Horst (* 1944), deutscher Orgelbaumeister und Restaurator im Orgelbau
- Hoffmann, Horst (* 1950), deutscher Science-Fiction-Schriftsteller
- Hoffmann, Hubert (1904–1999), deutsch-österreichischer Stadtplaner, Architekt, Autor und Maler
- Hoffmann, Hubertus (* 1955), deutscher Jurist, Journalist und InvestorHubertus Hoffmann (* 1955)

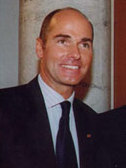
Hubertus Hoffmann (* 1955)

- Hoffmann, Hugo (1838–1893), deutscher Jurist und Parlamentarier
- Hoffmann, Hugo (1844–1911), deutscher Konditor und Unternehmer
- Hoffmann, Hugo (* 1947), deutscher Grafiker und Verleger

###### Hoffmann, I
- Hoffmann, Ida (* 1947), namibische Politikerin
- Hoffmann, Immanuel (1710–1772), deutscher evangelischer Theologe und Philologe sowie Professor
- Hoffmann, Ingeborg (1921–1985), deutsche Schauspielerin
- Hoffmann, Ingeborg (1923–2012), deutsche Politikerin (CDU), MdB
- Hoffmann, Ingfried (* 1935), deutscher Jazzmusiker, Arrangeur und Komponist
- Hoffmann, Ingo (* 1953), brasilianischer Automobilrennfahrer
- Hoffmann, Iris (* 1963), deutsche Politikerin (SPD), MdB, MdEP
- Hoffmann, Irmgard (* 1911), deutsche Schauspielerin
- Hoffmann, Isabelle (* 1984), luxemburgische Radrennfahrerin
- Hoffmann, Ivana (1995–2015), deutsche Kommunistin und MilizionärinIvana Hoffmann (1995–2015)

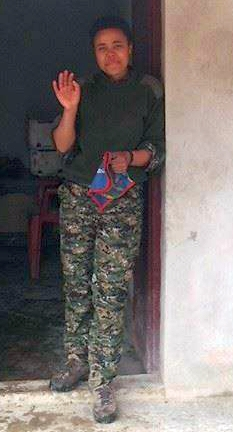
Ivana Hoffmann (1995–2015)

###### Hoffmann, J
- Hoffmann, Jakob Daniel (1808–1885), deutscher Schriftsteller
- Hoffmann, Jakob Friedrich (1758–1830), polnischer Arzt, Apotheker und Botaniker
- Hoffmann, Jan (* 1955), deutscher Eiskunstläufer und Orthopäde
- Hoffmann, Jan (* 1972), deutscher Rechtswissenschaftler und Hochschullehrer
- Hoffmann, Jan (* 1979), deutscher Fußballspieler
- Hoffmann, Jan (* 1983), deutscher Koch
- Hoffmann, Jan Felix (* 1983), deutscher Rechtswissenschaftler und Hochschullehrer
- Hoffmann, Janika (* 1995), deutsche Autorin und Streamerin
- Hoffmann, Jannes (* 1996), deutscher Fußballspieler
- Hoffmann, János (1895–1944), ungarischer KZ-Häftling und Zeitzeuge der Judenverfolgung
- Hoffmann, Jelena (* 1947), deutsche Politikerin (SPD), MdB
- Hoffmann, Jens (* 1968), deutscher Kriminalpsychologe
- Hoffmann, Jerry (* 1989), deutscher Schauspieler
- Hoffmann, Jim (1962–2024), deutsch-kanadischer Eishockeyspieler
- Hoffmann, Joachim (1784–1856), österreichischer Komponist und Musiklehrer
- Hoffmann, Joachim (1905–1934), deutscher SS-Führer und Gestapo-MitarbeiterJoachim Hoffmann (1905–1934)

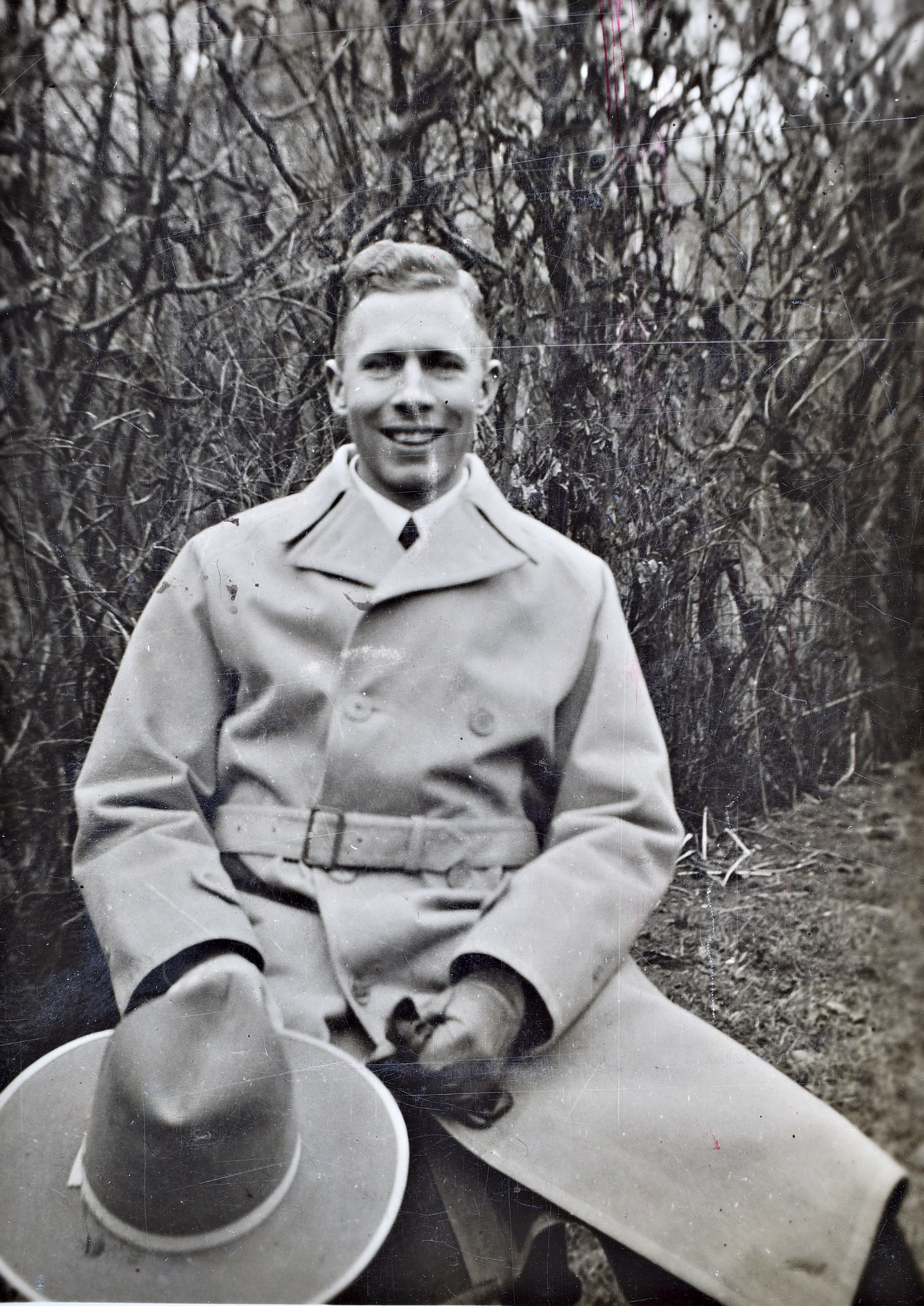
Joachim Hoffmann (1905–1934)

- Hoffmann, Joachim (1922–2002), deutscher Gewerkschafter (FDGB) und Mitgründer des Förderkreises Berlin-Friedrichsfelde
- Hoffmann, Joachim (1923–2016), deutscher Politiker (SED)
- Hoffmann, Joachim (1930–2002), deutscher Historiker und Publizist
- Hoffmann, João Aloysio (1919–1998), brasilianischer Geistlicher, Bischof von Erexim
- Hoffmann, Johann, bayerischer Anführer des Volksaufstandes
- Hoffmann, Johann (1552–1614), österreichischer Benediktiner, Abt des Stifts Admont
- Hoffmann, Johann (1644–1718), deutscher Pädagoge und Kirchenlieddichter
- Hoffmann, Johann (1803–1865), österreichischer Sänger (Tenor) und Theaterleiter
- Hoffmann, Johann (1857–1919), deutscher Neurologe und Neuropathologe
- Hoffmann, Johann (1940–2023), österreichischer Basketballspieler
- Hoffmann, Johann A. T. (1807–1890), deutscher Lehrer und Politiker, MdHB
- Hoffmann, Johann Adam (1707–1781), deutscher Mediziner und Botaniker
- Hoffmann, Johann Adolf (1676–1731), philosophischer Autor und Übersetzer
- Hoffmann, Johann Balthasar von (1639–1705), deutscher Advokat, Rat und Drost
- Hoffmann, Johann Benedikt der Ältere († 1745), Maler in Danzig
- Hoffmann, Johann Benedikt der Jüngere, Danziger Maler des Rokoko
- Hoffmann, Johann Christian († 1750), deutscher Geigen- und Lautenbauer
- Hoffmann, Johann Daniel (1740–1814), deutscher Rechtswissenschaftler und Hochschullehrer
- Hoffmann, Johann Eberhard (1708–1767), Bürgermeister von Elberfeld
- Hoffmann, Johann Franz († 1766), Maler des Barock
- Hoffmann, Johann Friedrich (1710–1759), kursächsischer Jurist, Bergrichter und Kommunalpolitiker
- Hoffmann, Johann Friedrich (1929–2015), deutscher Sänger (Tenor) und Lehrer
- Hoffmann, Johann Georg (1700–1780), deutscher Organist und Komponist
- Hoffmann, Johann Gottfried (1765–1847), deutscher Statistiker und Staatswissenschaftler
- Hoffmann, Johann Gottlieb von (1724–1797), preußischer Generalmajor im Husaren-Regiment Nr. 5
- Hoffmann, Johann Heinrich (1669–1716), deutscher Astronom
- Hoffmann, Johann Isaac (1751–1834), Politiker Freie Stadt Frankfurt
- Hoffmann, Johann Josef Ignaz von (1777–1866), deutscher Mathematiker
- Hoffmann, Johann Joseph (1805–1878), deutscher Japanologe, philosophischer Schriftsteller
- Hoffmann, Johann Michael (1741–1799), deutscher Mediziner, Schriftsteller und Dramatiker
- Hoffmann, Johann Wilhelm (1710–1739), deutscher Historiker, Rechtswissenschaftler und Publizist
- Hoffmann, Johanna (1930–2015), deutsche Schriftstellerin
- Hoffmann, Johannes (1844–1920), dänischer Bildhauer und Diplomat
- Hoffmann, Johannes (1867–1930), deutscher Politiker (DVP, SPD), MdR, bayerischer Ministerpräsident zur Zeit der Münchner Räterepublik
- Hoffmann, Johannes (1868–1919), deutsch-russischer römisch-katholischer Geistlicher und Märtyrer
- Hoffmann, Johannes (1889–1960), deutscher Politiker (Zentrum), MdL, MdB
- Hoffmann, Johannes (1890–1967), deutscher Politiker (CVP), MdLJohannes Hoffmann (1890–1967)

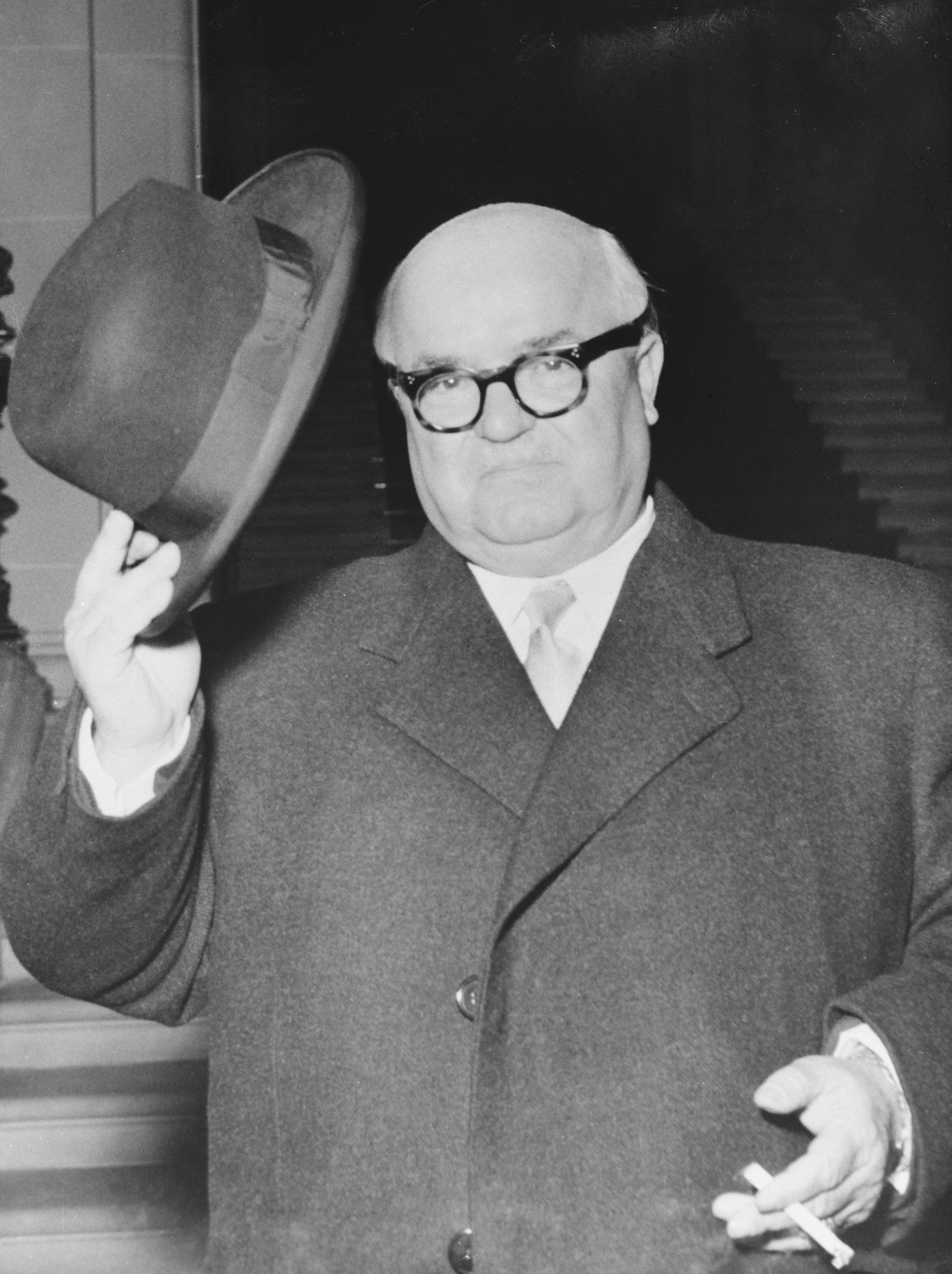
Johannes Hoffmann (1890–1967)

- Hoffmann, Johannes (* 1937), deutscher Moraltheologe und Sozialethiker
- Hoffmann, Johannes (* 1968), deutscher Chirurg
- Hoffmann, Johannes-Leo (1941–1972), deutsches Todesopfer an der innerdeutschen Grenze
- Hoffmann, Jonas (* 1985), deutscher Politiker (SPD)
- Hoffmann, Jonas (* 1996), deutscher Triathlet
- Hoffmann, Jörg (1936–1993), deutscher Bildhauer und Maler
- Hoffmann, Jörg (* 1963), deutscher Rennrodler
- Hoffmann, Jörg (* 1970), deutscher Schwimmer
- Hoffmann, Josef, Sänger (Bass)
- Hoffmann, Josef (1831–1904), österreichischer Maler und Bühnenbildner
- Hoffmann, Josef (1870–1956), österreichischer Architekt und DesignerJosef Hoffmann (1870–1956)

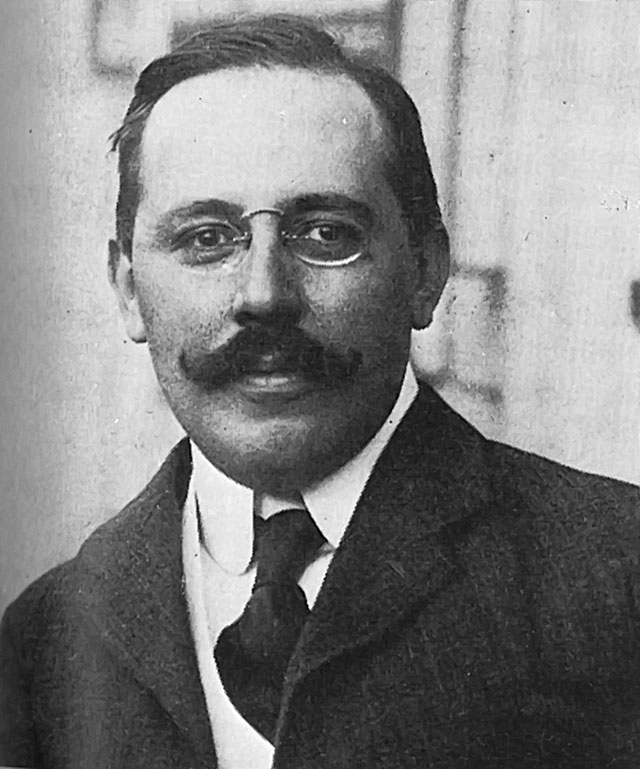
Josef Hoffmann (1870–1956)

- Hoffmann, Joseph (1764–1812), deutscher Maler und Zeichner
- Hoffmann, Joseph (1810–1881), deutscher Baumeister und Bauunternehmer, Bürgermeister von Ludwigshafen
- Hoffmann, Joseph Marzell (1809–1888), Schweizer Politiker und Richter
- Hoffmann, Josta (* 1942), deutsche Schauspielerin
- Hoffmann, Jules (* 1941), luxemburgisch-französischer Biologe und Nobelpreisträger
- Hoffmann, Julika (* 1998), deutsche Beachvolleyballspielerin
- Hoffmann, Julius (1806–1866), deutscher Rittergutsbesitzer und Verwaltungsbeamter
- Hoffmann, Julius (1810–1882), Bergrat, Oberbürgermeister und Reichstagsabgeordneter
- Hoffmann, Julius (1812–1869), deutscher klassischer Philologe und Pädagoge
- Hoffmann, Julius (1910–1975), deutscher Architekt
- Hoffmann, Jürgen, Lichtdesigner
- Hoffmann, Jürgen (1944–2009), deutscher Politikwissenschaftler
- Hoffmann, Jürgen (* 1965), deutscher Mund-Kiefer-Gesichtschirurg
- Hoffmann, Justin (* 1955), deutscher Kurator
- Hoffmann, Jutta (* 1941), deutsche SchauspielerinJutta Hoffmann (* 1941)

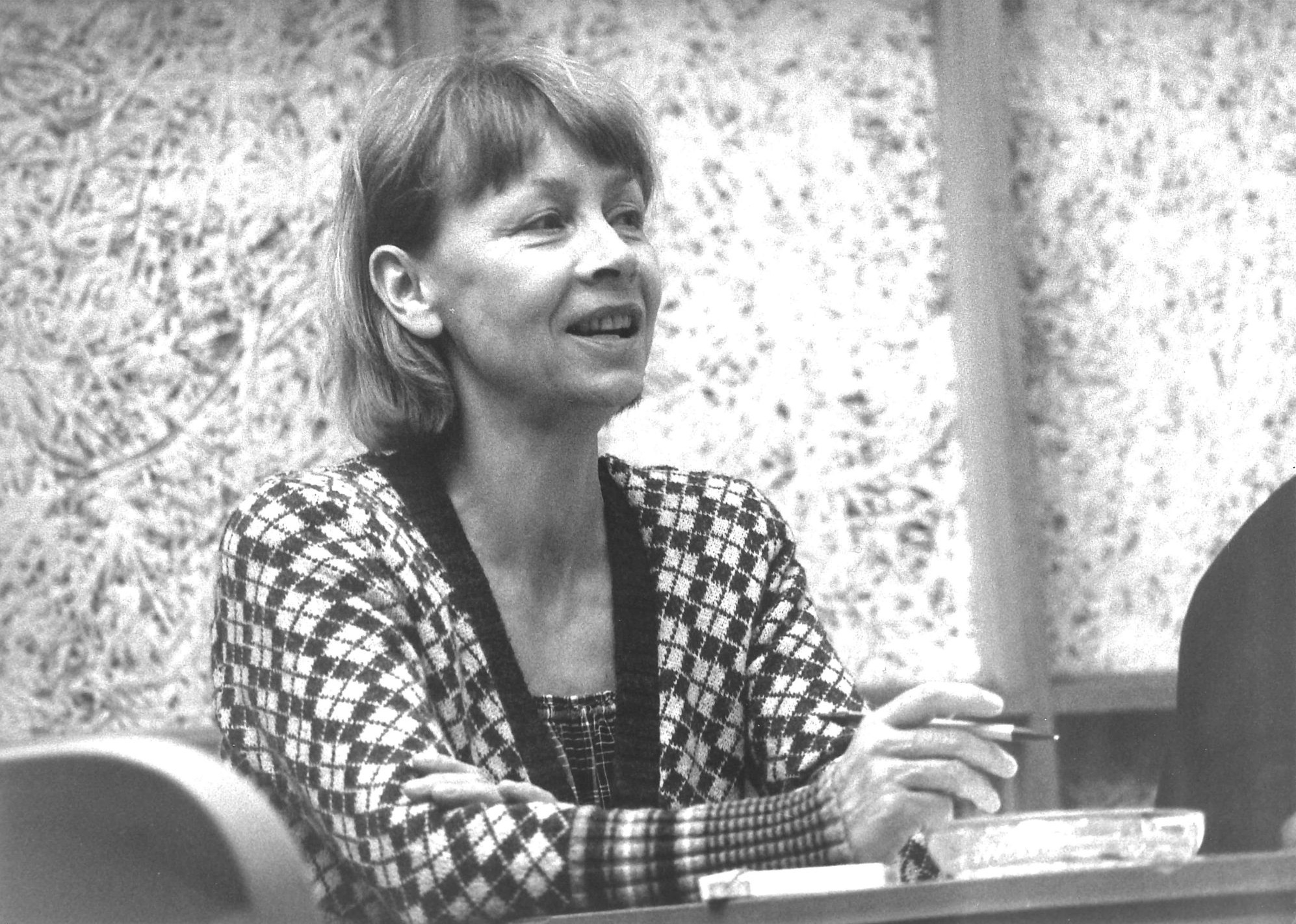
Jutta Hoffmann (* 1941)

###### Hoffmann, K
- Hoffmann, Kajetan (1840–1907), salzburgischer römisch-katholischer Geistlicher
- Hoffmann, Karel (1872–1936), tschechischer Geiger und Musikpädagoge
- Hoffmann, Karel (1924–2013), tschechoslowakischer Minister und Gewerkschaftsfunktionär
- Hoffmann, Karl, deutscher Fußballspieler
- Hoffmann, Karl (1816–1872), deutscher Bildhauer
- Hoffmann, Karl (1820–1895), Schweizer Politiker
- Hoffmann, Karl (1823–1859), deutscher Arzt und Naturforscher
- Hoffmann, Karl (1841–1902), preußischer Generalmajor
- Hoffmann, Karl (1876–1935), deutscher Publizist
- Hoffmann, Karl (1885–1941), praktischer Arzt
- Hoffmann, Karl (1887–1957), österreichischer Architekt
- Hoffmann, Karl (1887–1968), deutscher Pallottiner und Generalrektor (1937–1947)
- Hoffmann, Karl (1887–1970), deutscher Polizist und SS-Führer
- Hoffmann, Karl (1891–1969), deutscher Jurist
- Hoffmann, Karl (1893–1972), österreichischer Maler
- Hoffmann, Karl (1895–1945), deutscher Konteradmiral der Kriegsmarine
- Hoffmann, Karl (1901–1981), deutscher Volkswirt, Unternehmer und Politiker (FDP/DVP), MdB
- Hoffmann, Karl (* 1906), deutscher Ruderer
- Hoffmann, Karl (1908–1978), deutscher Jurist
- Hoffmann, Karl (1915–1996), deutscher Indogermanist und Indoiranist
- Hoffmann, Karl (1935–2020), deutscher Fußballspieler
- Hoffmann, Karl (1938–2011), deutscher Brigadegeneral des Heeres der Bundeswehr
- Hoffmann, Karl (1940–2020), deutscher römisch-katholischer Ordensgeistlicher, Generalsuperior der Salvatorianer
- Hoffmann, Karl August (1756–1833), Apotheker
- Hoffmann, Karl Ernst Emil (1827–1877), deutscher Anatom und Hochschullehrer
- Hoffmann, Karl Friedrich August (* 1821), deutscher Jurist und Politiker, MdL
- Hoffmann, Karl Friedrich Vollrath (1796–1842), geographischer Schriftsteller
- Hoffmann, Karl Georg (1796–1865), badischer Beamter und Politiker
- Hoffmann, Karl Johannes (1898–1964), deutscher Politiker (FDP) und Mediziner
- Hoffmann, Karl von (1832–1903), bayerischer General der Infanterie
- Hoffmann, Karl-Dieter (* 1950), deutscher Politikwissenschaftler
- Hoffmann, Karl-Heinz (* 1928), deutscher Gewerkschafter und Politiker (CDU), MdEP
- Hoffmann, Karl-Heinz (* 1937), deutscher Rechtsextremist
- Hoffmann, Karl-Heinz (* 1939), deutscher Mathematiker und Wissenschaftsmanager
- Hoffmann, Karlheinz (1925–2011), deutscher Bildhauer
- Hoffmann, Karlheinz (1927–2012), deutscher Jesuit und Journalist
- Hoffmann, Karol (* 1989), polnischer Leichtathlet
- Hoffmann, Käthe (1883–1960), deutsche Botanikerin
- Hoffmann, Kathryn (* 1975), österreichische Ärztin
- Hoffmann, Katinka (1938–2021), deutsche Schauspielerin und TheaterbetreiberinKatinka Hoffmann (1938–2021)

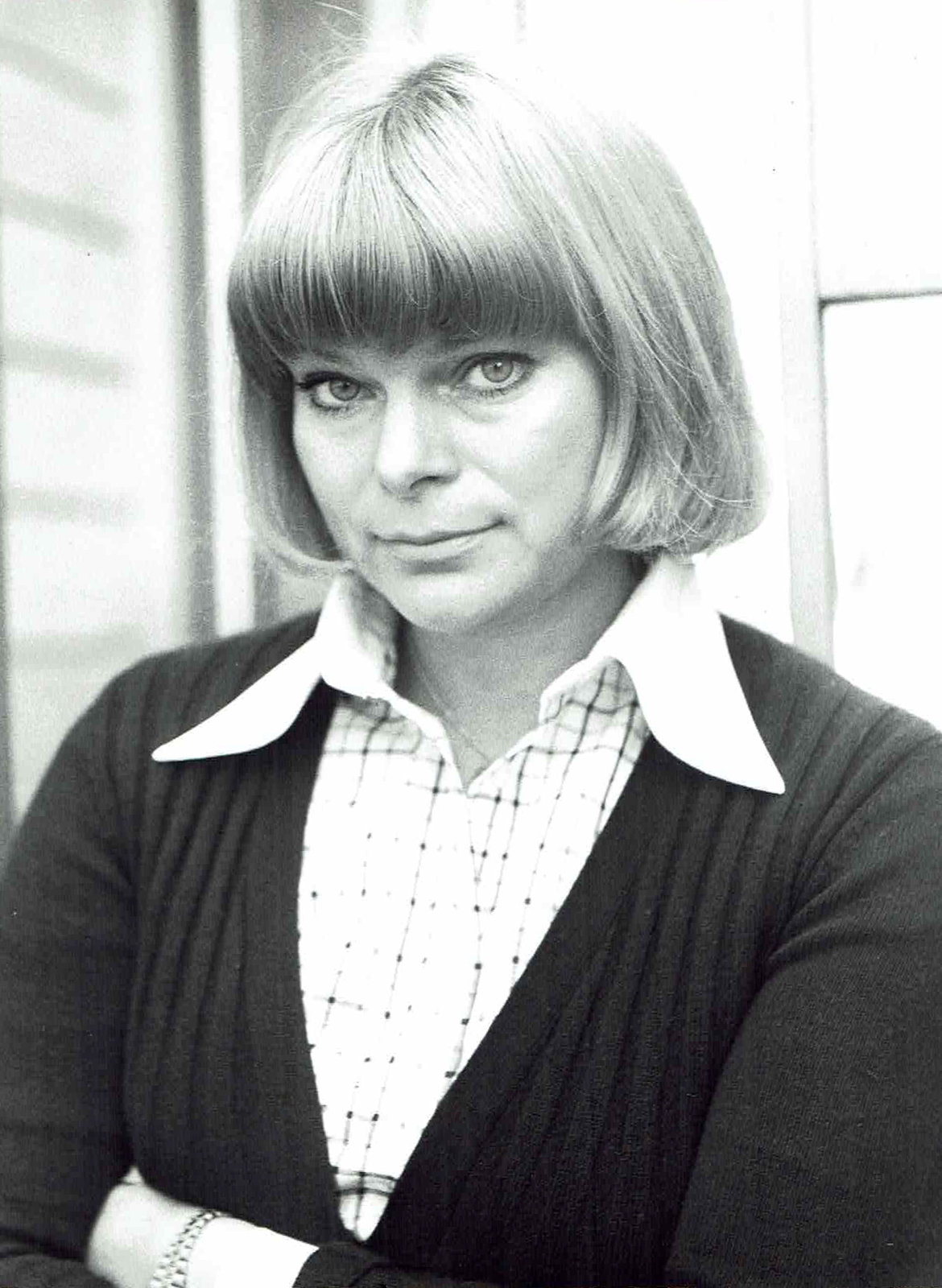
Katinka Hoffmann (1938–2021)

- Hoffmann, Katrin (* 1967), deutsche Bühnenbildnerin, Szenenbildnerin und Kostümbildnerin
- Hoffmann, Katrin (* 1978), deutsche Rhythmische Sportgymnastin
- Hoffmann, Katrin (* 1980), deutsche Chirurgin und Krankenhausmanagerin
- Hoffmann, Kerstin (* 1976), deutsche Fußballspielerin
- Hoffmann, Kevin (* 1995), deutscher Fußballspieler
- Hoffmann, Klaus (1926–2015), deutscher Verwaltungsbeamter und BfA-Präsident
- Hoffmann, Klaus (* 1934), deutscher Fußballspieler
- Hoffmann, Klaus (1934–2004), deutscher Kurator und Kunstbuchautor
- Hoffmann, Klaus (* 1951), deutscher Sänger, Schauspieler und LiedermacherKlaus Hoffmann (* 1951)

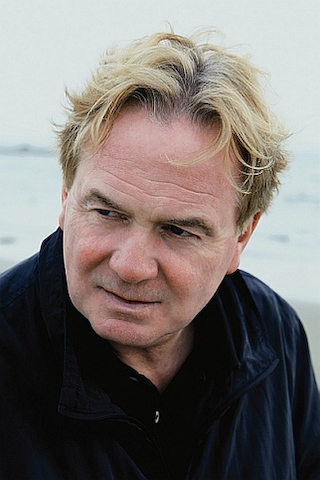
Klaus Hoffmann (* 1951)

- Hoffmann, Klaus (* 1963), deutscher TV-Produzent und Sport-Manager
- Hoffmann, Klaus W. (* 1947), deutscher Schriftsteller und Liedermacher
- Hoffmann, Konrad (1867–1959), deutscher evangelischer Geistlicher
- Hoffmann, Konrad (1894–1977), sowjetisch-wolgadeutscher Politiker
- Hoffmann, Konrad (1904–1989), deutscher Politiker (SPD), MdHB
- Hoffmann, Konrad (1938–2007), deutscher Kunsthistoriker
- Hoffmann, Kurt (1890–1976), deutscher Ruderer
- Hoffmann, Kurt (1910–2001), deutscher Filmregisseur
- Hoffmann, Kurt Caesar (1895–1988), deutscher Marineoffizier und Vizeadmiral im Zweiten WeltkriegKurt Caesar Hoffmann (1895–1988)

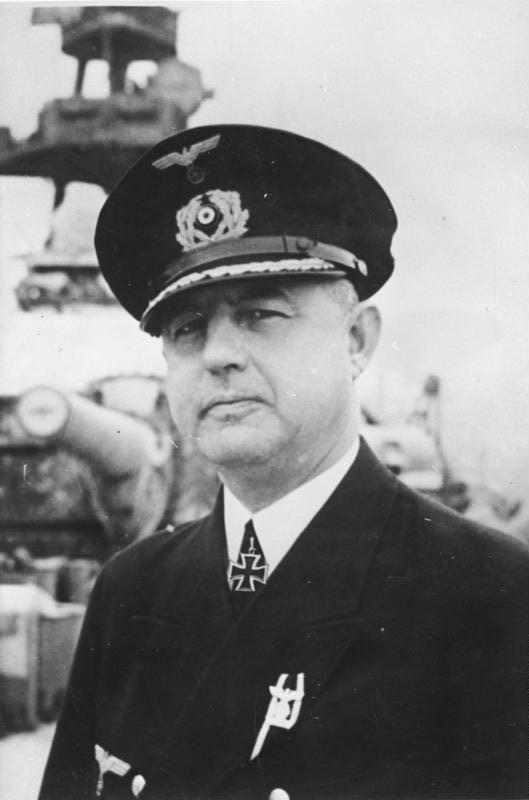
Kurt Caesar Hoffmann (1895–1988)

- Hoffmann, Kyra Daniela (* 1971), deutsche Autorin, Medizinjournalistin und Heilpraktikerin

###### Hoffmann, L
- Hoffmann, Lara (* 1991), deutsche Leichtathletin
- Hoffmann, Laura (* 1991), deutsche Fußballspielerin
- Hoffmann, Laurentius (1582–1630), deutscher Mediziner und Naturforscher
- Hoffmann, Leberecht (1863–1928), deutscher Unternehmer und lippischer Politiker
- Hoffmann, Leni (* 1962), deutsche Künstlerin der Malerei und Installationen
- Hoffmann, Leonard, Baron Hoffmann (* 1934), britischer Politiker und Jurist
- Hoffmann, Leonhard (1845–1921), deutscher Tierarzt und Politiker (VP, DtVP), MdR
- Hoffmann, Léopold (1915–2008), deutschsprachiger Luxemburger Schriftsteller
- Hoffmann, Leopold Alois (1760–1806), österreichischer Publizist und Dramatiker
- Hoffmann, Lina, deutsche Opernsängerin im Stimmfach Mezzosopran
- Hoffmann, Linus (* 2002), deutscher Basketballspieler
- Hoffmann, Lisa (* 1989), deutsche Künstlerin
- Hoffmann, Lola (1904–1988), chilenische Medizinerin, Physiologin und Psychiaterin
- Hoffmann, Lore (1911–1996), deutsche Opernsängerin (Sopran)
- Hoffmann, Lore (* 1996), Schweizer Mittelstreckenläuferin
- Hoffmann, Lorenz (1892–1967), deutscher Politiker der CDU
- Hoffmann, Lothar (1905–1992), deutscher SS-Hauptsturmführer und Gestapobeamter
- Hoffmann, Lothar (* 1928), deutscher Sprachwissenschaftler im Bereich angewandte Linguistik
- Hoffmann, Louise Albertine (1748–1796), Mutter des Dichters E. T. A. Hoffmann
- Hoffmann, Luc (1923–2016), Schweizer Naturschützer, Autor, Mäzen und UnternehmerLuc Hoffmann (1923–2016)

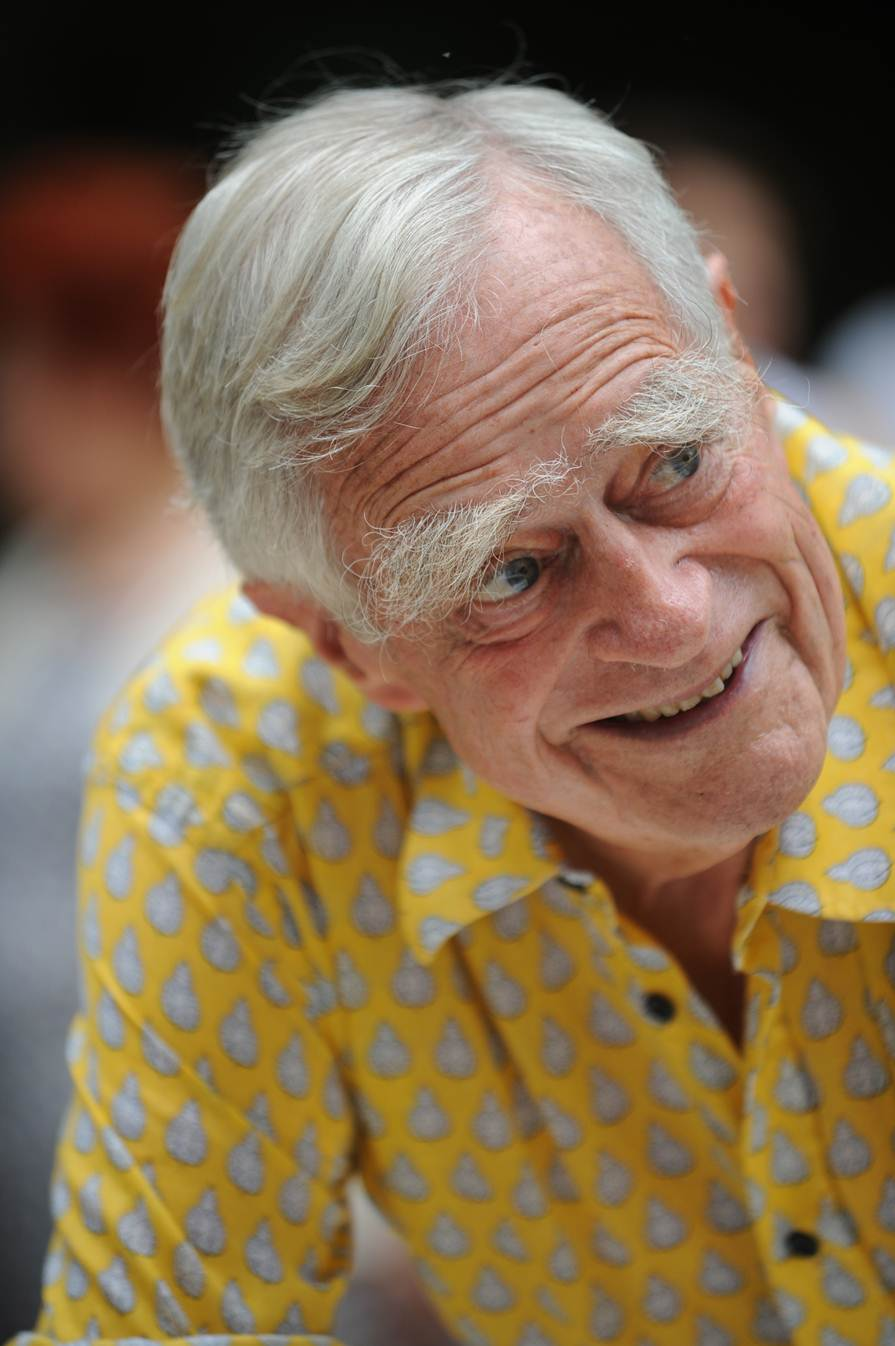
Luc Hoffmann (1923–2016)

- Hoffmann, Ludger (* 1951), deutscher Germanist
- Hoffmann, Ludwig, Theaterschauspieler
- Hoffmann, Ludwig (1852–1932), deutscher Architekt und Stadtbaurat in Berlin
- Hoffmann, Ludwig (1865–1903), deutscher Theaterschauspieler, -intendant und Schriftsteller
- Hoffmann, Ludwig (1868–1943), preußischer Bergmeister und Unternehmer
- Hoffmann, Ludwig (1925–1999), deutscher Pianist
- Hoffmann, Ludwig (1932–1997), deutscher Theaterwissenschaftler
- Hoffmann, Ludwig (* 1943), deutscher Politiker (SPD)
- Hoffmann, Ludwig Ferdinand von (1796–1856), deutscher Bankier
- Hoffmann, Ludwig Hermann (1819–1898), deutscher Kaufmann und Politiker, MdHB
- Hoffmann, Ludwig von (1796–1878), preußischer Generalmajor
- Hoffmann, Luise (1910–1935), deutsche Fliegerin
- Hoffmann, Lukas (* 1984), deutscher Kanute
- Hoffmann, Lukas (* 1997), deutscher Fußballspieler
- Hoffmann, Lutz (1934–2019), deutscher Wirtschaftswissenschaftler und Hochschullehrer
- Hoffmann, Lutz (* 1957), deutscher Jurist, Präsident des Finanzgerichts Bremen
- Hoffmann, Lutz (1959–1997), deutscher Turner

###### Hoffmann, M
- Hoffmann, Maja (* 1956), Schweizer Kunstsammlerin, Kunstmäzenin, Dokumentarfilmerin und Geschäftsfrau
- Hoffmann, Manfred (* 1938), deutscher Agrarwissenschaftler
- Hoffmann, Mara (1891–1929), Malschülerin und Modell des Münchener Malers Leo Putz
- Hoffmann, Marc (* 1973), deutscher Sexualstraftäter und Mörder
- Hoffmann, Marcel Rolf (* 1975), deutscher Schauspieler und Sänger
- Hoffmann, Marco (* 2003), österreichischer Fußballspieler
- Hoffmann, Marcolinus (1901–1944), deutscher römisch-katholischer Ordensbruder, Steyler Missionar und Märtyrer
- Hoffmann, Marcus (* 1968), deutscher Wirtschaftswissenschaftler
- Hoffmann, Marcus (* 1973), deutscher Mediziner, Gesundheitsmanager und Hochschullehrer
- Hoffmann, Marcus (* 1987), deutscher Fußballspieler
- Hoffmann, Margarete (1911–1973), deutsche Archivarin
- Hoffmann, Marianne (* 1941), deutsche Schauspielerin bei Bühne, Film und Fernsehen und eine Synchronsprecherin
- Hoffmann, Markolf (* 1975), deutscher Schriftsteller
- Hoffmann, Markus (* 1969), deutscher Schauspieler und Moderator
- Hoffmann, Markus (1971–1997), deutscher Schauspieler und Synchronsprecher
- Hoffmann, Markus (* 1972), österreichischer Fußballspieler
- Hoffmann, Marlene (* 1990), deutsche Schauspielerin
- Hoffmann, Marta (1913–2001), norwegische Ethnologin, Textilhistorikerin und Textilarchäologin
- Hoffmann, Martin, deutsch-schweizerischer Bildhauer und Bildschnitzer
- Hoffmann, Martin (1930–2018), deutsches Opfer des Stalinismus sowie Sachbuchautor
- Hoffmann, Martin (* 1948), deutscher Grafiker
- Hoffmann, Martin (* 1955), deutscher Fußballspieler und -trainer
- Hoffmann, Martin (* 1959), deutscher Medienmanager
- Hoffmann, Martin (* 1960), Geschäftsführer des Petersburger Dialogs
- Hoffmann, Martin (* 1984), deutscher Eishockeyspieler
- Hoffmann, Martin (* 1984), deutscher Handballspieler
- Hoffmann, Martin (* 1985), deutscher Journalist
- Hoffmann, Martin Richard (1932–2014), US-amerikanischer Politiker, United States Secretary of the Army
- Hoffmann, Matei (* 1951), rumänisch-deutscher ehemaliger Diplomat
- Hoffmann, Matthias, deutscher Musikproduzent im Bereich Trance
- Hoffmann, Matthias (1891–1957), deutscher Arzt, Heimatforscher und Bundesvorsitzender der Landsmannschaft der Banater Schwaben
- Hoffmann, Max (1844–1910), deutscher Gymnasiallehrer, Philologe und Historiker
- Hoffmann, Max (1869–1927), deutscher GeneralMax Hoffmann (1869–1927)

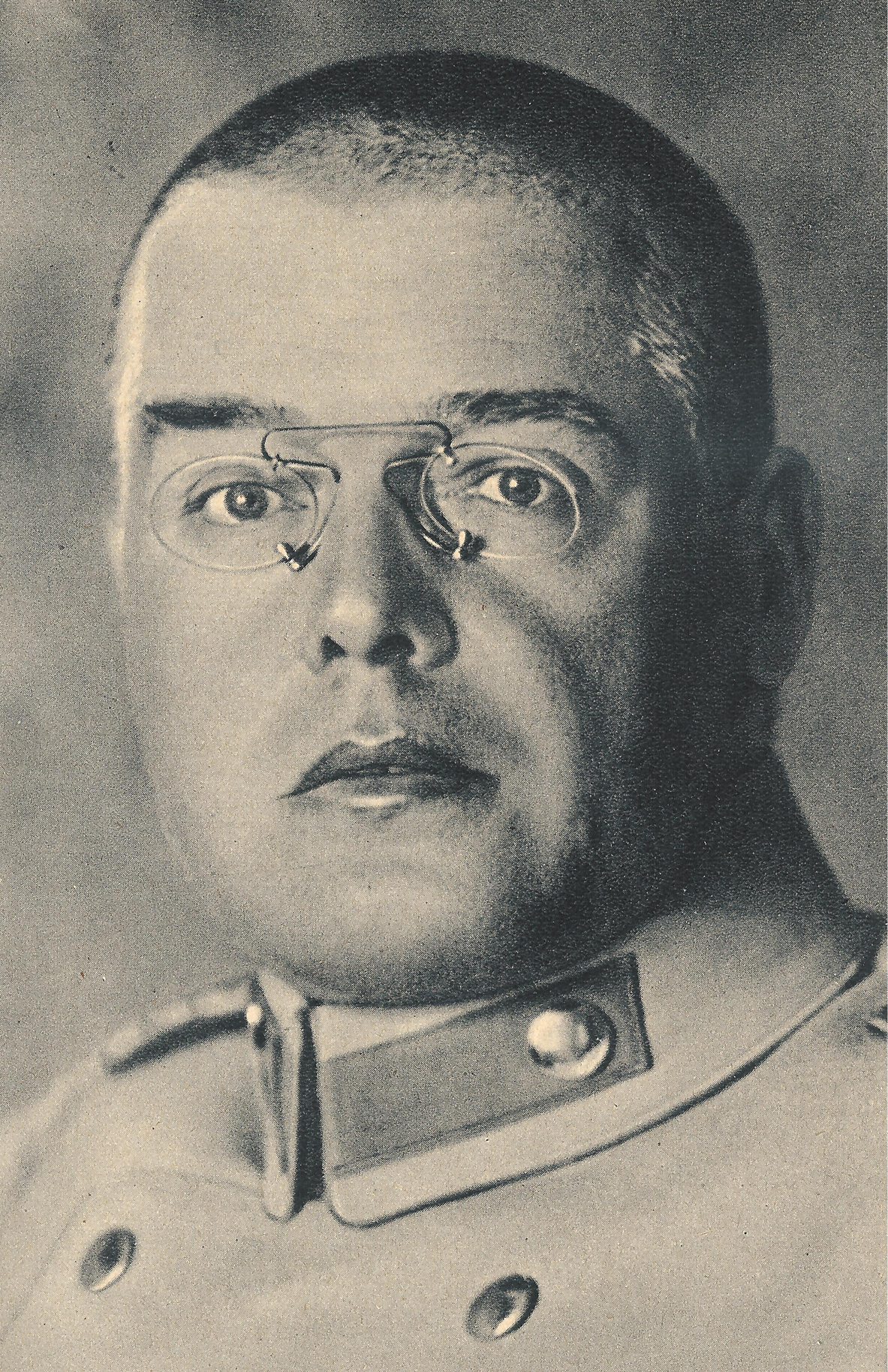
Max Hoffmann (1869–1927)

- Hoffmann, Max (1872–1958), deutscher Gewerkschafter und Politiker (SPD), MdL
- Hoffmann, Max (1904–1995), deutscher Fachmann für Bisamrattenforschung und -bekämpfung
- Hoffmann, Meigl (* 1968), deutscher Kabarettist, Sänger, Entertainer, Autor und Gastronom
- Hoffmann, Meike (* 1962), deutsche Kunsthistorikerin und Provenienzforscherin
- Hoffmann, Meinhard (1853–1936), deutscher Chemiker und Industrie-Manager
- Hoffmann, Melanie (* 1974), deutsche Fußballspielerin
- Hoffmann, Melchior († 1715), deutscher Musiker und Komponist
- Hoffmann, Men (* 1997), Schweizer Unihockeyspieler
- Hoffmann, Michael (* 1950), deutscher Schlagersänger, Komponist und Produzent
- Hoffmann, Michael (* 1955), deutscher Berg- und Skiführer und Sachbuchautor
- Hoffmann, Michael (* 1961), deutscher Politiker (SPD), MdL
- Hoffmann, Michael (* 1967), deutscher Koch und Gärtner
- Hoffmann, Michael (* 1970), deutscher Schachspieler
- Hoffmann, Michael (* 1975), dänischer Handballspieler
- Hoffmann, Michael (* 1976), deutscher Orthopäde, Unfallchirurg und Sportmediziner
- Hoffmann, Michalina (1778–1859), Ehefrau des Dichters E. T. A. Hoffmann
- Hoffmann, Mike (* 1974), deutscher Schauspieler

###### Hoffmann, N
- Hoffmann, Nadine (* 1979), deutsche Politikerin (AfD), MdL
- Hoffmann, Nelly (* 2007), deutsche Schauspielerin
- Hoffmann, Nelson (* 1939), brasilianischer Schriftsteller, ehemaliger Anwalt und Lehrer
- Hoffmann, Nickel († 1592), deutscher Steinmetz, Bildhauer, Werkmeister und Baumeister
- Hoffmann, Nicolas (* 1940), deutscher psychologischer Psychotherapeut, Autor und Dozent
- Hoffmann, Nicole (* 1966), deutsche Pädagogin
- Hoffmann, Niels Frédéric (* 1943), deutscher Komponist und Musikpädagoge
- Hoffmann, Niklas (* 1987), deutscher Drehbuchautor
- Hoffmann, Niklas (* 1997), deutscher Fußballspieler
- Hoffmann, Nikolaus III. († 1557), Abt des Klosters Neuzelle
- Hoffmann, Nils (* 1996), deutscher DJ und Musikproduzent
- Hoffmann, Nina (* 1996), deutsche Mountainbikerin
- Hoffmann, Nina Milja (1948–2024), jugoslawisch-deutsche Künstlerin
- Hoffmann, Norbert (1942–2018), katholischer Priester und Buchautor

###### Hoffmann, O
- Hoffmann, Olga (* 1991), ukrainisch-deutsche Schönheitskönigin und ehemalige Miss Germany 2015Olga Hoffmann (* 1991)

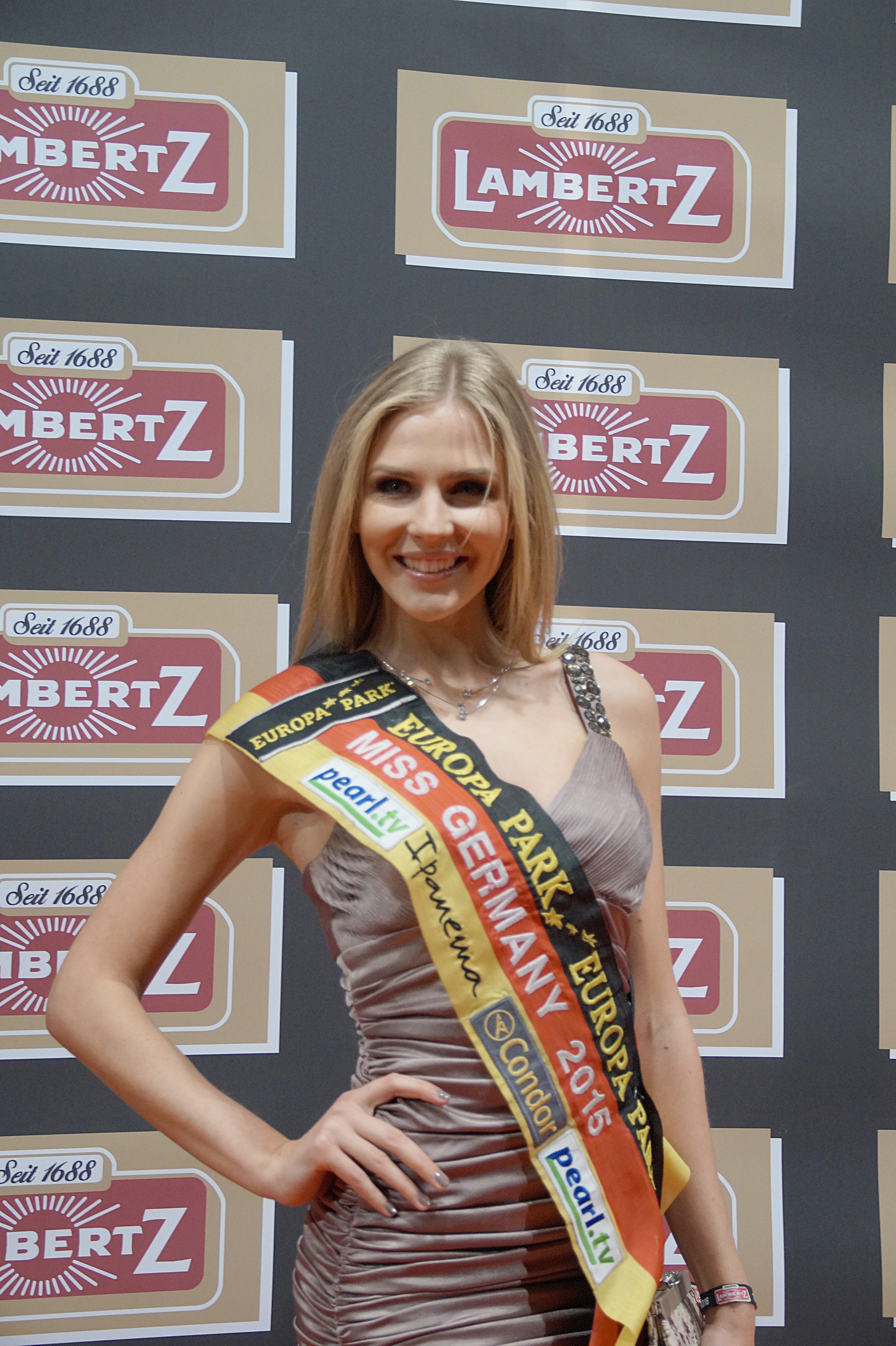
Olga Hoffmann (* 1991)

- Hoffmann, Oskar (1838–1909), Knappschaftsdirektor und Stadtverordneter der Stadt Bochum
- Hoffmann, Oskar (1851–1912), russisch-deutsch-baltischer Maler der Düsseldorfer Schule
- Hoffmann, Oskar (1866–1928), deutscher Autor
- Hoffmann, Oskar (1877–1953), deutscher sozialistischer Politiker (USPD, SPD, KPD), MdL
- Hoffmann, Oskar (1904–1984), deutscher Widerstandskämpfer gegen den Nationalsozialismus und Kulturfunktionär (SED) in der DDR
- Hoffmann, Oskar von (1832–1912), deutscher Bankier und Übersetzer
- Hoffmann, Ot (1930–2017), deutscher Architekt und Autor
- Hoffmann, Ottilie (1835–1925), deutsche Pädagogin und Sozialpolitikerin
- Hoffmann, Otto (1865–1940), deutscher Sprachwissenschaftler (Indogermanist) und Politiker (DNVP)
- Hoffmann, Otto (1878–1963), deutscher Politiker (SPD), MdBB
- Hoffmann, Otto von (1816–1900), preußischer Generalleutnant
- Hoffmann, Otto von (1833–1905), deutscher Verwaltungsjurist

###### Hoffmann, P
- Hoffmann, Pascal (* 1957), deutscher Kameramann
- Hoffmann, Patrick (* 1974), deutscher Curler
- Hoffmann, Paul (1853–1935), deutscher Landrat
- Hoffmann, Paul (1863–1928), deutscher Politiker (SPD), MdHB und Hamburger Senator
- Hoffmann, Paul (1867–1945), deutscher Politiker (SPD, USPD, KPD)
- Hoffmann, Paul (1879–1949), deutscher Unternehmer und Politiker (NSDAP), MdR
- Hoffmann, Paul (1884–1962), Physiologe
- Hoffmann, Paul (1887–1975), deutscher Pädagoge und Politiker (DDP, CDU, SED)
- Hoffmann, Paul (1900–1973), deutscher Verwaltungsjurist
- Hoffmann, Paul (1902–1990), deutscher Schauspieler
- Hoffmann, Paul (1917–1999), österreichisch-deutscher Philologe
- Hoffmann, Paul (* 1933), deutscher römisch-katholischer Theologe
- Hoffmann, Paul Gottfried (1846–1917), Vizeadmiral der Kaiserlichen Marine
- Hoffmann, Paul Jumin (* 1986), deutscher Schauspieler und Theaterregisseur
- Hoffmann, Paul Theodor (1891–1952), deutscher Archivar, Schriftsteller und Herausgeber
- Hoffmann, Peter (1770–1842), deutscher Politiker und Gutsbesitzer
- Hoffmann, Peter (* 1924), deutscher Historiker
- Hoffmann, Peter (1930–2023), deutsch-kanadischer HistorikerPeter Hoffmann (1930–2023)

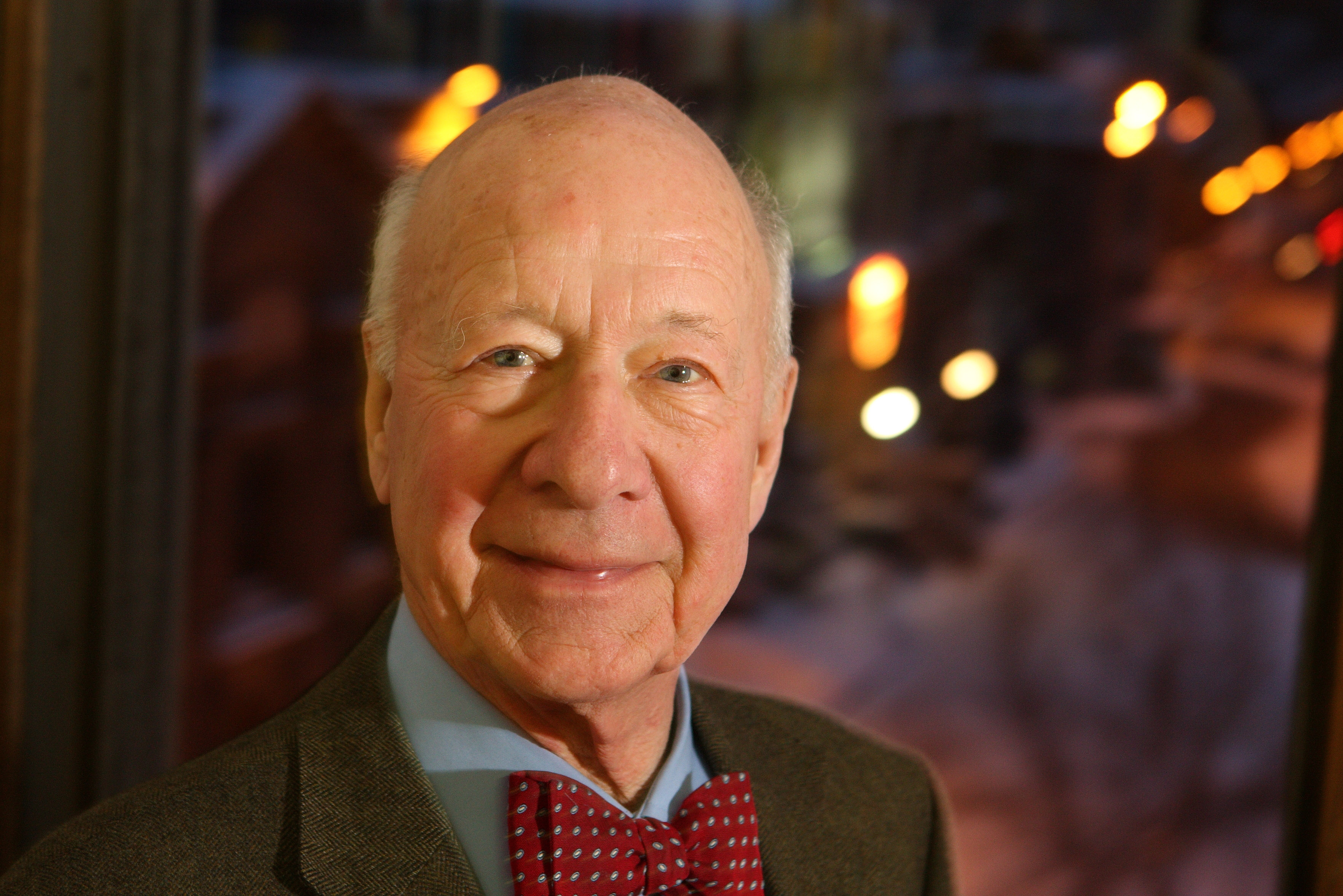
Peter Hoffmann (1930–2023)

- Hoffmann, Peter (* 1939), deutscher Automobilrennfahrer
- Hoffmann, Peter (1953–2021), deutscher Politiker (PDS), MdL
- Hoffmann, Peter (* 1953), deutscher Musikproduzent
- Hoffmann, Peter (* 1956), deutscher Schriftsteller und Publizist
- Hoffmann, Peter-Olaf (* 1947), deutscher Politiker (CDU), MdL
- Hoffmann, Petra, deutsche Opernsängerin (Sopran) und Interpretin zeitgenössischer Werke
- Hoffmann, Philip (* 1988), deutscher Politiker (CDU)
- Hoffmann, Philipp (1723–1784), Bürgermeister von Elberfeld
- Hoffmann, Philipp (1806–1889), deutscher Architekt und Stadtbaumeister
- Hoffmann, Philipp (1815–1897), deutscher Unternehmer und Abgeordneter
- Hoffmann, Philipp (1870–1939), deutscher Landwirtschaftslehrer, Autor und Mitbegründer des Verbandes Pfälzischer Tabakbauvereine sowie des Deutschen Tabakbauverbandes
- Hoffmann, Philipp (* 1992), deutscher Fußballspieler
- Hoffmann, Philipp Friedrich (1823–1887), preußischer Generalmajor und Kommandant von Sonderburg-Düppel
- Hoffmann, Philipp Jakob (1778–1834), deutscher Architekt und städtischer Bauinspektor
- Hoffmann, Philipp Maximilian (* 1986), deutscher Historiker
- Hoffmann, Philippe (* 1953), französischer Gräzist und Philosophiehistoriker
- Hoffmann, Pia (* 2006), deutsche Taekwondoin

###### Hoffmann, R
- Hoffmann, R. Joseph (* 1947), US-amerikanischer Historiker
- Hoffmann, Rainer (* 1943), deutscher Politikwissenschaftler
- Hoffmann, Rainer (* 1962), deutscher Politiker (PDV)
- Hoffmann, Ralf (* 1963), deutscher Brigadegeneral der Luftwaffe
- Hoffmann, Ralf (* 1964), deutscher GeneraloberstabsarztRalf Hoffmann (* 1964)

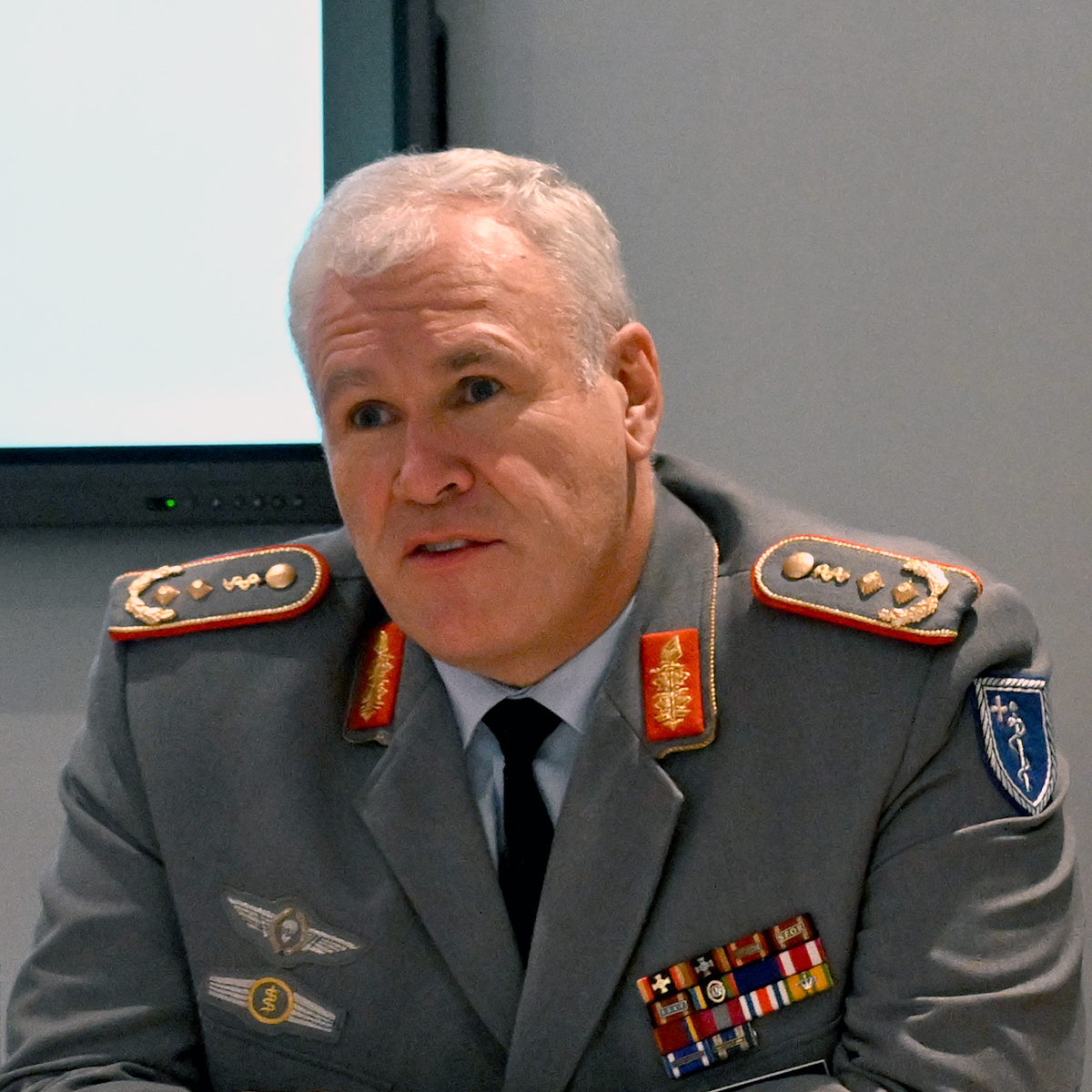
Ralf Hoffmann (* 1964)

- Hoffmann, Rasmus (* 1971), deutscher Soziologe
- Hoffmann, Reiner (* 1955), deutscher Gewerkschaftsfunktionär
- Hoffmann, Reinhard (* 1936), deutscher Jurist, Politiker (SPD), MdHB, Hochschullehrer, Bremer Staatsrat
- Hoffmann, Reinhard (* 1957), deutscher Orthopäde und Unfallchirurg
- Hoffmann, Reinhard W. (* 1933), deutscher Chemiker und Hochschullehrer
- Hoffmann, Reinhild (* 1943), deutsche Tänzerin und Choreografin
- Hoffmann, Reinhold (1831–1919), deutscher Chemiker und Industriemanager
- Hoffmann, Reinhold (1847–1912), deutscher Unternehmer, Rittergutsbesitzer und Politiker (NLP), MdR
- Hoffmann, Reynaldo (* 1947), chilenischer Fußballspieler
- Hoffmann, Richard (1863–1939), deutscher Mediziner
- Hoffmann, Richard (1892–1961), österreichischer Literaturübersetzer
- Hoffmann, Richard (* 1930), deutscher Bildhauer, Maler und Zeichner
- Hoffmann, Richard Adolf (1872–1948), deutscher Theologe
- Hoffmann, Richard C. (* 1943), US-amerikanischer Mittelalterhistoriker
- Hoffmann, Roald (* 1937), US-amerikanischer Chemiker und Nobelpreisträger für ChemieRoald Hoffmann (* 1937)

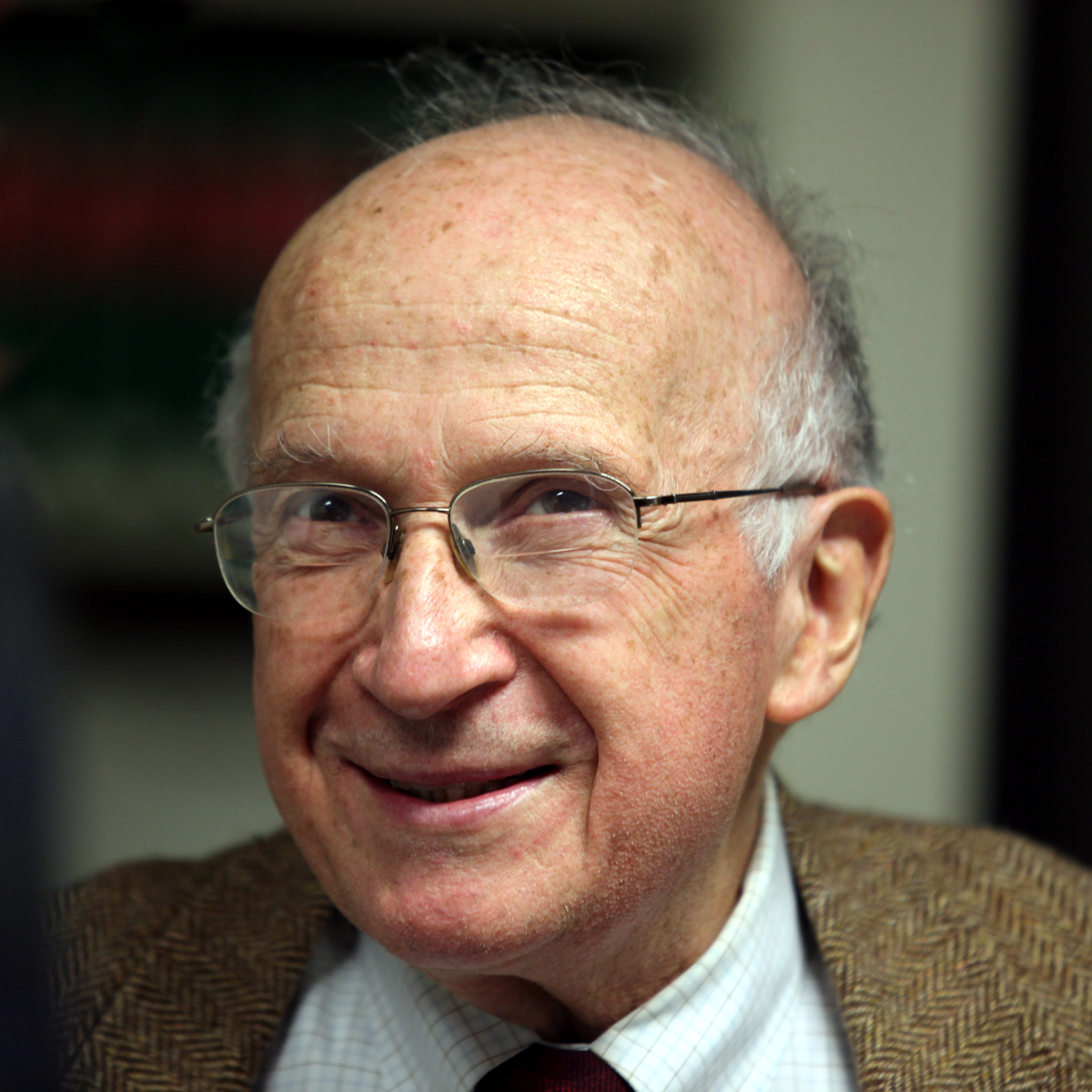
Roald Hoffmann (* 1937)

- Hoffmann, Robert (1819–1898), Kreisrat im Großherzogtum Hessen
- Hoffmann, Robert (1868–1935), deutscher Landschaftsmaler
- Hoffmann, Robert (1939–2022), österreichischer Schauspieler
- Hoffmann, Robert (* 1946), österreichischer Historiker
- Hoffmann, Robert (* 1977), deutscher Eishockeyspieler und -trainer
- Hoffmann, Robert S. (1929–2010), US-amerikanischer Mammaloge
- Hoffmann, Robin (* 1970), deutscher Musiker und Komponist
- Hoffmann, Robin (* 1984), deutscher Komponist, Orchestrator und Arrangeur
- Hoffmann, Roland (1936–2022), deutscher Baseballspieler und -trainer, Mitglied der deutschen Hall of Fame
- Hoffmann, Roland (* 1938), deutscher lutherischer Theologe, Bischof der Evangelisch-Lutherischen Kirche in Thüringen
- Hoffmann, Roland (* 1953), deutscher Fußballspieler
- Hoffmann, Roland (* 1955), deutscher Philologe
- Hoffmann, Roland (* 1962), deutscher Übersetzer, Dolmetscher und Verleger
- Hoffmann, Rolf (1934–2001), deutscher Unternehmer und privater Kunstsammler
- Hoffmann, Rolf (* 1937), deutscher Fußballspieler
- Hoffmann, Ron-Thorben (* 1999), deutscher Fußballspieler
- Hoffmann, Rudi (1924–2008), deutscher Spieleautor
- Hoffmann, Rüdiger (* 1943), deutscher Journalist
- Hoffmann, Rüdiger (* 1964), deutscher Kabarettist und MusikerRüdiger Hoffmann (* 1964)

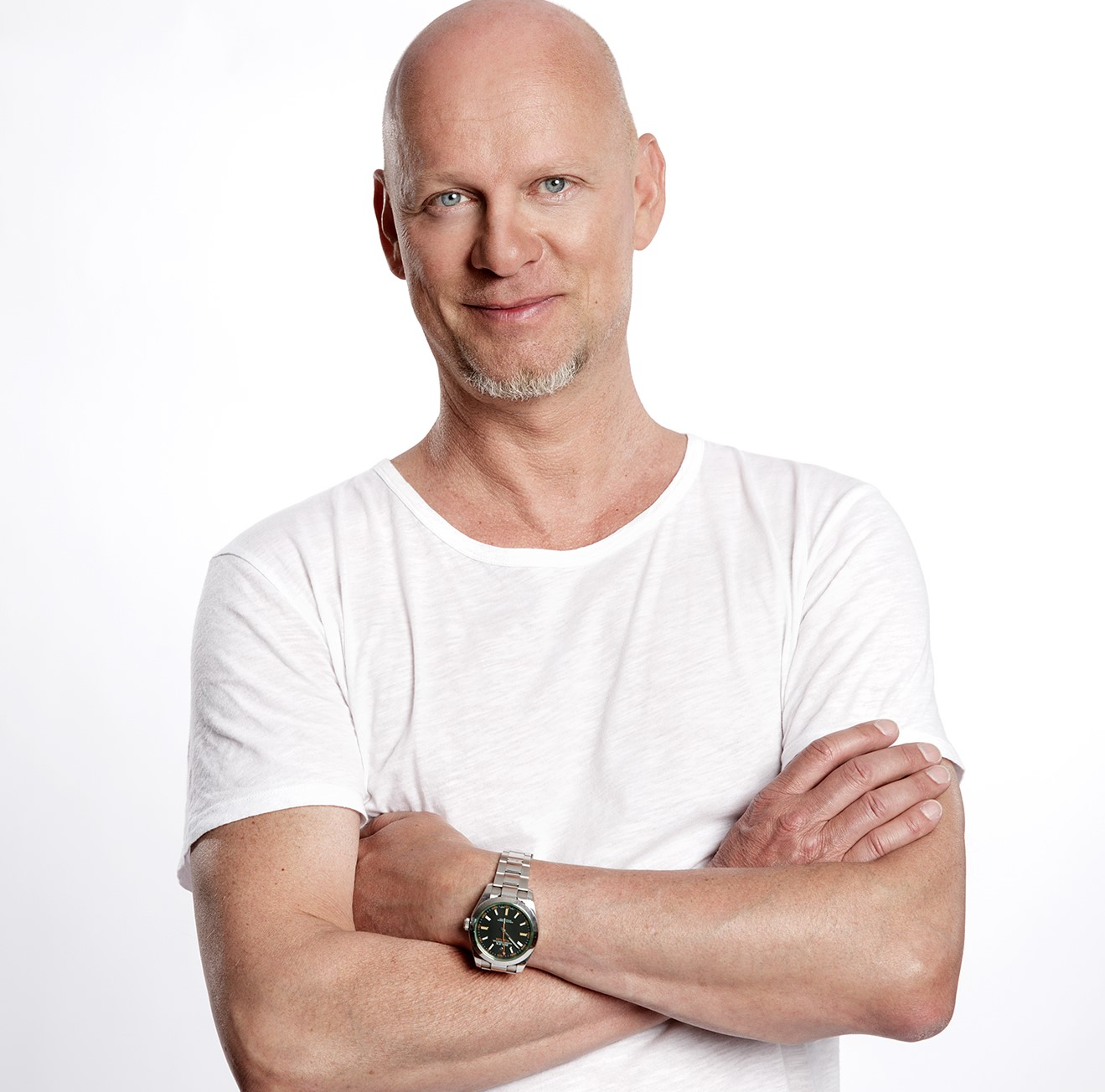
Rüdiger Hoffmann (* 1964)

- Hoffmann, Rudolf (1873–1932), deutscher Metallhüttenmann und Hochschullehrer
- Hoffmann, Rudolf (1889–1958), deutscher Historiker
- Hoffmann, Rudolf (1935–2020), deutscher Fußballspieler
- Hoffmann, Rudolph August von (1700–1759), königlich preußischer Oberst, Chef des Füsilier-Regiments Nr. 44
- Hoffmann, Ruth (1893–1974), deutsche Schriftstellerin und Malerin
- Hoffmann, Ruth (* 1973), deutsche Journalistin und Buchautorin

###### Hoffmann, S
- Hoffmann, Sabine (1926–2016), deutsche Malerin und Bildhauerin
- Hoffmann, Sandra (* 1967), deutsche Schriftstellerin
- Hoffmann, Sebastian (1551–1605), Bürgermeister der Stadt Görlitz
- Hoffmann, Shai (* 1982), deutscher Schauspieler, Musiker und EntrepreneurShai Hoffmann (* 1982)

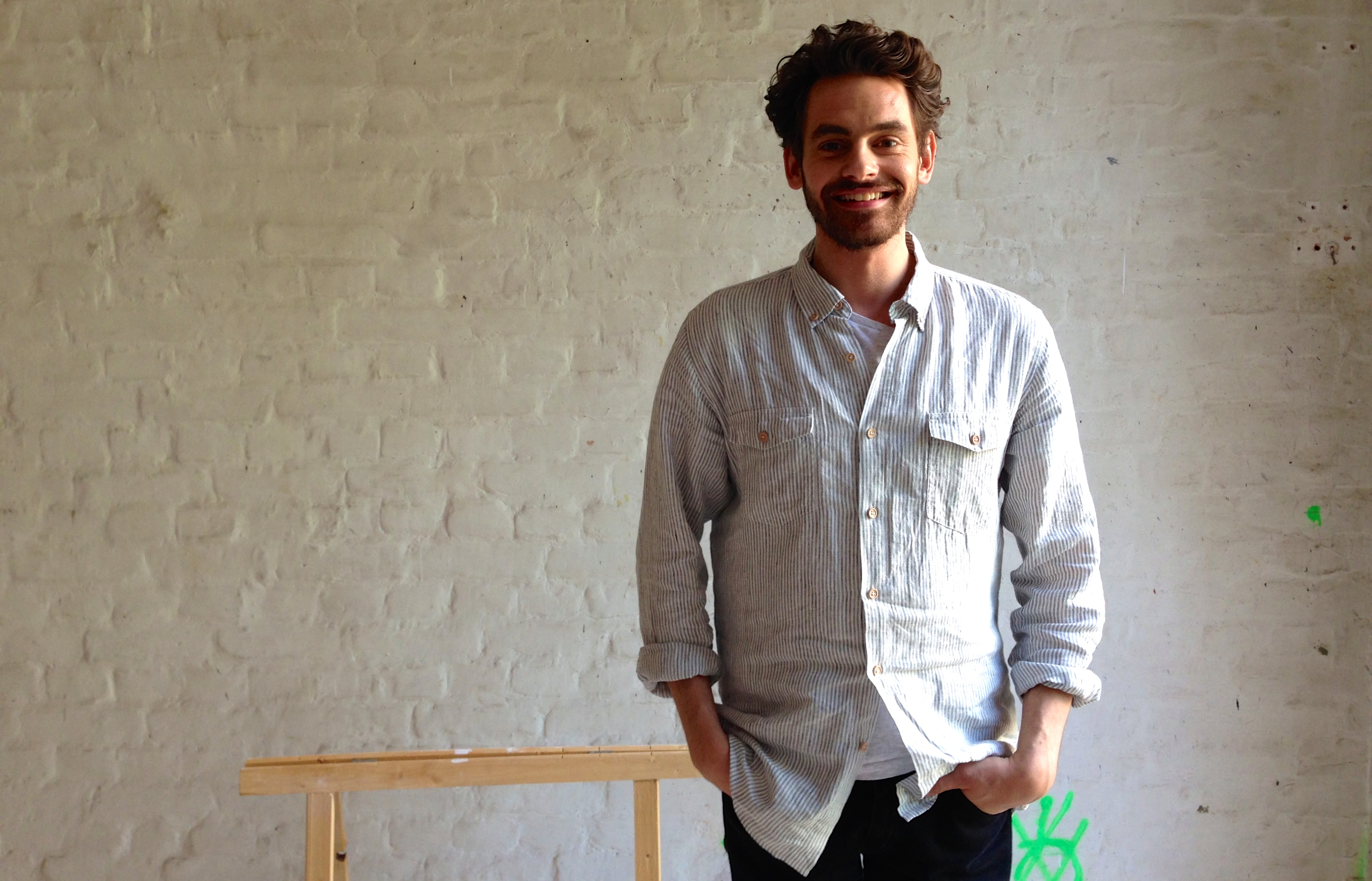
Shai Hoffmann (* 1982)

- Hoffmann, Sidney (* 1979), deutscher Moderator und Unternehmer
- Hoffmann, Siegfried (1922–1999), deutscher Verleger in der DDR
- Hoffmann, Sophia (* 1980), deutsche Köchin, Autorin, Journalistin und Aktivistin
- Hoffmann, Stanley (1928–2015), österreichisch-französisch-amerikanischer Politikwissenschaftler
- Hoffmann, Stefan (* 1977), deutscher Betriebswirtschaftler
- Hoffmann, Stefan (* 1984), deutscher Fußballspieler
- Hoffmann, Stefan-Ludwig (* 1967), deutscher Historiker
- Hoffmann, Stephan (1845–1924), deutscher Richter, Senatspräsident am Reichsgericht
- Hoffmann, Stephan (1950–1985), deutscher Fußballspieler
- Hoffmann, Stephan (* 1960), deutscher Schauspieler, Synchronsprecher, Dialogregisseur und Dialogbuchautor
- Hoffmann, Susannah (* 1963), kanadische Theater- und Filmschauspielerin und Ballerina
- Hoffmann, Susanne (* 1960), deutsche Verwaltungsjuristin und Politikerin (CDU)
- Hoffmann, Susanne (* 1966), deutsche Foto- und Videokünstlerin, lebt und arbeitet in der Eisfabrik in Hannover
- Hoffmann, Susanne (* 1994), österreichische Biathletin
- Hoffmann, Sven (* 1965), deutscher Künstler, Fotograf, Zeichner und Autor
- Hoffmann, Sven Olaf (* 1939), deutscher Psychiater und Psychologe
- Hoffmann, Sylvio (* 1964), deutscher Fußballspieler

###### Hoffmann, T
- Hoffmann, Tassilo (1887–1951), deutscher Numismatiker
- Hoffmann, Theo (1890–1953), deutscher Jesuit, Lehrer und Gründungsrektor des Canisius-Kolleg Berlin
- Hoffmann, Theodor (1837–1894), deutscher Sanitätsoffizier in Japan
- Hoffmann, Theodor (1865–1919), deutsch-baltischer Pastor
- Hoffmann, Theodor (1935–2018), deutscher Militär, Chef der NVA und Minister für Nationale Verteidigung der DDR
- Hoffmann, Theodor (1940–2011), deutscher Fußballspieler
- Hoffmann, Thomas (* 1979), deutscher Politiker (AfD)Thomas Hoffmann (* 1979)

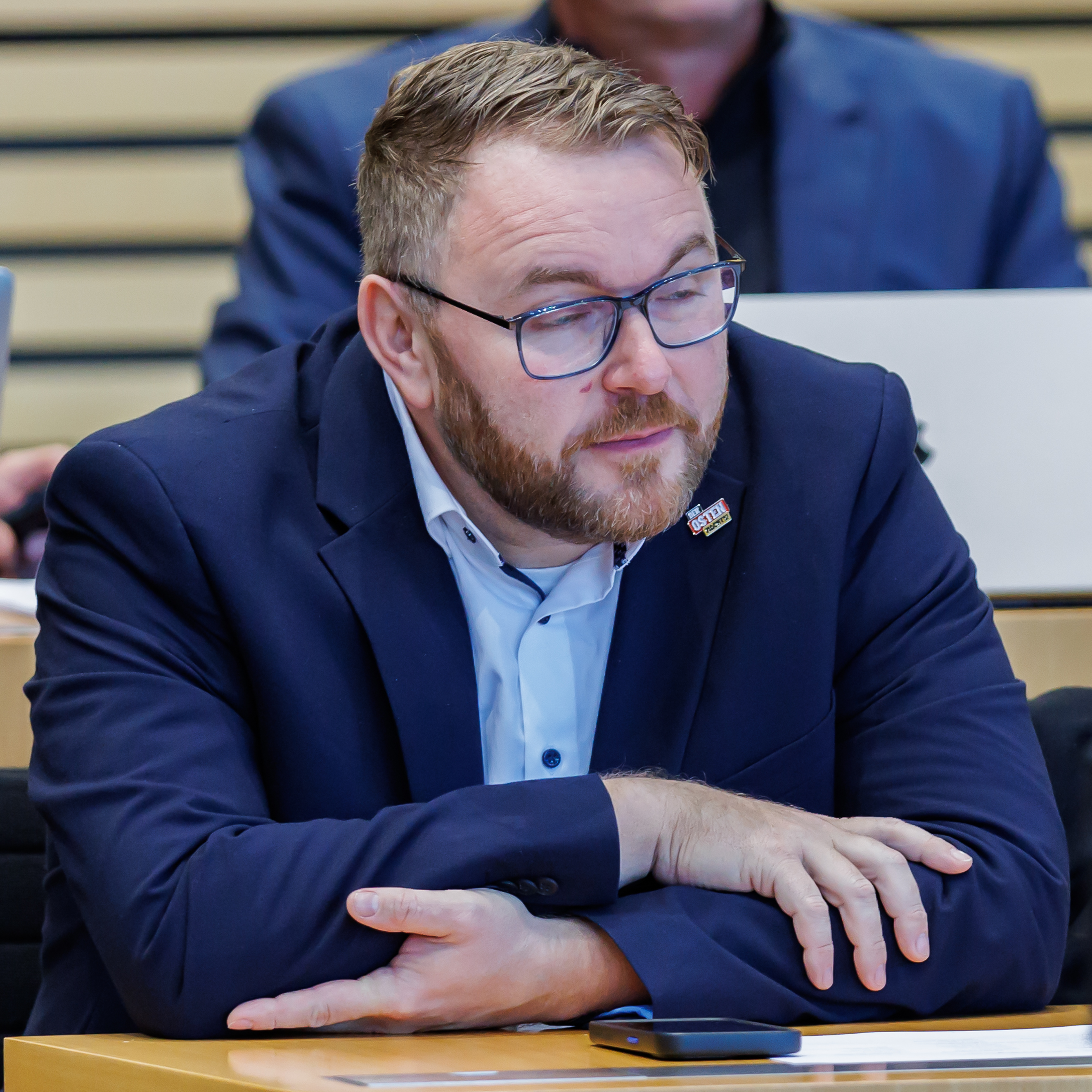
Thomas Hoffmann (* 1979)

- Hoffmann, Thomas Christian (* 1976), deutscher Anglist
- Hoffmann, Thomas K. (* 1970), deutscher Mediziner und Hochschullehrer
- Hoffmann, Thomas Sören (* 1961), deutscher Philosoph
- Hoffmann, Thorsten (* 1961), deutscher Politiker (CDU), MdB
- Hoffmann, Till (* 1996), deutscher Pianist
- Hoffmann, Tim (1943–2015), deutscher Schauspieler, Synchron- und Hörspielsprecher
- Hoffmann, Tim (* 2005), deutscher Fußballspieler
- Hoffmann, Tim-Fabian (* 1987), deutscher Schauspieler
- Hoffmann, Timo (* 1974), deutscher Schwergewichtsboxer
- Hoffmann, Titus (* 1975), deutscher Schauspieler, Regisseur, Librettist, Übersetzer und Produzent
- Hoffmann, Tobias (* 1967), deutscher Philosoph
- Hoffmann, Tobias (* 1970), deutscher Kunsthistoriker, Kurator und Museumsdirektor
- Hoffmann, Tobias (* 1982), deutscher Jazzgitarrist und -komponist
- Hoffmann, Tobias (* 1988), deutscher Jazzmusiker (Saxophon, Komposition)
- Hoffmann, Torben (* 1974), deutscher FußballspielerTorben Hoffmann (* 1974)

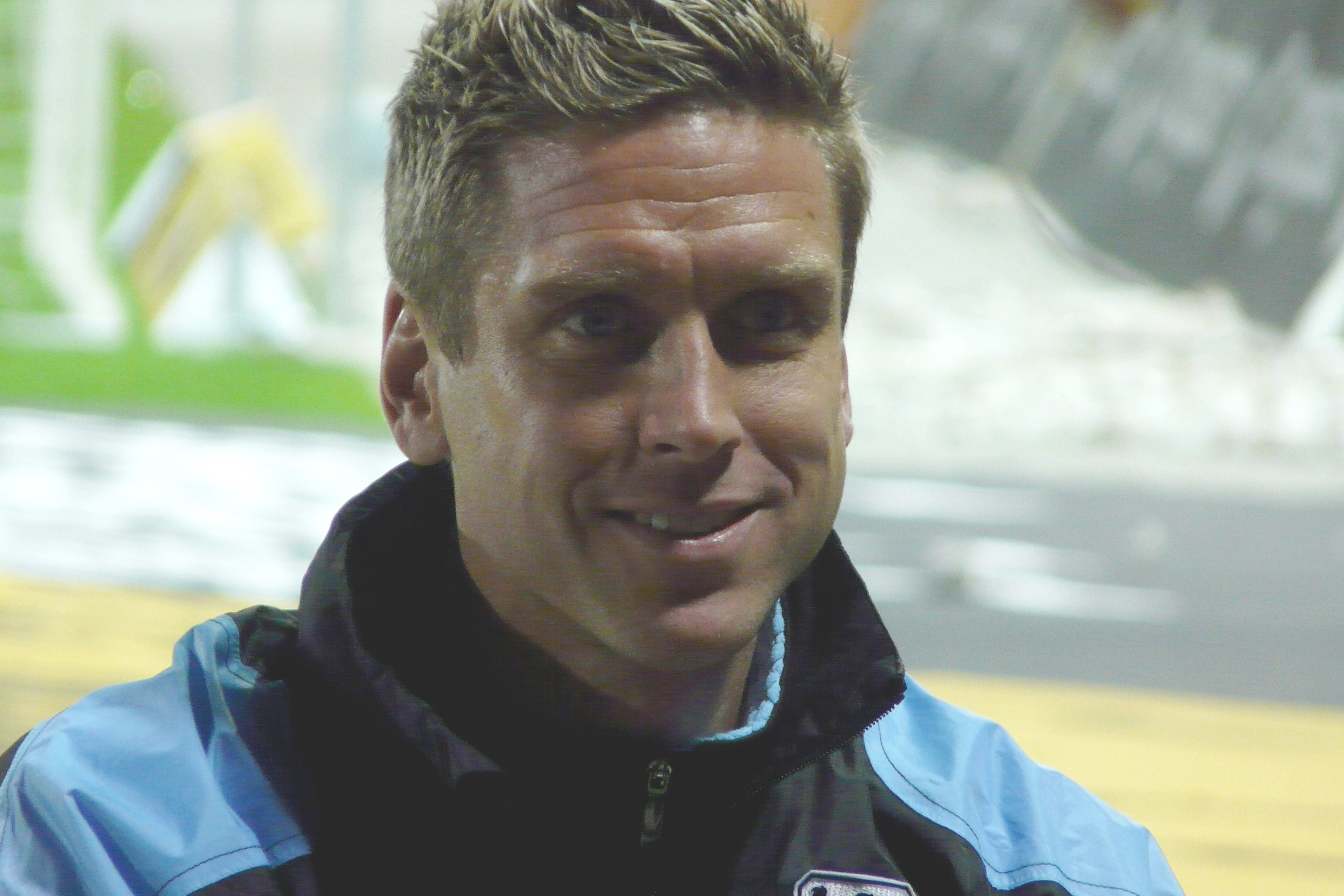
Torben Hoffmann (* 1974)

- Hoffmann, Torsten (* 1973), deutscher Literaturwissenschaftler und Hochschullehrer
- Hoffmann, Torsten (* 1977), deutscher Schauspieler, Sprecher und Moderator

###### Hoffmann, U
- Hoffmann, Udo (* 1942), deutscher Fußballspieler
- Hoffmann, Ulf (* 1961), deutscher Geräteturner
- Hoffmann, Ulrich (1866–1936), preußischer Generalmajor
- Hoffmann, Ulrich (* 1966), deutscher Journalist und Autor
- Hoffmann, Ursula (* 1970), deutsche Moderatorin, Journalistin und Redakteurin
- Hoffmann, Uwe (1938–2016), deutscher Geologe
- Hoffmann, Uwe (* 1960), deutscher Schlagzeuger und Musikproduzent

###### Hoffmann, V
- Hoffmann, Vera (* 1996), luxemburgisch-deutsche Leichtathletin
- Hoffmann, Veronika (* 1974), deutsche römisch-katholische Theologin
- Hoffmann, Volker (* 1940), deutscher Germanist
- Hoffmann, Volker (* 1968), deutscher Handballspieler und -trainer

###### Hoffmann, W
- Hoffmann, Walter (1891–1972), deutscher Volkswirt und Hochschullehrer
- Hoffmann, Walter (1914–1996), deutscher Politiker (SPD)
- Hoffmann, Walter (* 1952), deutscher Fußballspieler
- Hoffmann, Walter (* 1952), deutscher Politiker (SPD), MdB, Oberbürgermeister von Darmstadt
- Hoffmann, Walther G. (1903–1971), deutscher Ökonom
- Hoffmann, Wendelin (1845–1891), deutscher Baumeister und Bauunternehmer sowie 1890/1891 Bürgermeister in Ludwigshafen am Rhein
- Höffmann, Werner (1917–1945), deutscher Fußballspieler
- Hoffmann, Werner (1926–1997), deutscher Fotograf
- Hoffmann, Werner (1931–2017), deutscher Germanist
- Hoffmann, Werner (* 1939), deutscher Kameramann
- Hoffmann, Werner (* 1953), deutscher Autor, Musiker, Komponist und Pastor
- Hoffmann, Werner G. (1907–1988), deutscher Zeitungsverleger
- Hoffmann, Werner-Eugen (1910–1998), deutscher Offizier
- Hoffmann, Wilfriede (1932–2010), deutsche Leichtathletin
- Hoffmann, Wilhelm, deutscher Fußballspieler
- Hoffmann, Wilhelm, deutscher Gewichtheber
- Hoffmann, Wilhelm (1777–1859), Weimarer Verleger und Buchhändler
- Hoffmann, Wilhelm (1789–1863), Landtagsabgeordneter Großherzogtum Hessen
- Hoffmann, Wilhelm (1806–1873), Kanzelredner und Kirchenpolitiker
- Hoffmann, Wilhelm (1820–1897), deutscher Architekt
- Hoffmann, Wilhelm (1872–1945), deutscher Sanitätsoffizier, Hygieniker und Medizinalbeamter
- Hoffmann, Wilhelm (1876–1942), deutscher Politiker (SPD, USPD), MdR
- Hoffmann, Wilhelm (1890–1969), deutscher Architekt und Architekturhistoriker
- Hoffmann, Wilhelm (1901–1986), deutscher Bibliothekar
- Hoffmann, Wilhelm (1909–1969), deutscher Althistoriker
- Hoffmann, Wilhelm Ludwig (1748–1830), deutscher Jurist und Hofrat
- Hoffmann, Wilhelm Sabri (* 1953), deutscher Programmierer, Vorstandsmitglied in interreligiösen Vereinen
- Hoffmann, Willi (* 1948), deutscher Fußballspieler
- Hoffmann, Willi O. (1930–2022), deutscher Fußballfunktionär
- Hoffmann, Willy (1878–1977), deutscher Architekt
- Hoffmann, Willy (1888–1942), deutscher Jurist
- Hoffmann, Willy (1925–1990), deutscher Diplomat, Botschafter der DDR
- Hoffmann, Wolf (1898–1979), deutscher Maler und Radierer
- Hoffmann, Wolf (* 1959), deutscher GitarristWolf Hoffmann (* 1959)

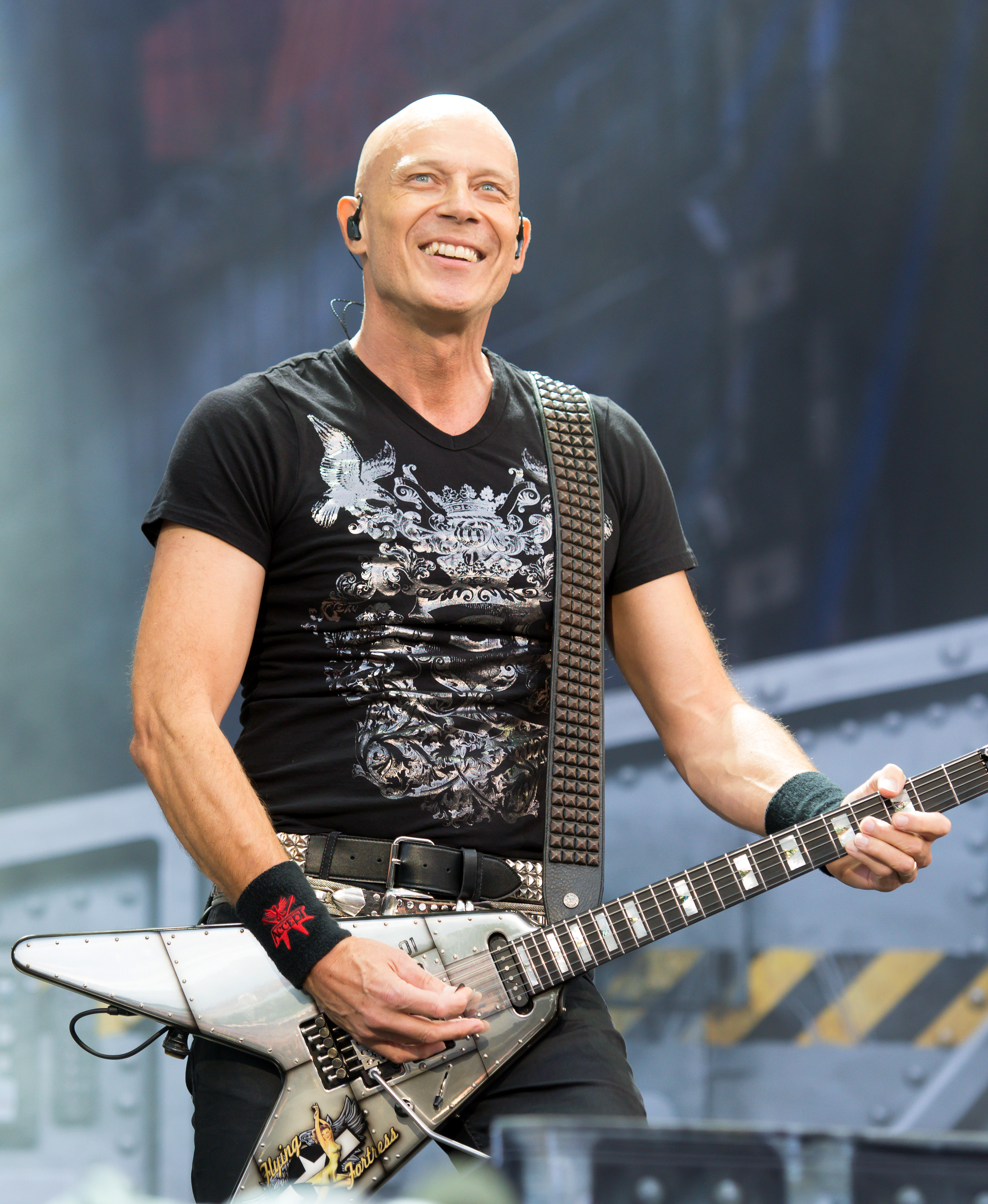
Wolf Hoffmann (* 1959)

- Hoffmann, Wolfgang (1893–1956), deutscher Jurist, Oberbürgermeister von Freiburg im Breisgau
- Hoffmann, Wolfgang (1914–1989), deutscher SS-Hauptsturmführer
- Hoffmann, Wolfgang (1935–2014), deutscher Kristallograph und Hochschullehrer
- Hoffmann, Wolfgang (1942–1971), deutsches Todesopfer der Berliner Mauer
- Hoffmann, Wolfgang (* 1963), deutscher Arzt, Epidemiologe und Hochschullehrer

###### Hoffmann, X
- Hoffmann, Xaver (* 1974), deutscher Snowboarder

###### Hoffmann, Y
- Hoffmann, Yoel (1937–2023), israelisch-jüdischer Religionsphilosoph und Japanologe

###### Hoffmann, Z
- Hoffmann, Zdzisław (* 1959), polnischer Leichtathlet

###### Hoffmann-A
- Hoffmann-Aleith, Eva (1910–2002), deutsche Pfarrerin, Lehrerin, Schriftstellerin
- Hoffmann-Andersen, Willie (1904–1968), deutscher Filmproduzent und -regisseur
- Hoffmann-Axthelm, Dieter (* 1940), deutscher Architekturkritiker und Stadtplaner
- Hoffmann-Axthelm, Walter (1908–2001), deutscher Facharzt für Mund-, Kiefer- und Gesichtschirurgie und Medizinhistoriker

###### Hoffmann-B
- Hoffmann-Badache, Martina (* 1956), deutsche Psychologin und Ministerialbeamtin
- Hoffmann-Becking, Michael (* 1943), deutscher Rechtsanwalt, Rechtswissenschaftler und Hochschullehrer
- Hoffmann-Bethscheider, Cornelia (* 1968), deutsche Politikerin (SPD), MdL
- Hoffmann-Borggrefe, Matthias (* 1963), deutscher Kirchenmusiker
- Hoffmann-Bug, Fritz (1915–1997), deutscher Maler

###### Hoffmann-C
- Hoffmann-Canstein, Olga (1872–1948), österreichische Malerin
- Hoffmann-Curtius, Kathrin (1937–2023), deutsche Kunsthistorikerin und Publizistin

###### Hoffmann-E
- Hoffmann-Erbrecht, Lothar (1925–2011), deutscher Musikwissenschaftler und Hochschullehrer

###### Hoffmann-F
- Hoffmann-Fallersleben, Franz (1855–1927), deutscher Maler
- Hoffmann-Fölkersamb, Hermann (1875–1955), deutscher Initiator des Wandervogels

###### Hoffmann-H
- Hoffmann-Harnisch, Wolfgang (1893–1965), deutscher Schriftsteller, Dramaturg, Theaterregisseur, Filmregisseur, Hörspielregisseur und Drehbuchautor
- Hoffmann-Heyden, Adolf (1877–1964), deutscher Chirurg und Professor
- Hoffmann-Holland, Klaus (* 1971), deutscher Rechtswissenschaftler und Kriminologe
- Hoffmann-Hoock, Klaus (1951–2017), deutscher Musiker

###### Hoffmann-K
- Hoffmann-Kienscherf, Gretel (1912–2012), Schweizer Politikerin (EVP), Grossrätin Aargau
- Hoffmann-Krayer, Eduard (1864–1936), Schweizer Volkskundler und Mediävist

###### Hoffmann-L
- Hoffmann-La Roche, Fritz (1868–1920), Gründer von Hoffmann-La Roche
- Hoffmann-Lederer, Hanns (1899–1970), deutscher Bildhauer, Grafiker, Designer und Kunsthochschullehrer
- Hoffmann-Lederer, Mila (1902–1993), deutsche Gestalterin, Schriftstellerin und Dozentin

###### Hoffmann-M
- Hoffmann-Müller, Emanuel (1643–1702), Pionier der Seidenbandindustrie in Basel

###### Hoffmann-N
- Hoffmann-Nowotny, Hans-Joachim (1934–2004), deutscher Soziologe

###### Hoffmann-O
- Hoffmann-Ostenhof, Georg (* 1946), österreichischer Journalist
- Hoffmann-Ostenhof, Maria (* 1947), österreichische Mathematikerin
- Hoffmann-Ostenhof, Otto (1914–1992), österreichischer Biochemiker
- Hoffmann-Ostenhof, Thomas (* 1945), österreichischer theoretischer Chemiker und Mathematiker

###### Hoffmann-R
- Hoffmann-Reicker, Klaus (* 1939), deutscher Schriftsteller, Publizist und Historiker
- Hoffmann-Richter, Ulrike (1958–2024), deutsche Wissenschaftlerin, Fachärztin für Psychiatrie und Psychotherapie
- Hoffmann-Riem, Christa (1937–1990), deutsche Soziologin
- Hoffmann-Riem, Wolfgang (* 1940), deutscher Jurist, Richter des Bundesverfassungsgerichts
- Hoffmann-Rossier, Aline (1856–1920), Schweizer Schriftstellerin
- Hoffmann-Rothe, Georg (* 1900), deutscher Kommunalpolitiker
- Hoffmann-Rumerstein, Ludwig (1937–2022), österreichischer Anwalt, Großkomtur des Malteserordens

###### Hoffmann-S
- Hoffmann-Schoenborn, Günther (1905–1970), deutscher Generalmajor im Zweiten WeltkriegGünther Hoffmann-Schoenborn (1905–1970)

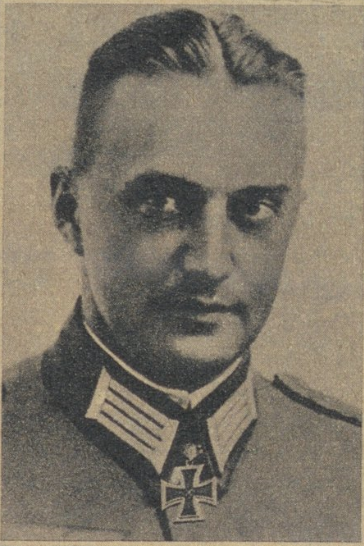
Günther Hoffmann-Schoenborn (1905–1970)

- Hoffmann-Scholtz, Karl (1830–1888), deutscher Verwaltungsjurist und Politiker

###### Hoffmann-W
- Hoffmann-Warns, Christa (* 1935), deutsche Handballspielerin

###### Hoffmann-Y
- Hoffmann-Ybbs, Hans (1928–2005), österreichischer Maler

###### Hoffmanns
- Hoffmannsegg, Johann Centurius von (1766–1849), deutscher Botaniker, Entomologe und Ornithologe

##### Hoffmano
- Hoffmanowa, Klementyna (1798–1845), polnische Schriftstellerin

### Hoffme
- Hoffmeier, Dieter (1932–2023), deutscher Theaterwissenschaftler
- Hoffmeier, Elisabeth (1878–1979), deutsche Frauenrechtlerin und Kommunalpolitikerin in Hannover, Vorstand der niedersächsischen FDP
- Hoffmeier, James Karl (* 1951), Ägyptologe, Archäologe und Alttestamentler
- Hoffmeier, Marcel (* 1999), deutscher Fußballspieler
- Hoffmeier, Uli (* 1957), deutscher Jazzgitarrist
- Hoffmeister, Adolf (1902–1973), tschechischer Journalist, Schriftsteller, Politiker, Gelehrter
- Hoffmeister, August (1842–1926), deutscher Fabrikbesitzer, Politiker und Mitglied des Deutschen Reichstags
- Hoffmeister, Bernard (* 1989), deutscher Slam-Poet, Autor und Moderator
- Hoffmeister, Christian (1793–1866), deutscher Landwirt und Politiker
- Hoffmeister, Christian (* 1973), deutscher Sachbuchautor und Hochschullehrer
- Hoffmeister, Cuno (1892–1968), deutscher Astronom und Geophysiker
- Hoffmeister, Dirk (* 1973), deutscher Gymnasiallehrer, Schulleiter und Politiker (BSW, SPD)
- Hoffmeister, Donald F. (1916–2011), US-amerikanischer Mammaloge und Hochschullehrer
- Hoffmeister, Edmund (1893–1951), deutscher Offizier, zuletzt Generalmajor im Zweiten Weltkrieg
- Hoffmeister, Eduard von (1852–1920), preußischer Generalleutnant und Militärhistoriker
- Hoffmeister, Florian (* 1970), deutscher Kameramann und Filmregisseur
- Hoffmeister, Frank (* 1965), deutscher Schwimmer
- Hoffmeister, Frank (* 1969), deutscher Jurist, Hochschullehrer und Autor
- Hoffmeister, Franz (1898–1943), römisch-katholischer Priester
- Hoffmeister, Franz Anton († 1812), deutscher Komponist und MusikverlegerFranz Anton Hoffmeister († 1812)

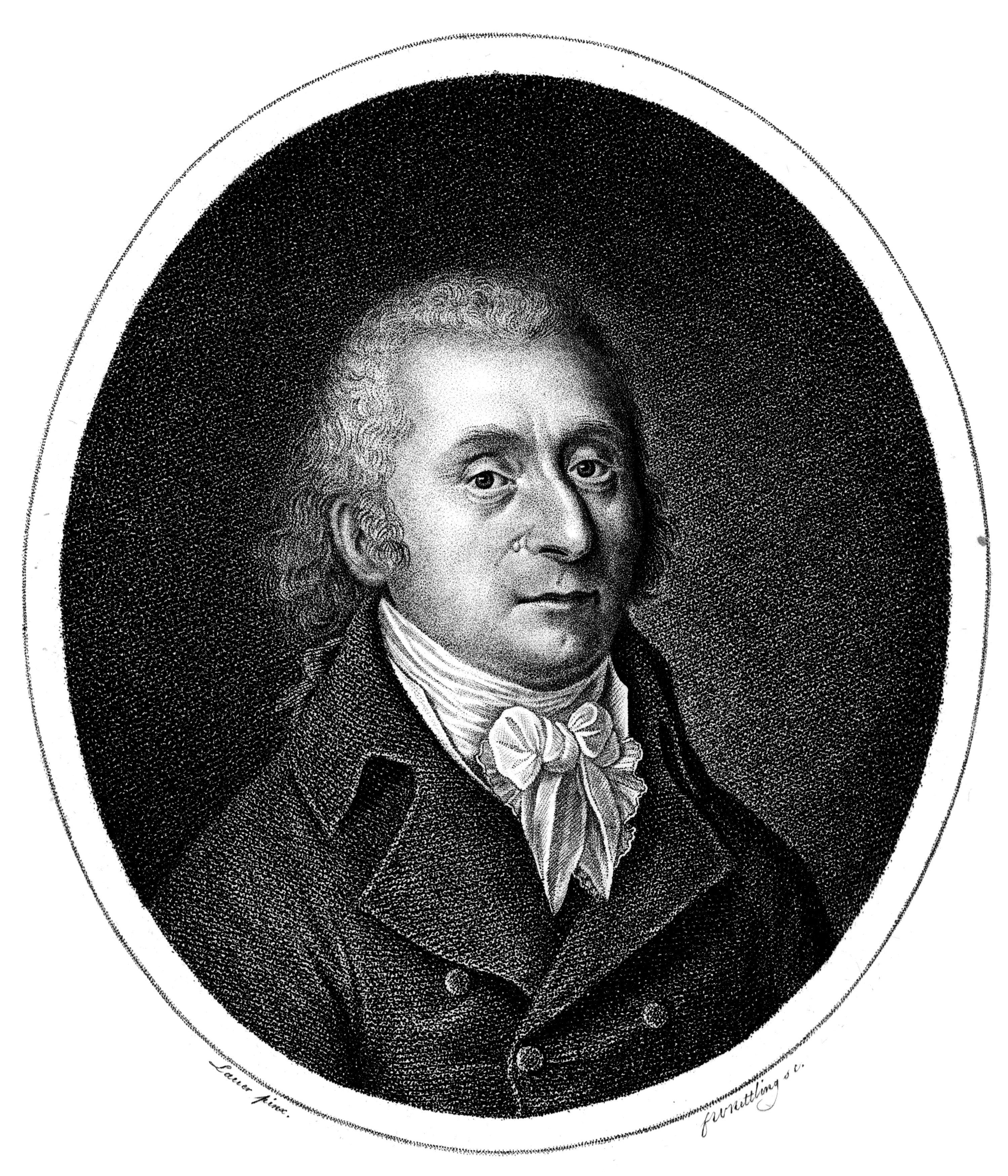
Franz Anton Hoffmeister († 1812)

- Hoffmeister, Freya (* 1964), deutsche Geschäftsfrau und Kanusportlerin
- Hoffmeister, Gunhild (* 1944), deutsche Leichtathletin, Olympiamedaillengewinnerin, MdV
- Hoffmeister, Hans (1901–1980), deutscher Meister im Diskuswurf
- Hoffmeister, Hans (* 1932), deutscher Chemiker
- Hoffmeister, Hans (1936–2016), deutscher Wasserballspieler
- Hoffmeister, Hans von (1890–1916), badischer Reserveoffizier und angehender Diplomat
- Hoffmeister, Heinz (1851–1894), deutscher Bildhauer, Zeichner, Maler und Schriftsteller
- Hoffmeister, Ilse (1892–1968), deutsche Kunstgewerbelehrerin
- Hoffmeister, Johannes († 1547), deutscher Augustinerpater und katholischer Kontroverstheologe
- Hoffmeister, Johannes (1907–1955), deutscher Philosoph und Hochschullehrer
- Hoffmeister, Justin (* 1990), US-amerikanischer Schauspieler, Filmproduzent, Filmregisseur und Drehbuchautor
- Hoffmeister, Karel (1868–1952), tschechischer Pianist, Musikwissenschaftler und -pädagoge
- Hoffmeister, Karl (1796–1844), deutscher Philologe, Literaturhistoriker und Pädagoge
- Hoffmeister, Katy (* 1973), deutsche Politikerin (CDU)Katy Hoffmeister (* 1973)

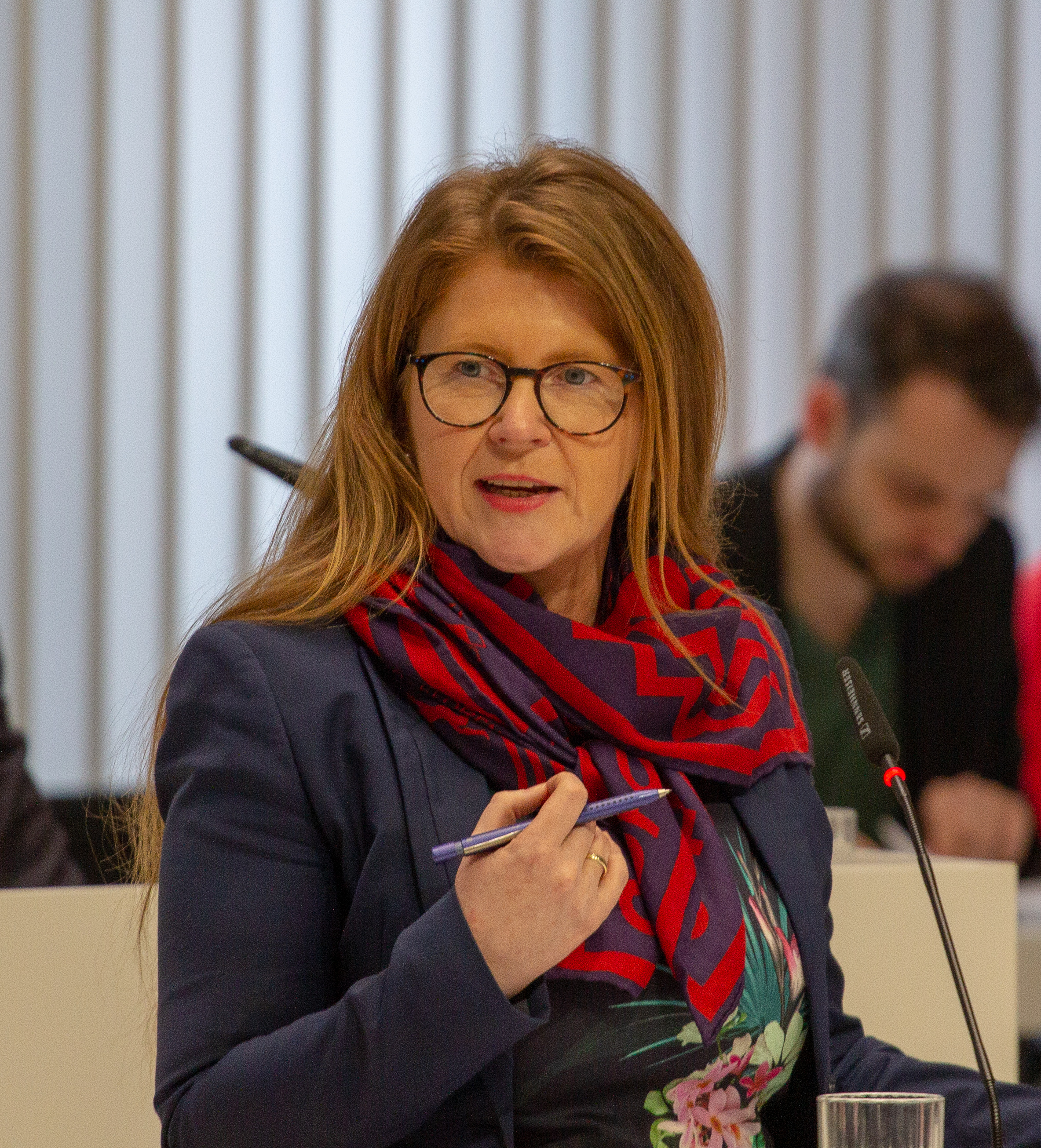
Katy Hoffmeister (* 1973)

- Hoffmeister, Knut (* 1956), deutscher Experimentalfilmer
- Hoffmeister, Kurt (1924–2020), deutscher Autor, Schriftsteller und Historiker
- Hoffmeister, Louis (1814–1869), deutscher Kupfer- und Stahlstecher in Karlsruhe und München
- Hoffmeister, Lucas († 1576), deutscher Jurist, Richter des Kammergerichts
- Hoffmeister, Ludwig (1906–1993), deutscher Jurist, Staatskommissar von Hannover
- Hoffmeister, Otto (1851–1925), deutscher Turner und Landtagsabgeordneter
- Hoffmeister, Otto Georg (1826–1888), deutscher Jurist, Bürgermeister der Stadt Remscheid
- Hoffmeister, Philipp (1804–1874), reformierter Prediger, Märchensammler, Zeichner und Naturkundler
- Hoffmeister, Rainer (* 1963), deutscher Fußballspieler und Torwart
- Hoffmeister, Reinhart (1923–2016), deutscher Journalist und Fernsehmoderator
- Hoffmeister, Robert (1899–1966), deutscher Politiker (SPD), MdL
- Hoffmeister, Sven (* 1970), deutscher Fußballtorhüter
- Hoffmeister, Thomas (* 1958), deutscher Biologe
- Hoffmeister, Werner Friedrich (1819–1845), deutscher Arzt und Naturforscher
- Hoffmeister, Willi (1933–2021), deutscher Friedensaktivist und Gewerkschafter
- Hoffmeister, Willy (1900–1971), deutscher Kommunalpolitiker (CDU), Bürgermeister von Lüdenscheid
- Hoffmeister-Kraut, Nicole (* 1972), deutsche Politikerin (CDU), MdLNicole Hoffmeister-Kraut (* 1972)

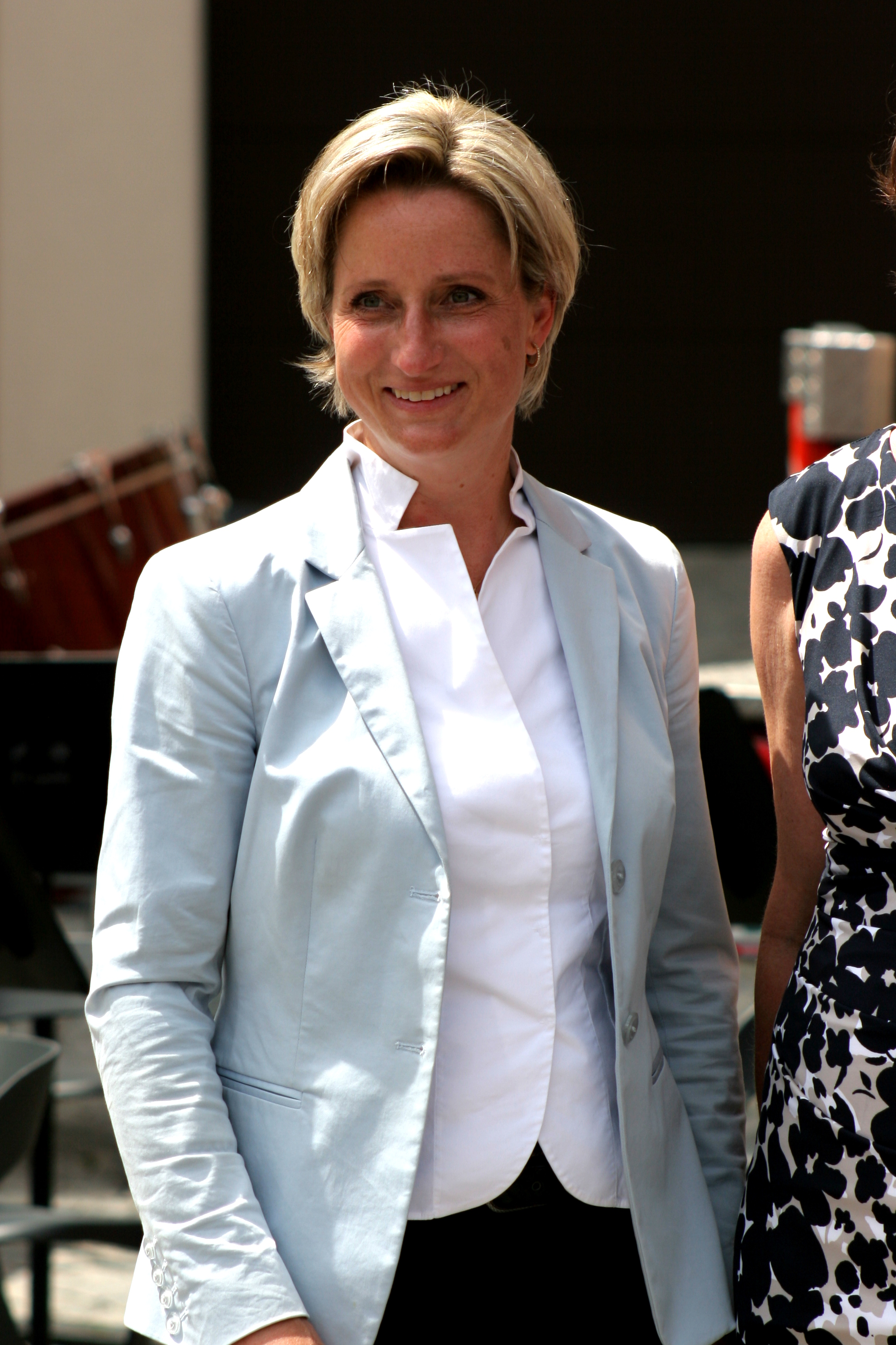
Nicole Hoffmeister-Kraut (* 1972)

- Hoffmeyer, Fritz (1860–1922), deutscher Landwirt und Politiker
- Hoffmeyer, Horst (1903–1944), deutscher SS-Funktionär, zuletzt im Rang eines SS-Brigadeführers und Generalmajors der Polizei
- Hoffmeyer, Ludwig (1845–1935), Lehrer und Autor zur Osnabrücker Stadtgeschichte
- Hoffmeyer, Niels (1836–1884), dänischer Meteorologe
- Hoffmeyer, Stig (1940–2022), dänischer Schauspieler und Synchronsprecher
- Hoffmeyer, Wilhelm (* 1924), deutscher Fußballspieler
- Hoffmeyer-Zlotnik, Jürgen Heinz Peter (* 1946), deutscher Sozialwissenschaftler